# Museo Histórico Militar de Cartagena
El Museo Histórico Militar de Cartagena está situado en lo que fue el Real Parque y Maestranza de Artillería, edificio levantado en el siglo XVIII bajo el reinado de Carlos III, recoge la historia de la Artillería y de las unidades artilleras asentadas en la ciudad de Cartagena, desde el siglo XV hasta el siglo XX.

## Cómo llegar
Si se llega a la ciudad en vehículo por la autovía A-30, lo mejor es tomar la salida 'Puerto', CT-33, dejando a mano izquierda el nuevo hospital de Cartagena hasta llegar a una rotonda en la que está instalada la grúa Sansón. 
Girando a la derecha se continua por el Paseo del Muelle, dejando a mano izquierda el Puerto de Cartagena, llegando a una nueva rotonda. 

Desde aquí se pueden observar varios edificios históricos de Cartagena: Castillo de los Moros (Cartagena), Hospital de Marina de Cartagena, Cuartel de Antigones, Murallas de Carlos III, castillo de Despeñaperros etc.

Tras tomar la tercera salida, se continua, paseo Alfonso XII. En el lado izquierdo se encuentra el museo Arqua, y a la derecha los lienzos y baluartes de la muralla de Carlos III, llegando a una explanada en donde ondea la Bandera Nacional. Se puede dejar el vehículo en un aparcamiento subterráneo que está en las cercanías.

En esta explanada se puede contemplar parte del sistema defensivo de la ciudad, destacando a la izquierda el Castillo de San Julián, a la derecha el Castillo de Galeras, y en la bocana del puerto el Fuerte de Navidad
Tras esto se puede subir andando por la calle Mayor de Cartagena, dejando a los lados: la plaza de los Héroes de Cavite, Teatro romano de Cartagena, Ayuntamiento de Cartagena, Casino de Cartagena, etc., llegando a la Plaza de San Sebastián, en donde se encuentra la Capitanía General de Cartagena.

Continuando por la calle Puertas de Murcia, tras una corta distancia se toma, a mano derecha, la calle Santa Florentina, que desemboca en el Museo de Artillería.

Aproximadamente son unos diez minutos andando desde el monumento a los Héroes de Cavite.

## El edificio
De forma rectangular originalmente, tenía una superficie de 17.302 m², formado por cuatro naves y una central que lo dividía en dos cuerpos con sus dos patios. El de Armas o Herrerías es el que se conserva en su totalidad.
La fachada principal, por donde se accede al edificio, era originalmente de una sola planta, añadiendo la primera planta a principios del siglo XX, el segundo cuerpo del edificio original resultó muy dañado por la sublevación del Cantón de Cartagena, 1873-74, quedando finalmente una pequeña parte del patio para el uso del Museo, el resto del edificio fue demolido para construcción de edificios o parte es usado por locales comerciales.
El primer cuerpo del edificio actual es usado por Archivo Municipal de Cartagena, siendo el resto el Museo.

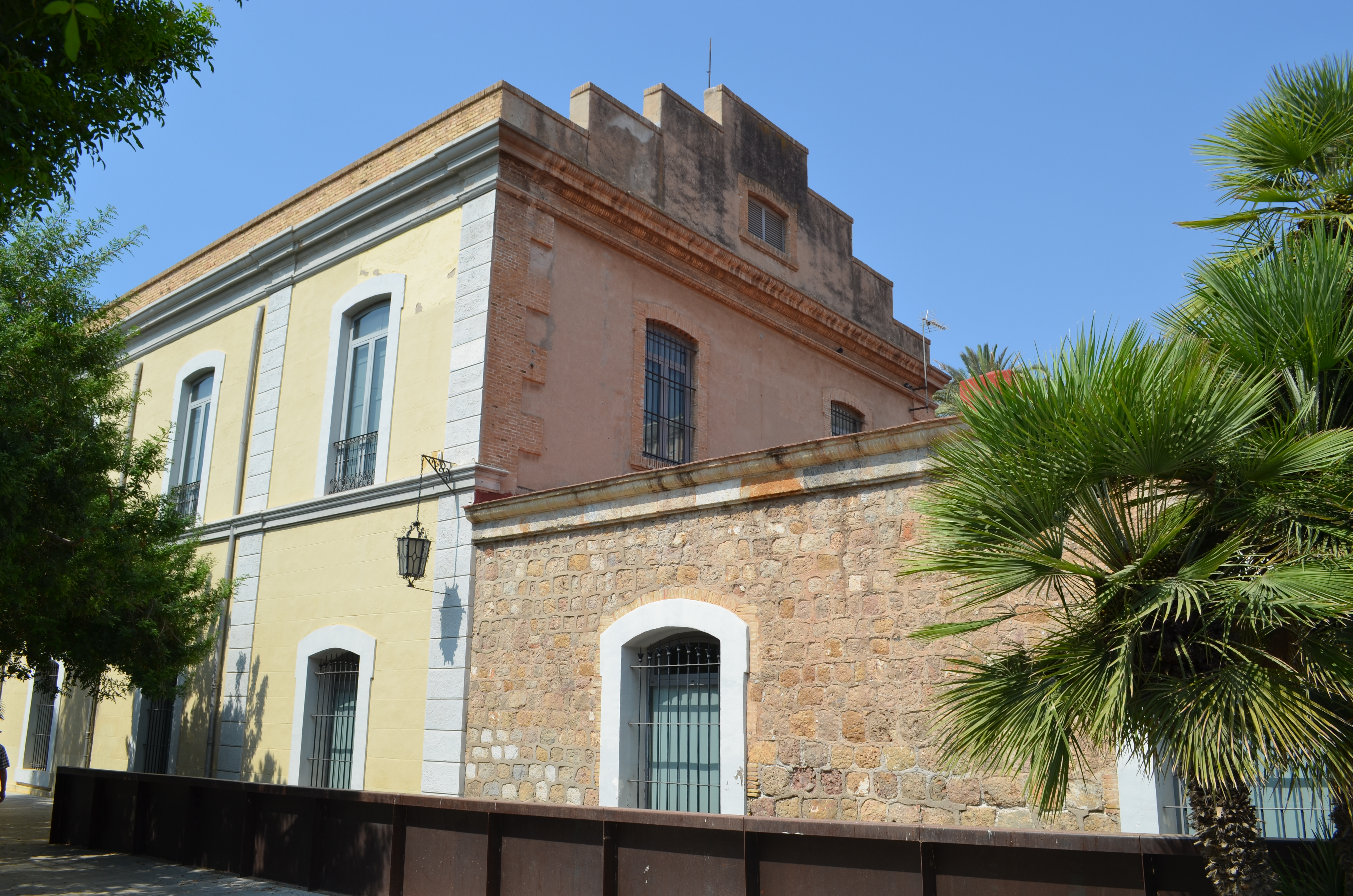
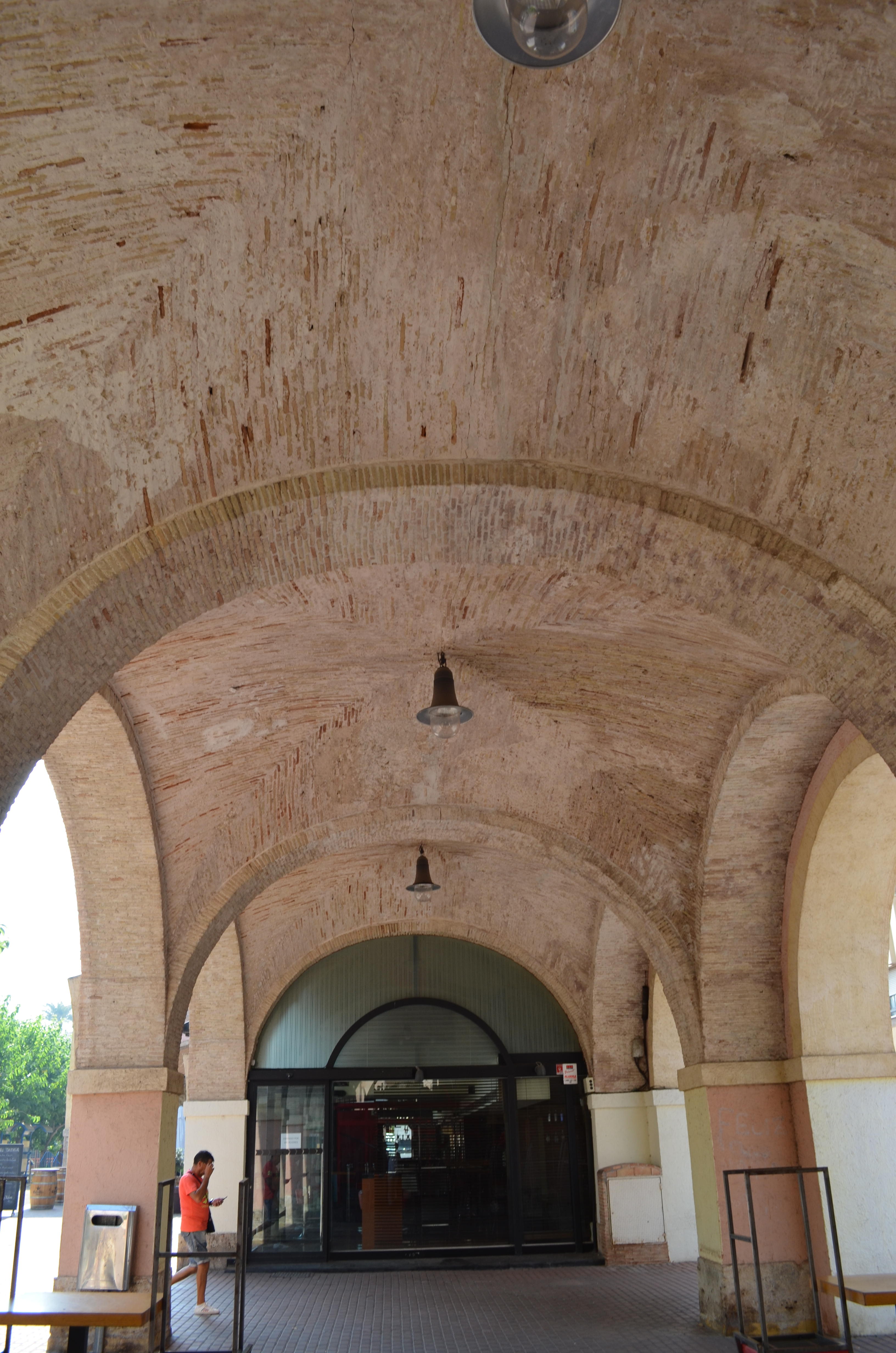
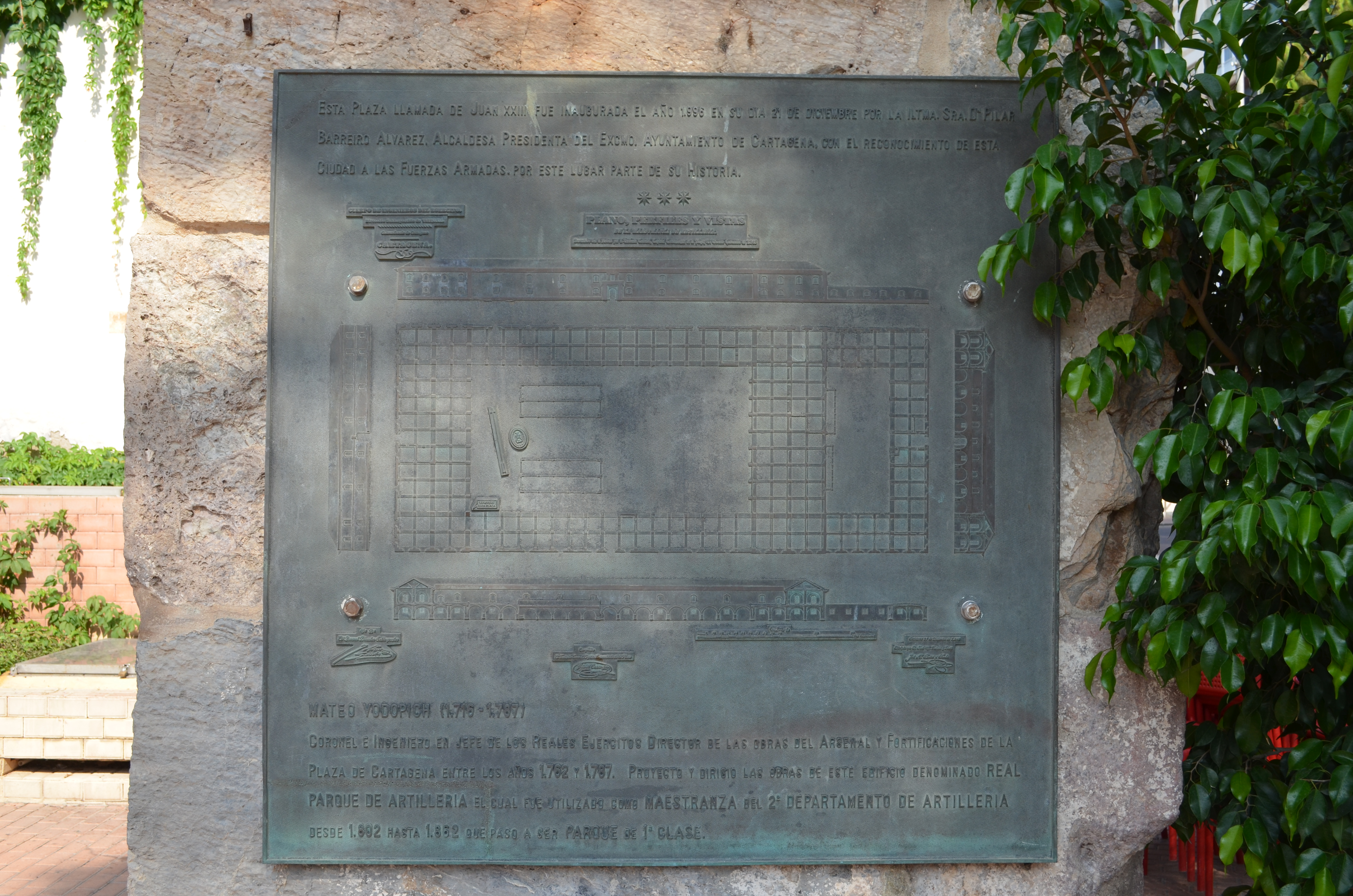
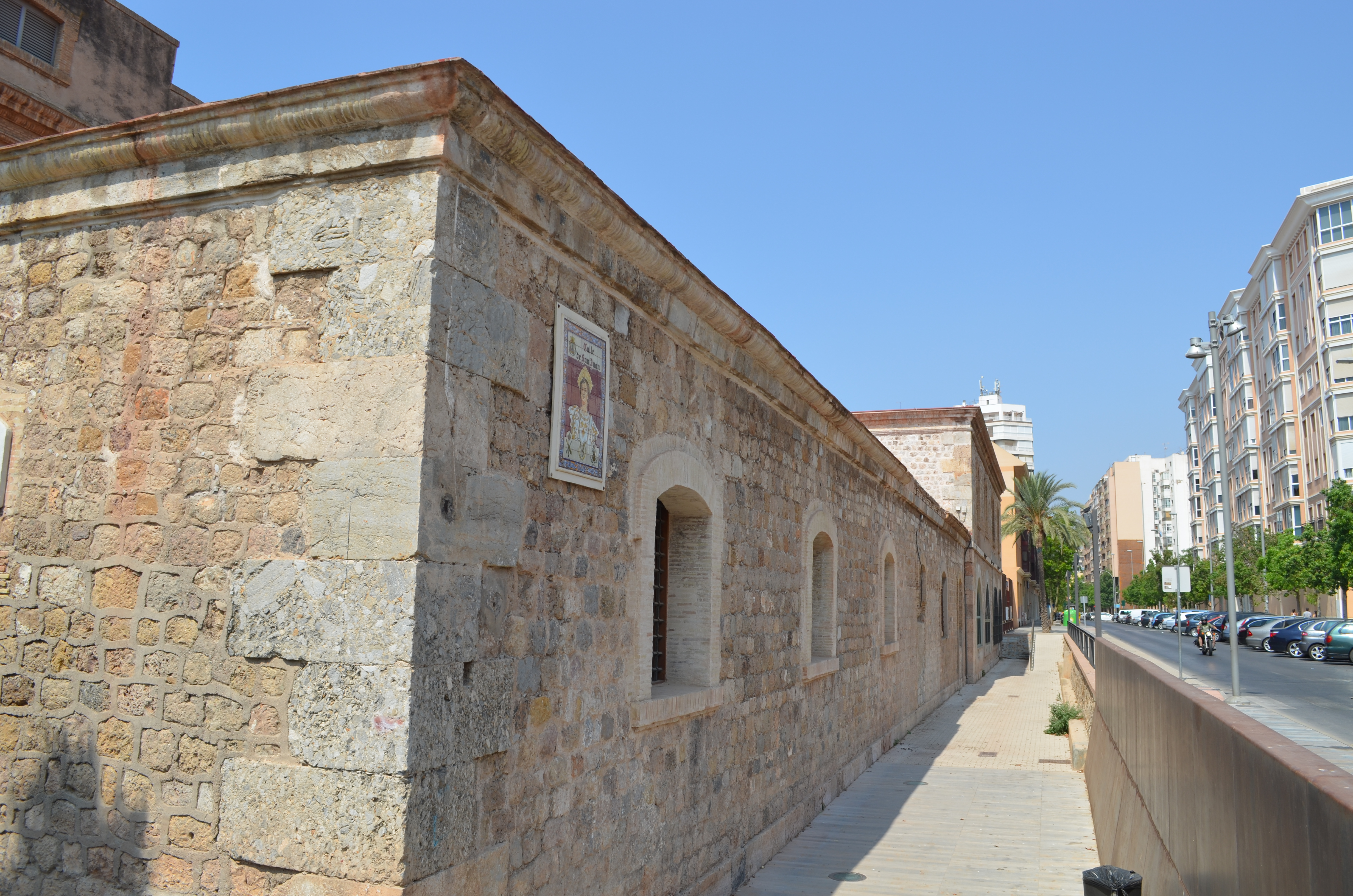

## Historia del edificio
Fue diseñado por el arquitecto Mateo Vodopich y construido entre 1777 y 1786.
Unidades
- Real Parque de Artillería, 1786-1802
- 2.º Departamento de Artillería Maestranza de Artillería, 1802-1867
- Comandancia y Parque de Artillería de Costa, 1867-1924
- Regimiento de Artillería de Costa, 1924-1984
- Regimiento de Artillería Antiaérea número 73, 1984-1996
- Museo de Artillería, 1997

Guerras
- Guerra de la Independencia, 1808-1814
- Primer sitio de la Plaza, Trienio Liberal, general Torrijos, 1823
- Segundo sitio de la Plaza, sublevación Esparterista, general Ruíz Martínez, 1844
- Tercer sitio de la plaza, sublevación Cantonal, general Contreras, 1873-1874
- Guerra civil española, 1936-1939

## El Museo
Inaugurado el 11 de junio de 1997 por don Alfonso Pardo de Santayana y Coloma, Teniente General Jefe de la Región Militar de Levante, depende del Instituto de Historia y Cultura Militar del Ejército de Tierra. Se distribuye en varias salas y dos plantas, con una superficie expositora de unos 4.000 m² alrededor de un patio central, y cubre la historia de las distintas armas del Ejército, centrándose, sobre todo en el arma de Artillería.
Cuenta con oficinas de dirección, archivo, talleres, sacristía, capilla, otras dependencias para el funcionamiento diario y dos patios: uno de ellos el de Armas, alrededor del cual gira el Museo y otro usado como zona de exposición al aire libre de misiles y vehículos tácticos de gran envergadura. Posee un pequeño punto de información sobre el Museo en la puerta de acceso.
Se pueden ver los despliegues y fortificaciones que protegieron la base naval de Cartagena por medio de dioramas, maquetas y proyecciones, así como varios paneles informativos en inglés y español, además de unas gafas de realidad virtual con vídeos 360° de la defensa de la bocana del puerto de Cartagena y del parque de Artillería.
Para las personas con movilidad reducida, se dispone de ascensor para subir a la primera planta compartido con el Archivo Municipal de Cartagena. Hay que solicitar su uso al conserje de la puerta principal

### Patio
- De Armas o Herrerías, completamente adoquinado, está rodeado de 24 arcos de medio, en torno a él gira toda la planta baja del edificio.

- En el cuerpo de lo que fue el edificio central se puede observar un proyectil que no llegó a estallar de la Sublevación Cantonal.

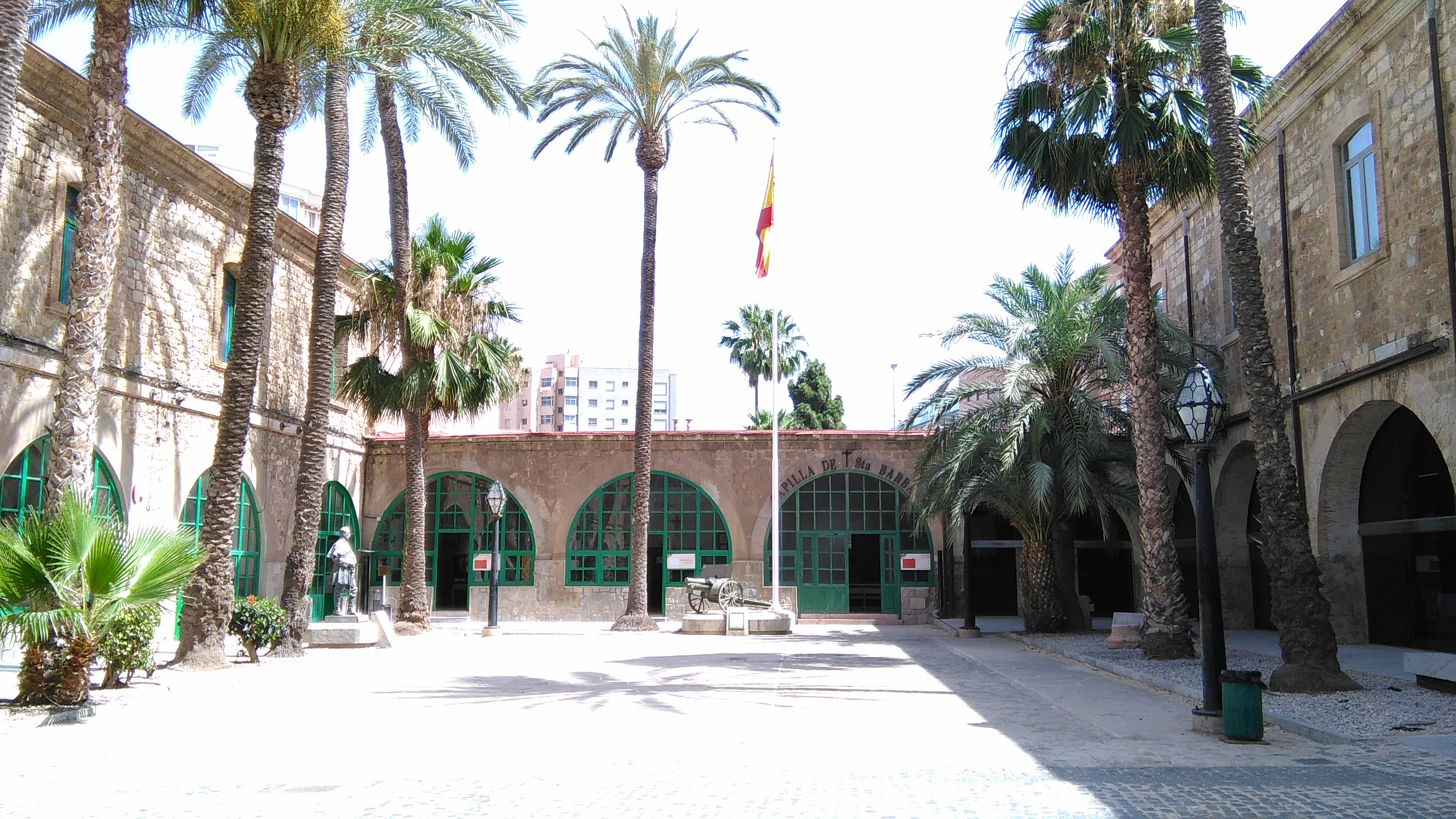
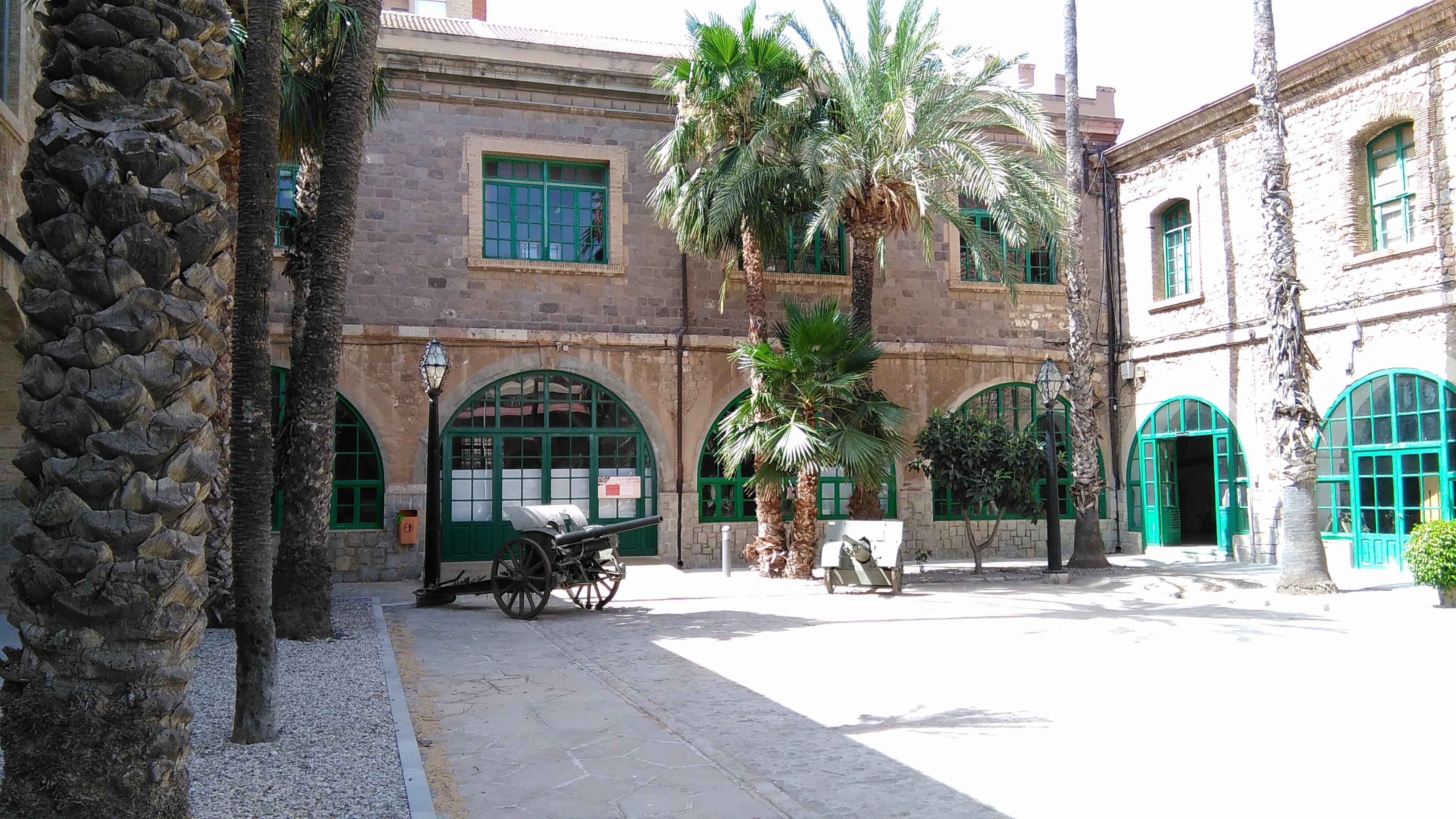
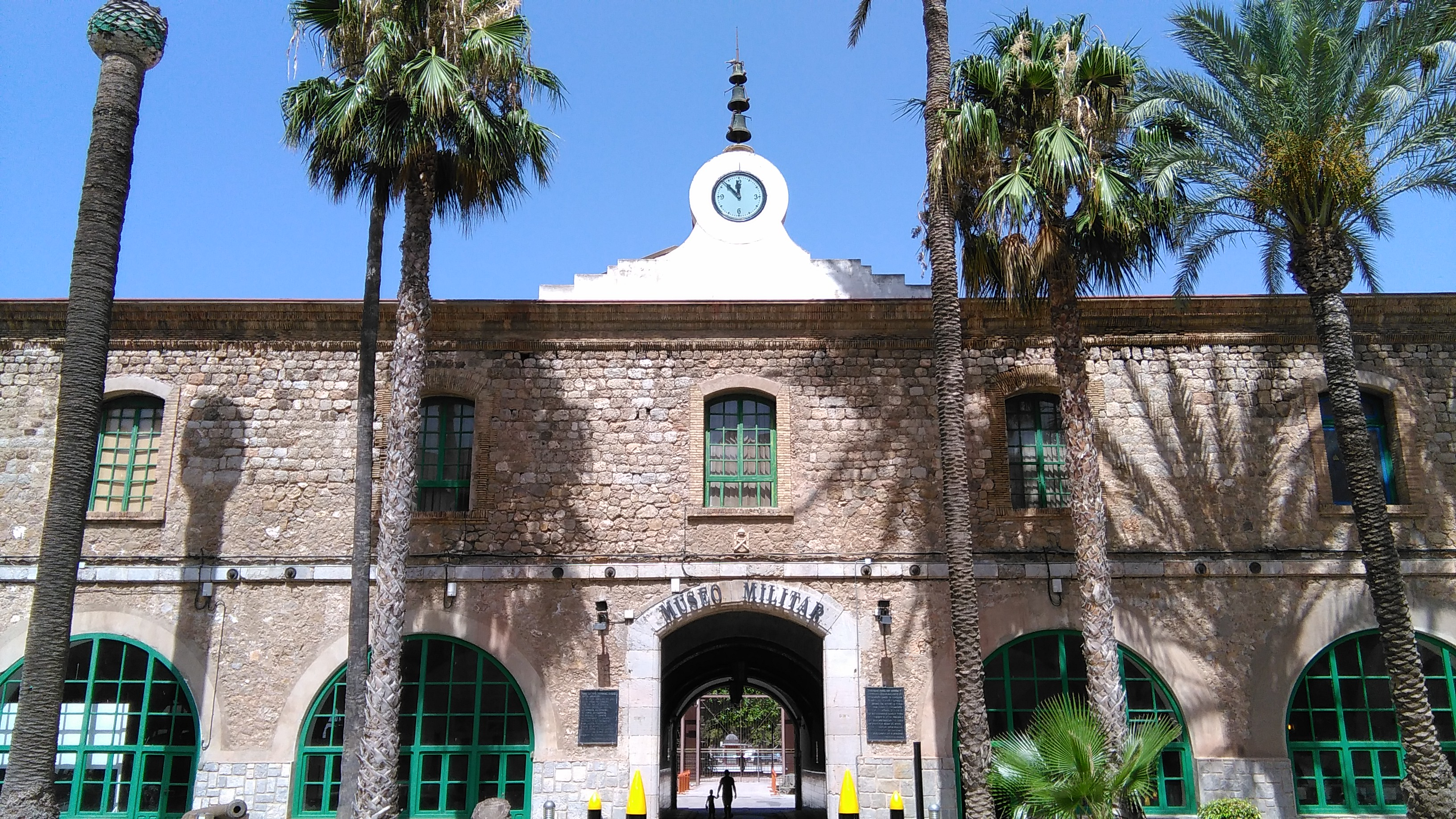
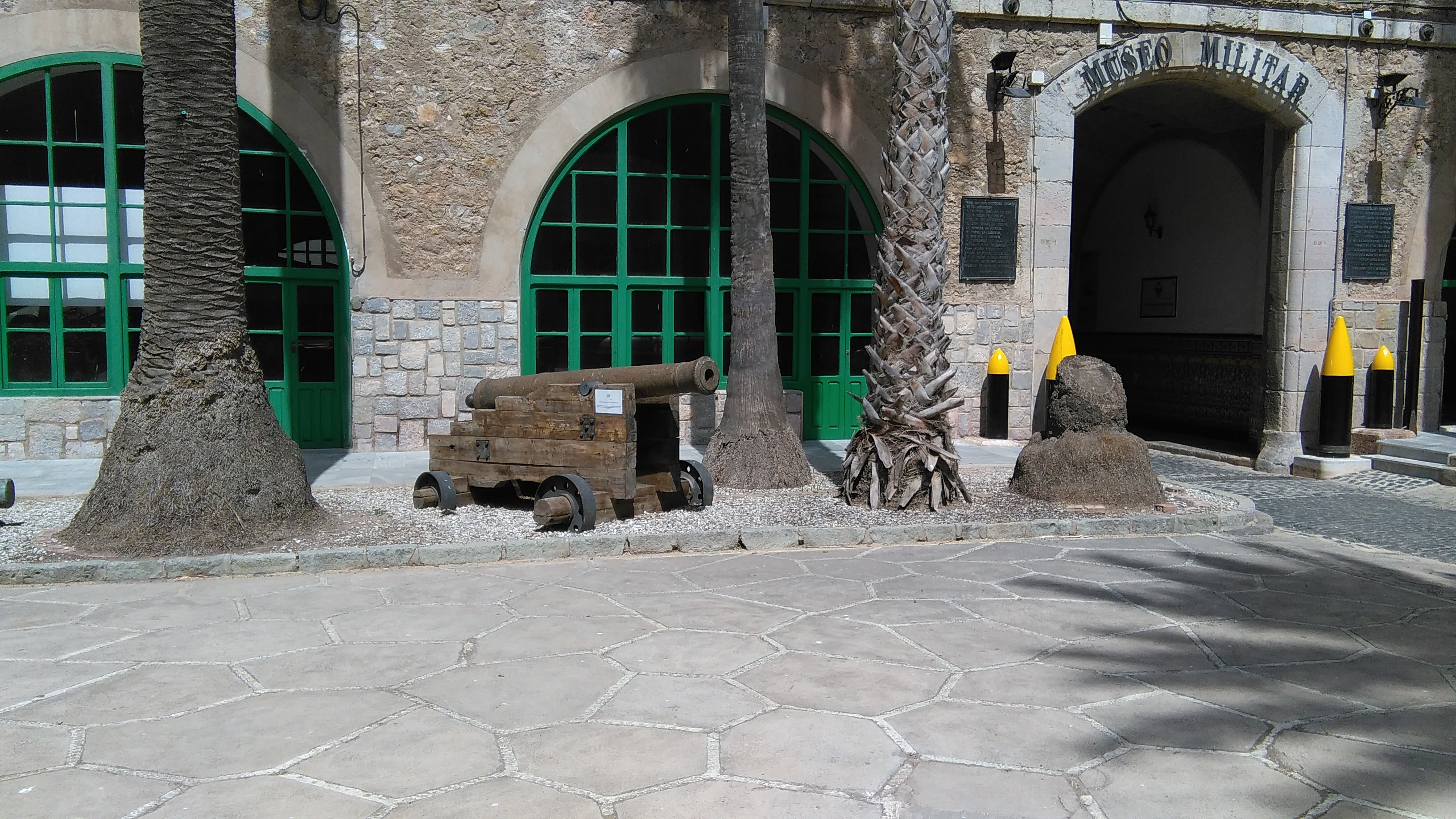
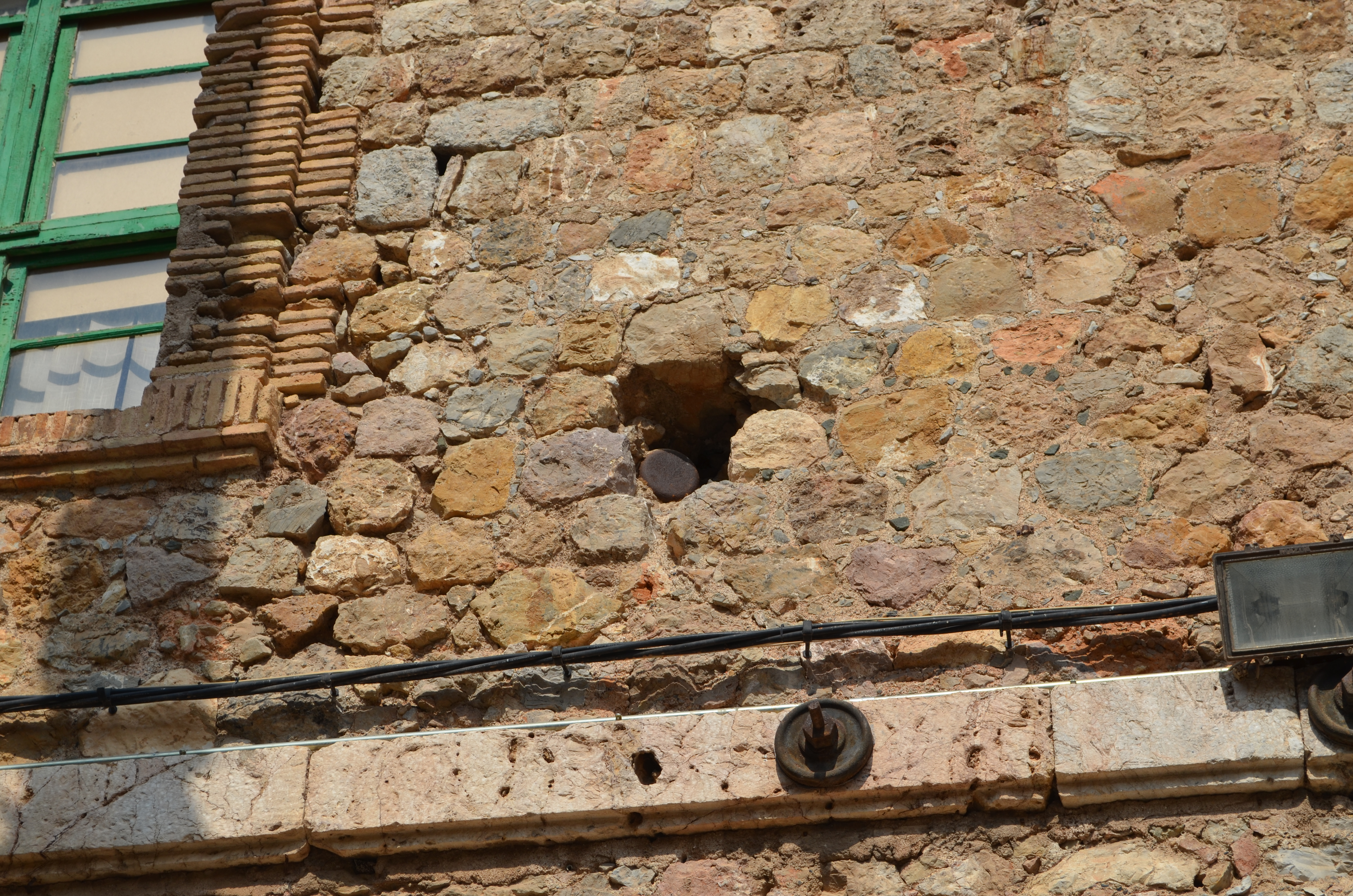

### Planta baja

#### Salas de cañones
- Dividida según el material que muestra: cañones antiaéreos, campaña (montaña, morteros, contracarro, campaña, etc.) y de costa. Se muestra diverso material usado por el Ejército Español de diversa procedencia: italiana, francesa, alemana, rusa, española, etc.

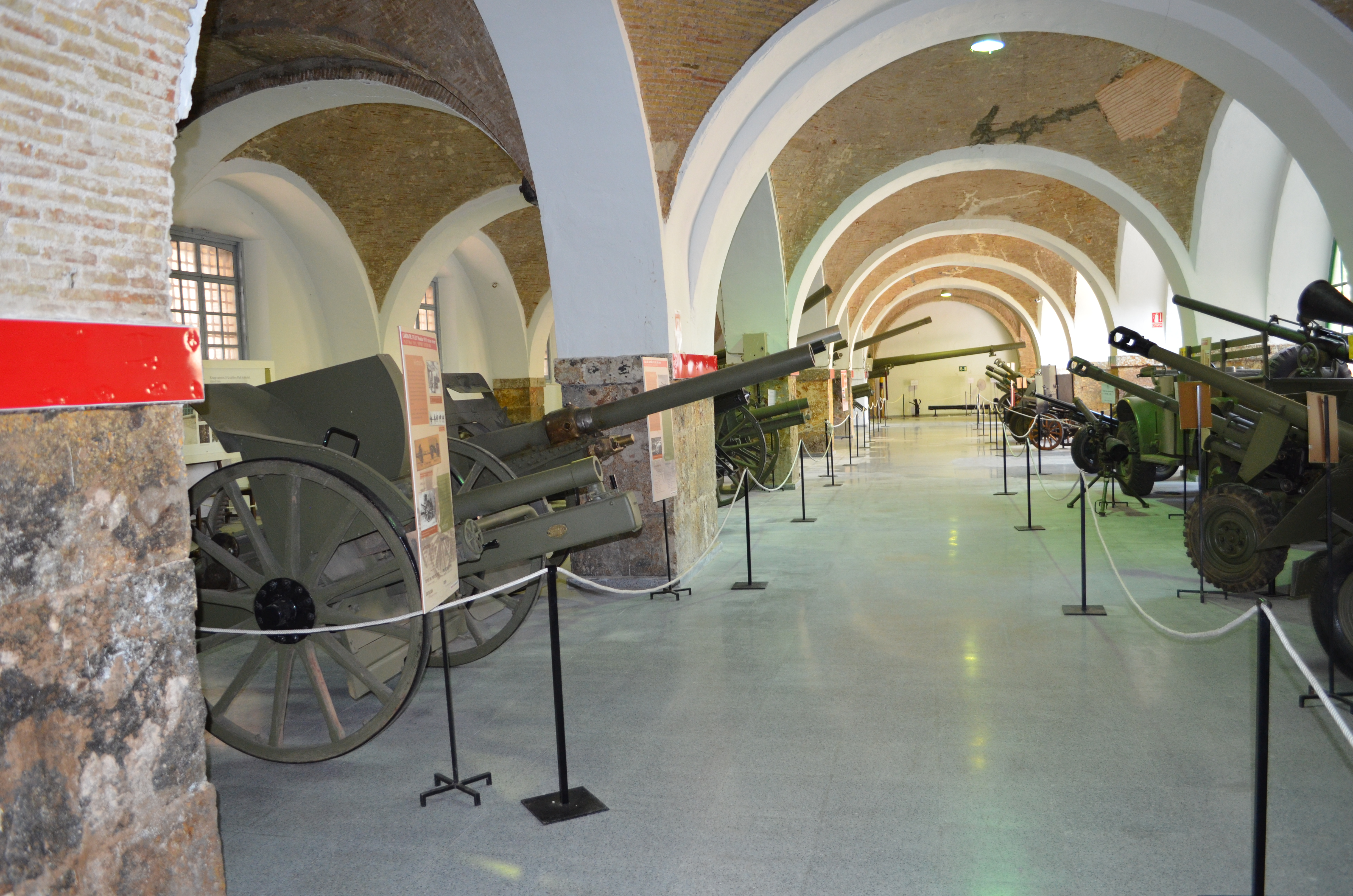
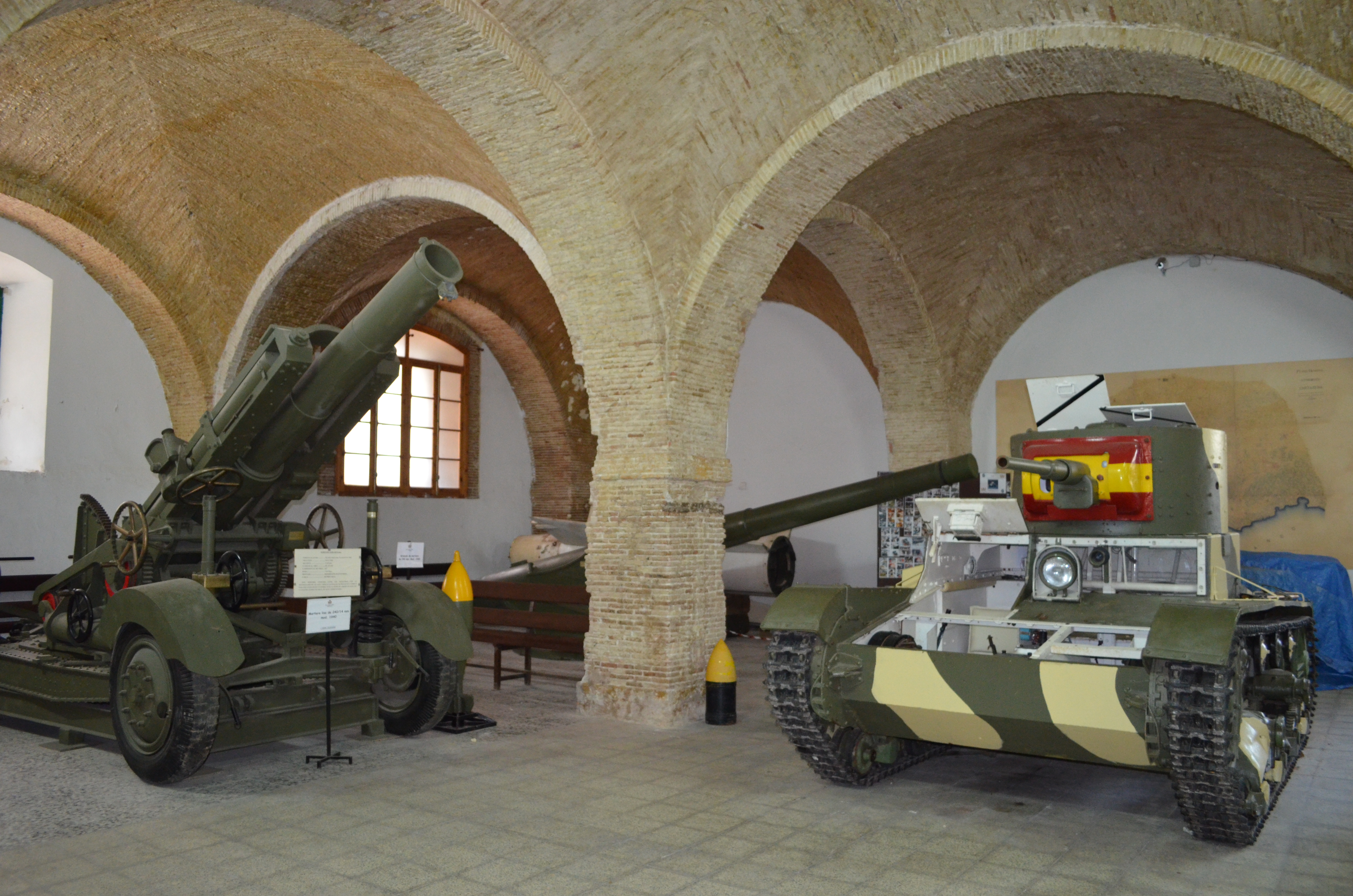
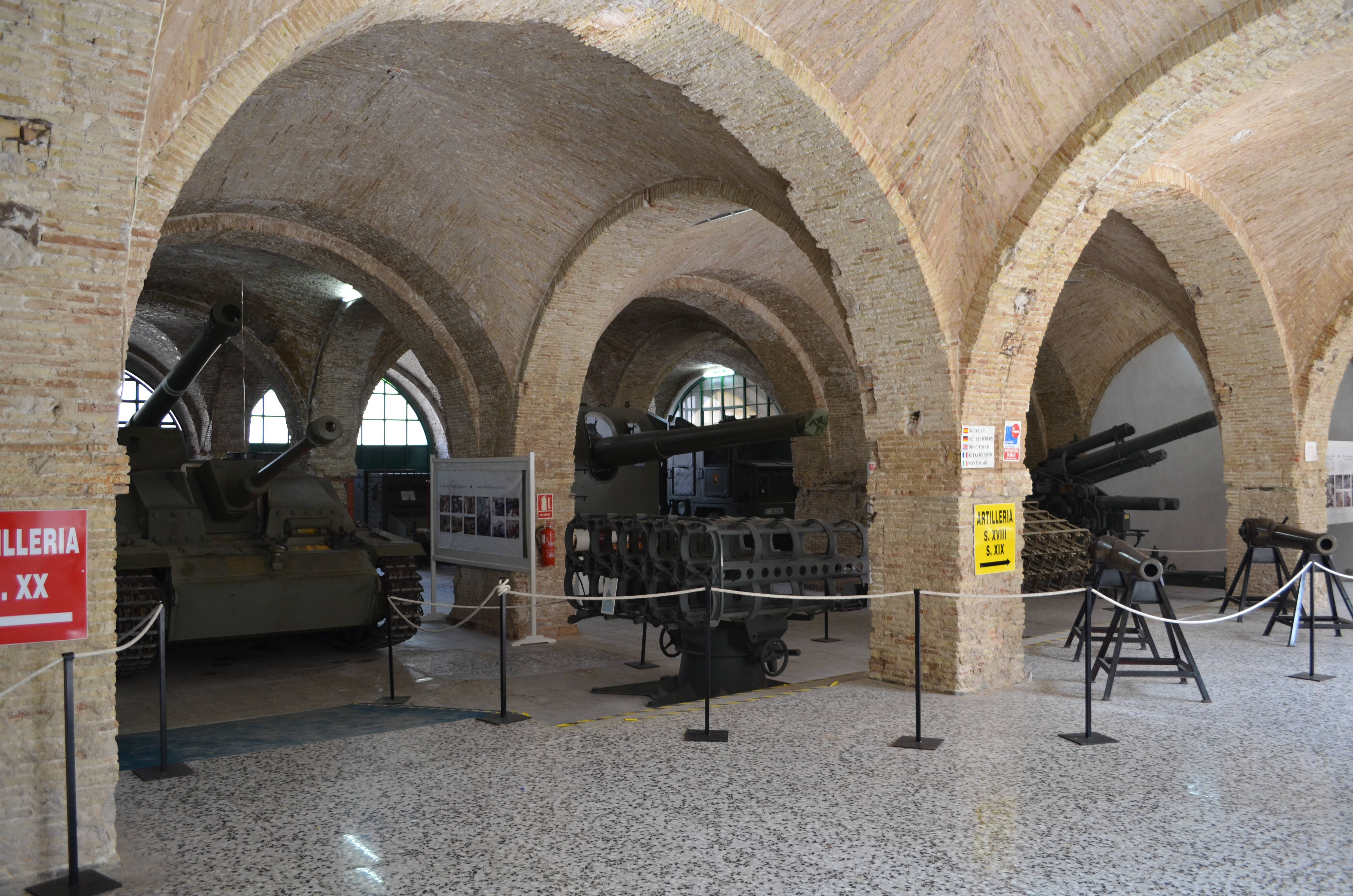

##### Hasta 60 mm.
- Anexo:Cañones hasta 60 mm del Museo Histórico Militar de Cartagena

##### De 60 a 75 mm.
- Anexo:Cañones de 60 a 75 mm del Museo Histórico Militar de Cartagena

##### De 75 a 105 mm.
- Anexo:Cañones de 75 a 105 mm del Museo de Artillería de Cartagena

##### De 105 a 155 mm
- Anexo:Cañones de 105 hasta 155 mm del Museo Histórico Militar de Cartagena

##### De 155 mm. en adelante
Anexo:Cañones de 155 mm o más del Museo Histórico Militar de Cartagena

##### Vehículos
Anexo:Vehículos del Museo Histórico Militar de Cartagena

#### Capilla de Santa Bárbara
- Con una imagen de santa Bárbara, patrona del arma de Artillería, atribuida a Salzillo o a su discípulo Roque López, es del siglo XVIII. Según el Museo es obra del escultor Roque López. Durante la Semana Santa, acoge el Trono de la Cofradía San Juan Californio[3][4]

- También se pueden contemplar tres imágenes de la Agrupación de San Juan de la Cofradía California: la Virgen de la Vuelta del Calvario, San Juan Evangelista y el Cristo del Juicio de Jesús, obra, esta última, del escultor José Sánchez Lozano.

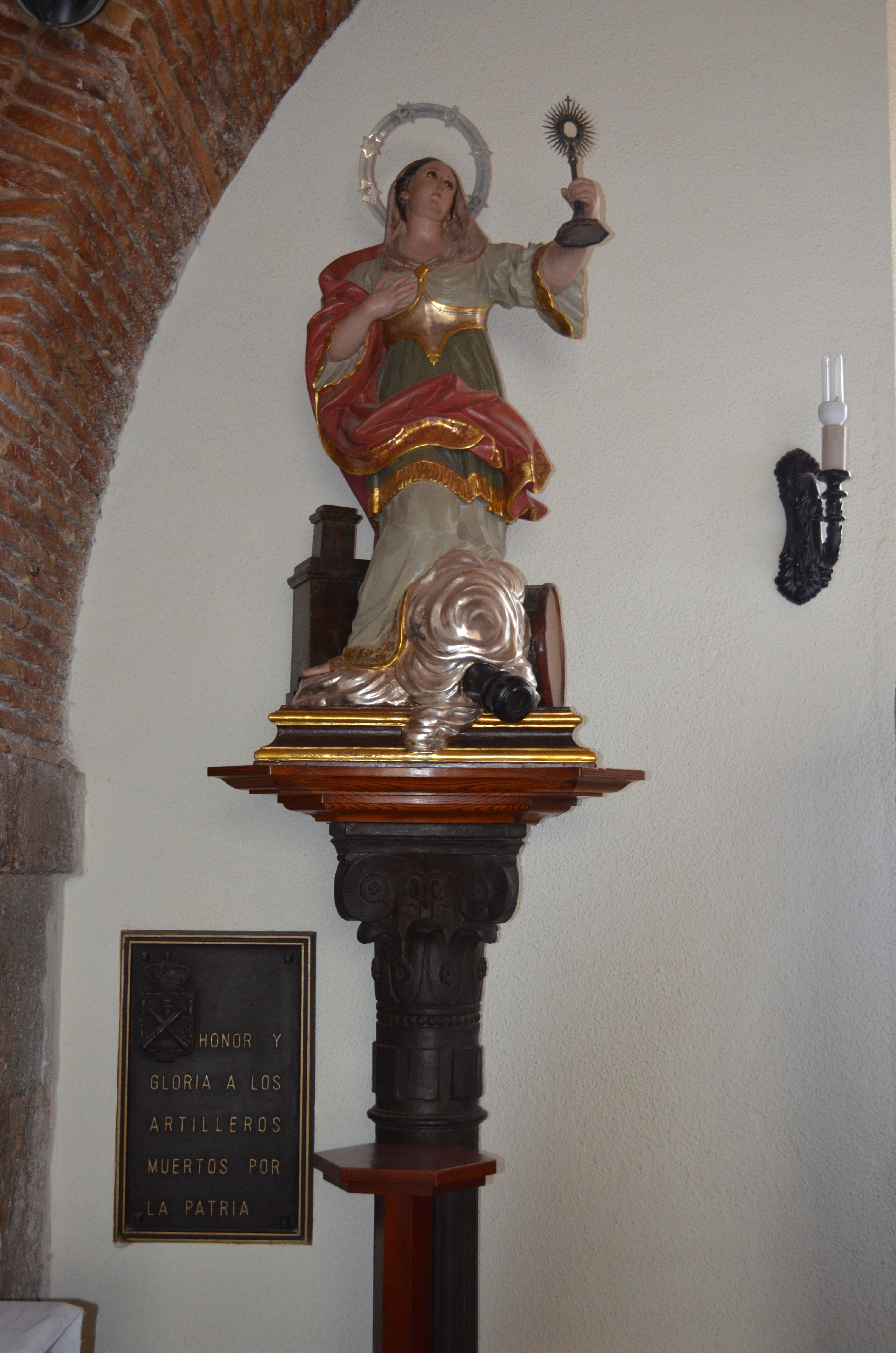
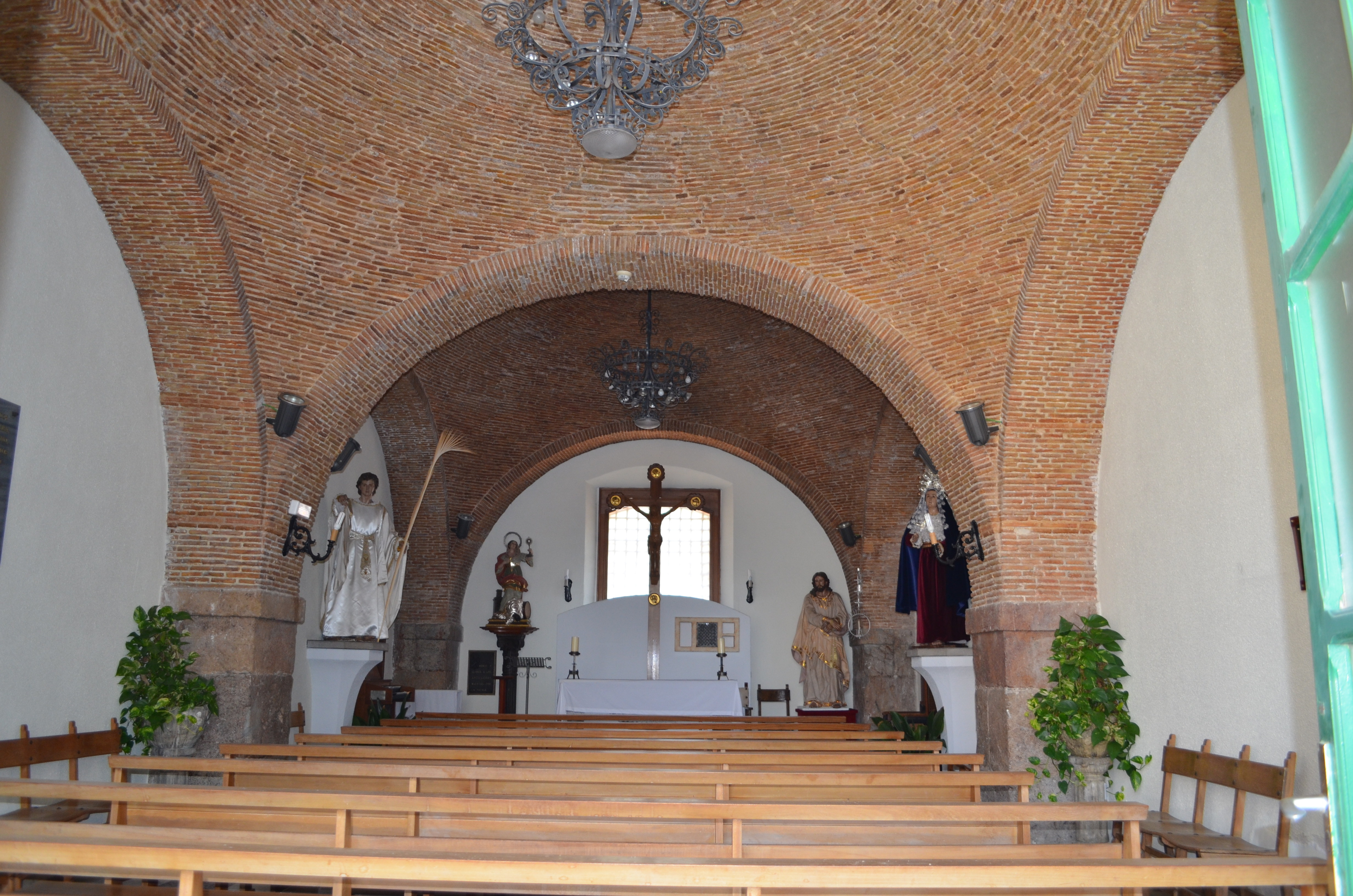

#### Sacristía
- Muestra objetos y vestimenta relacionados con el Cuerpo Eclesiástico del Ejército.

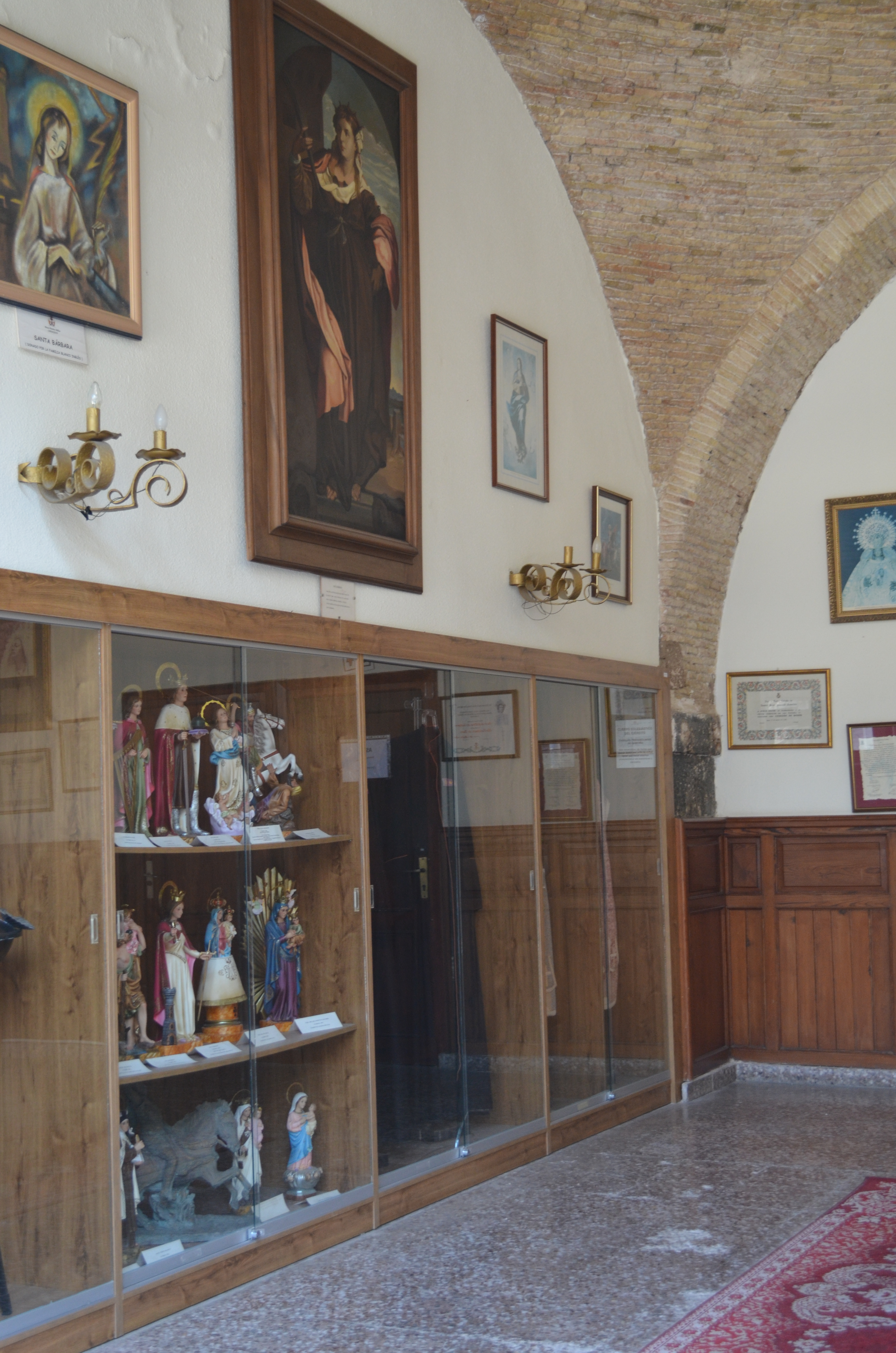
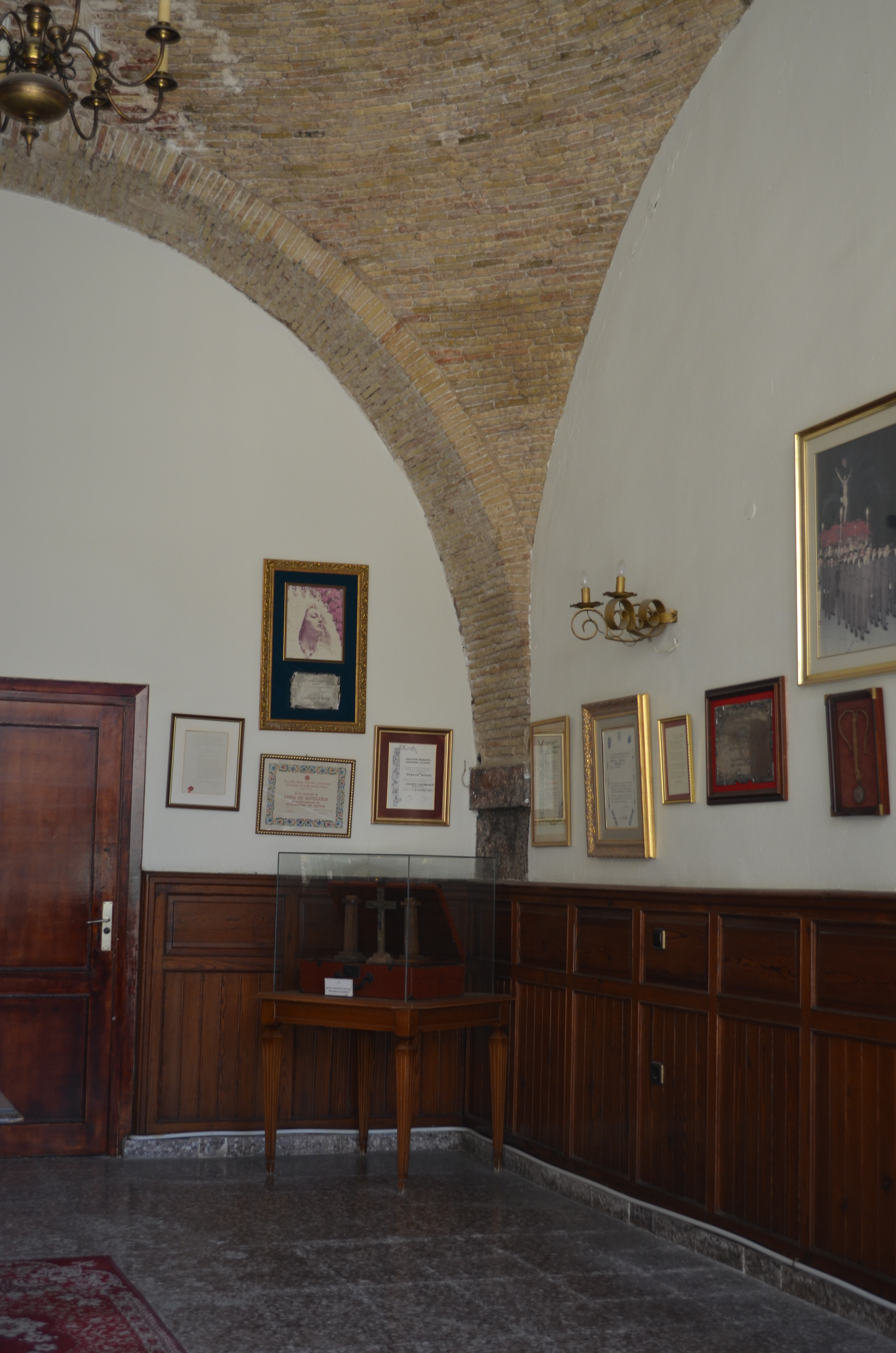
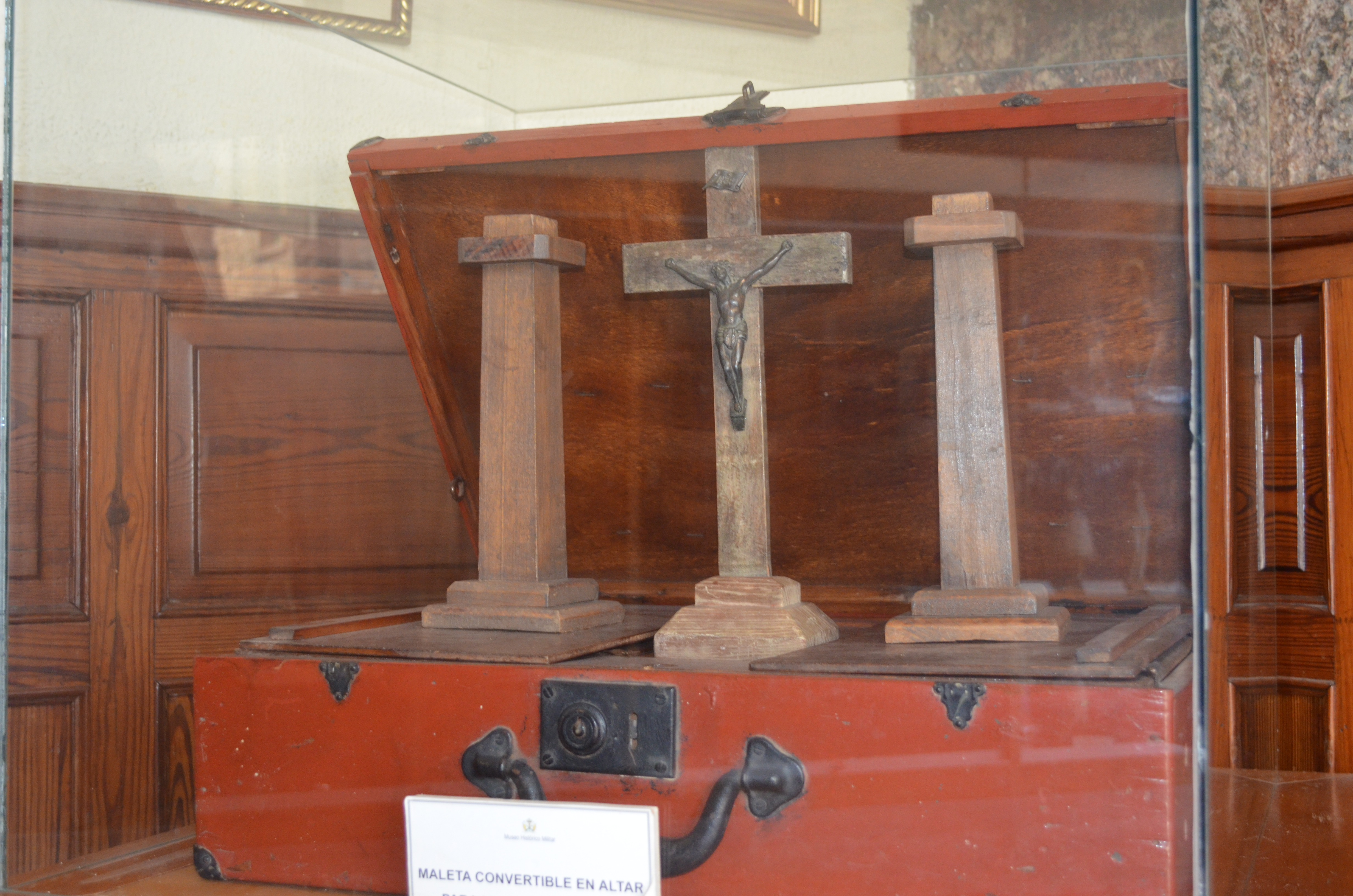

#### Sala de Municiones
- Usado inicialmente como salón de actos, con una capacidad para 162 personas, actualmente muestra una gran variedad de proyectiles, granadas, espoletas, etc., constituyendo la mayor colección de municiones de Europa.En los laterales se exponen varias panoplias y una colección de dibujos y pinturas de don José María Falgás Rigal.[5]

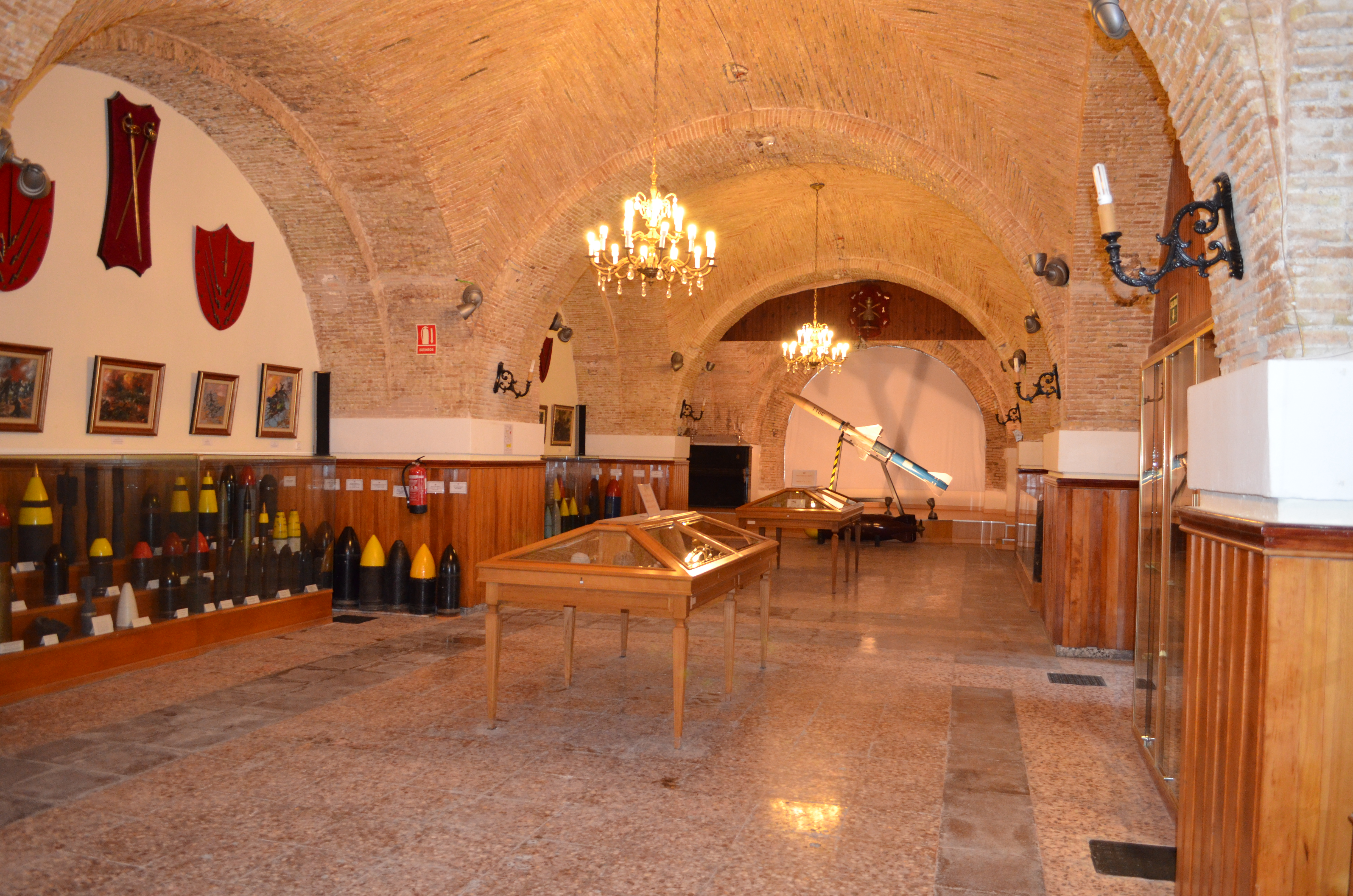
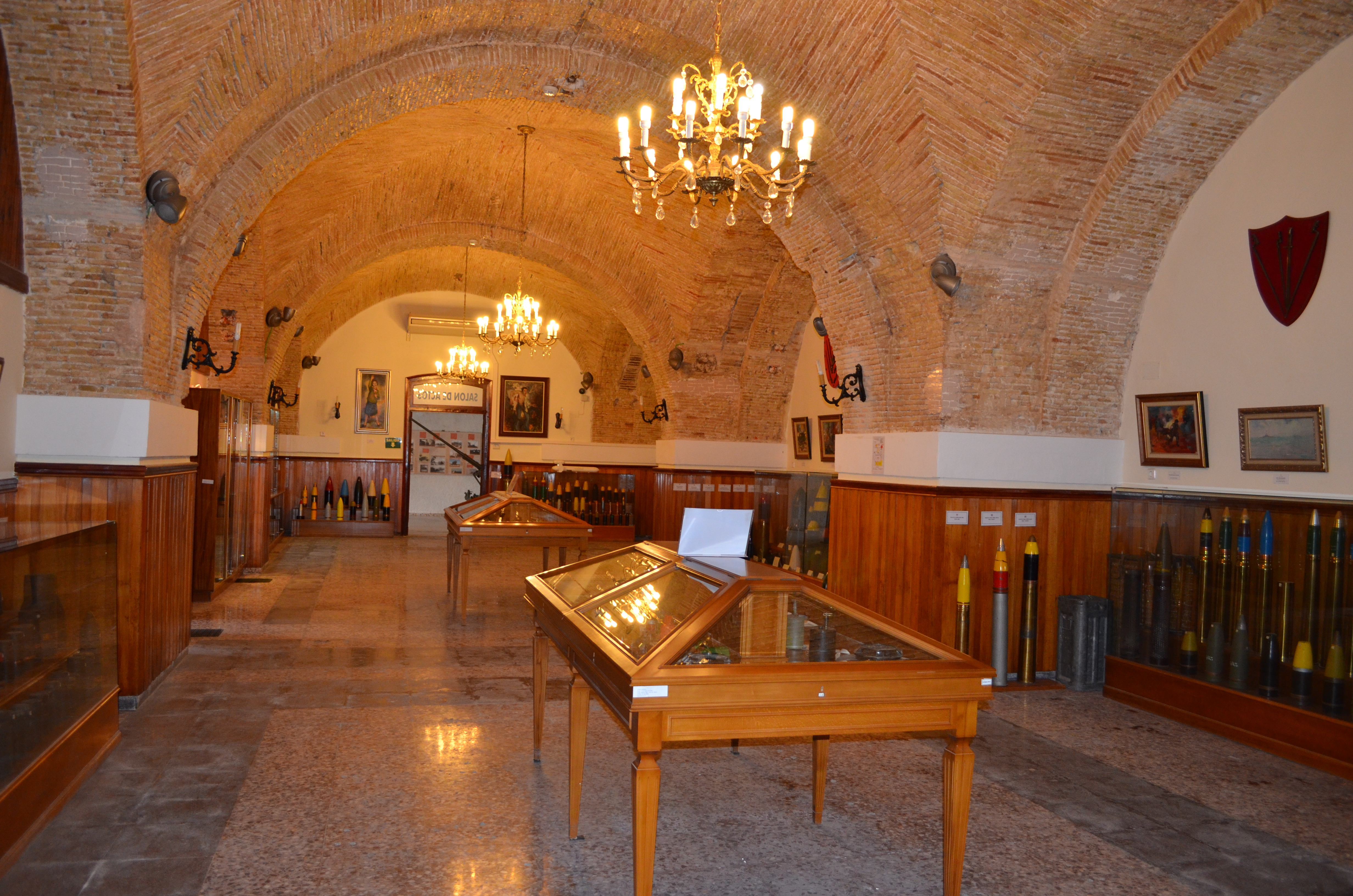
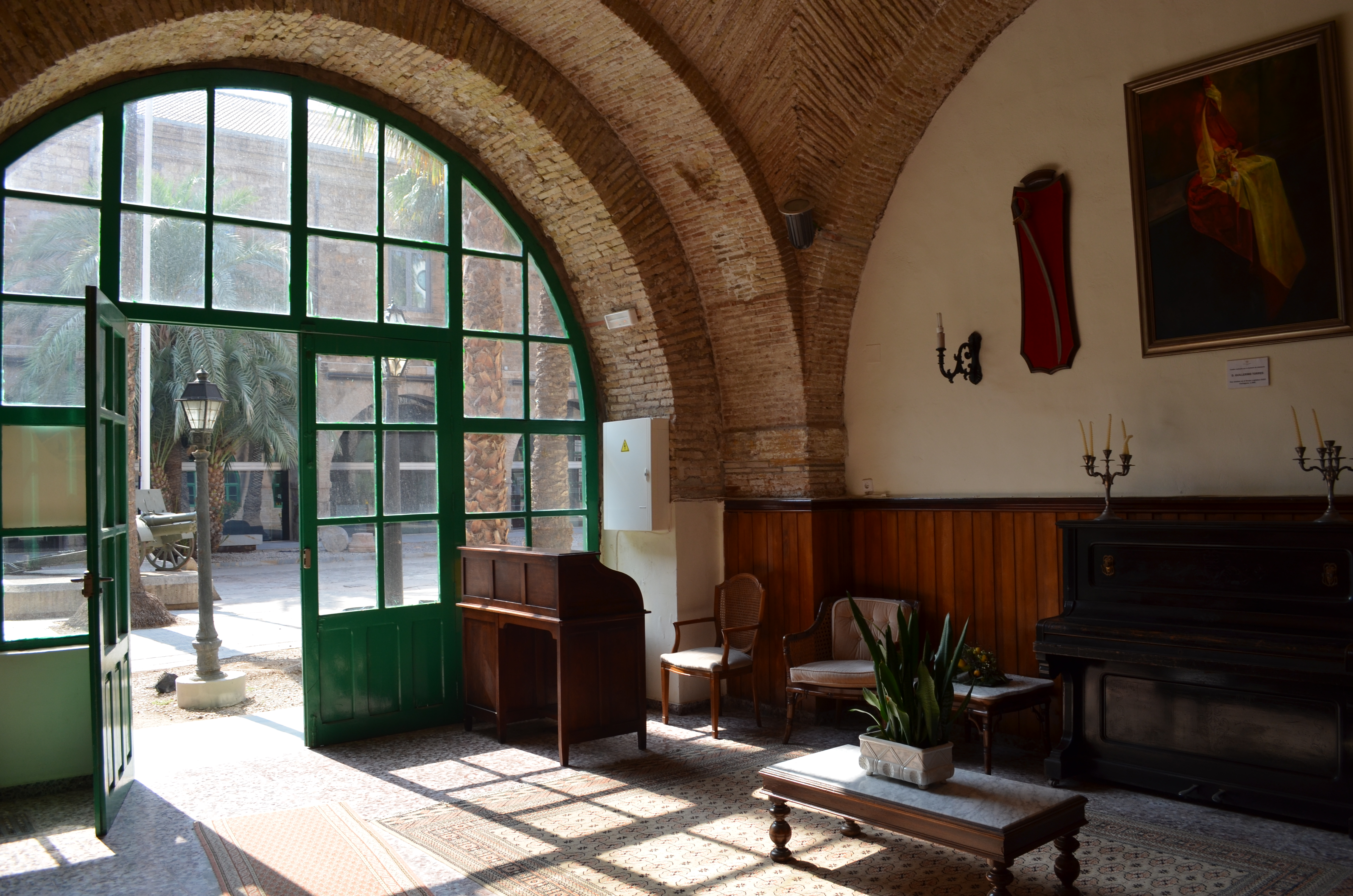
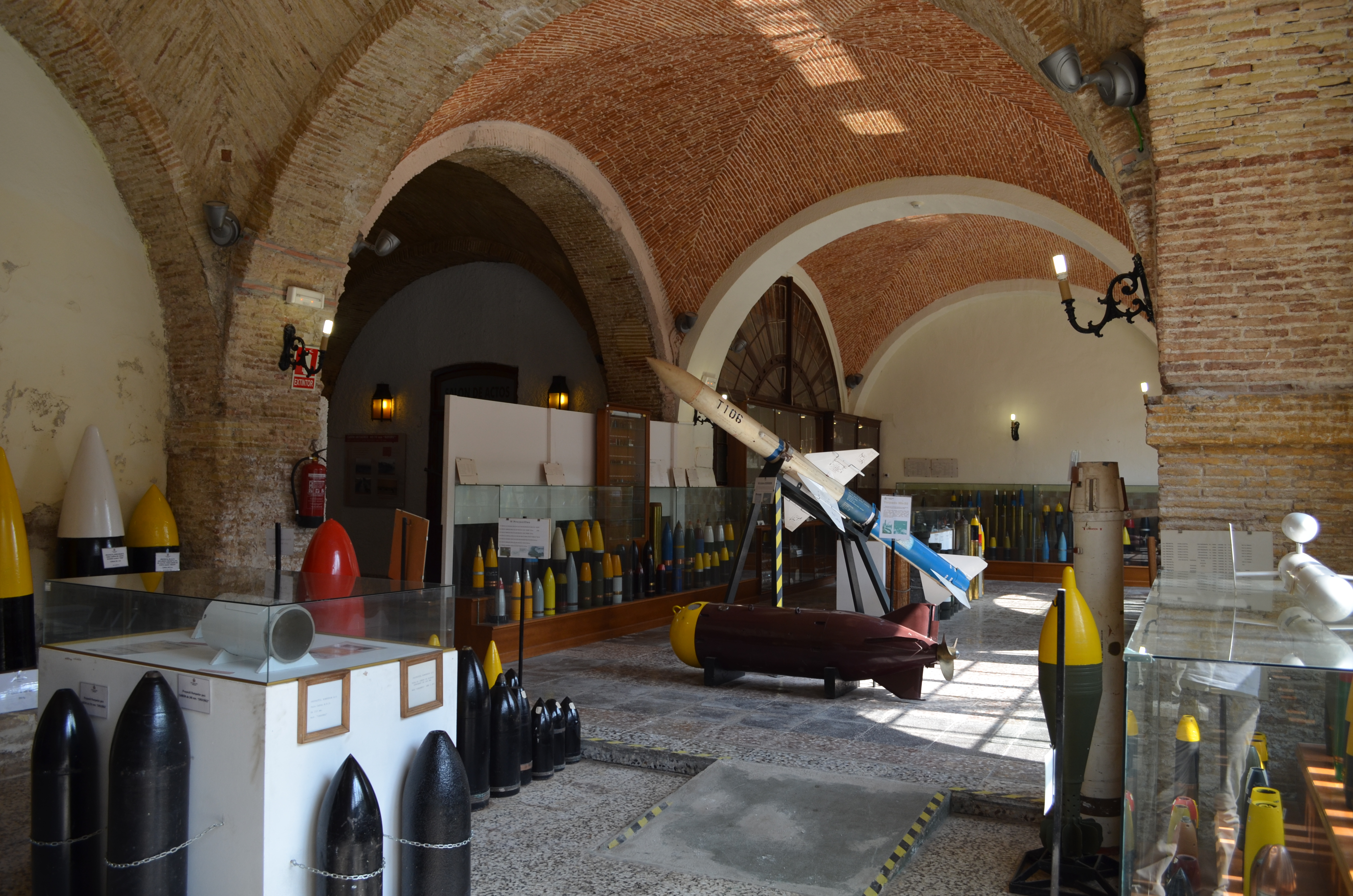
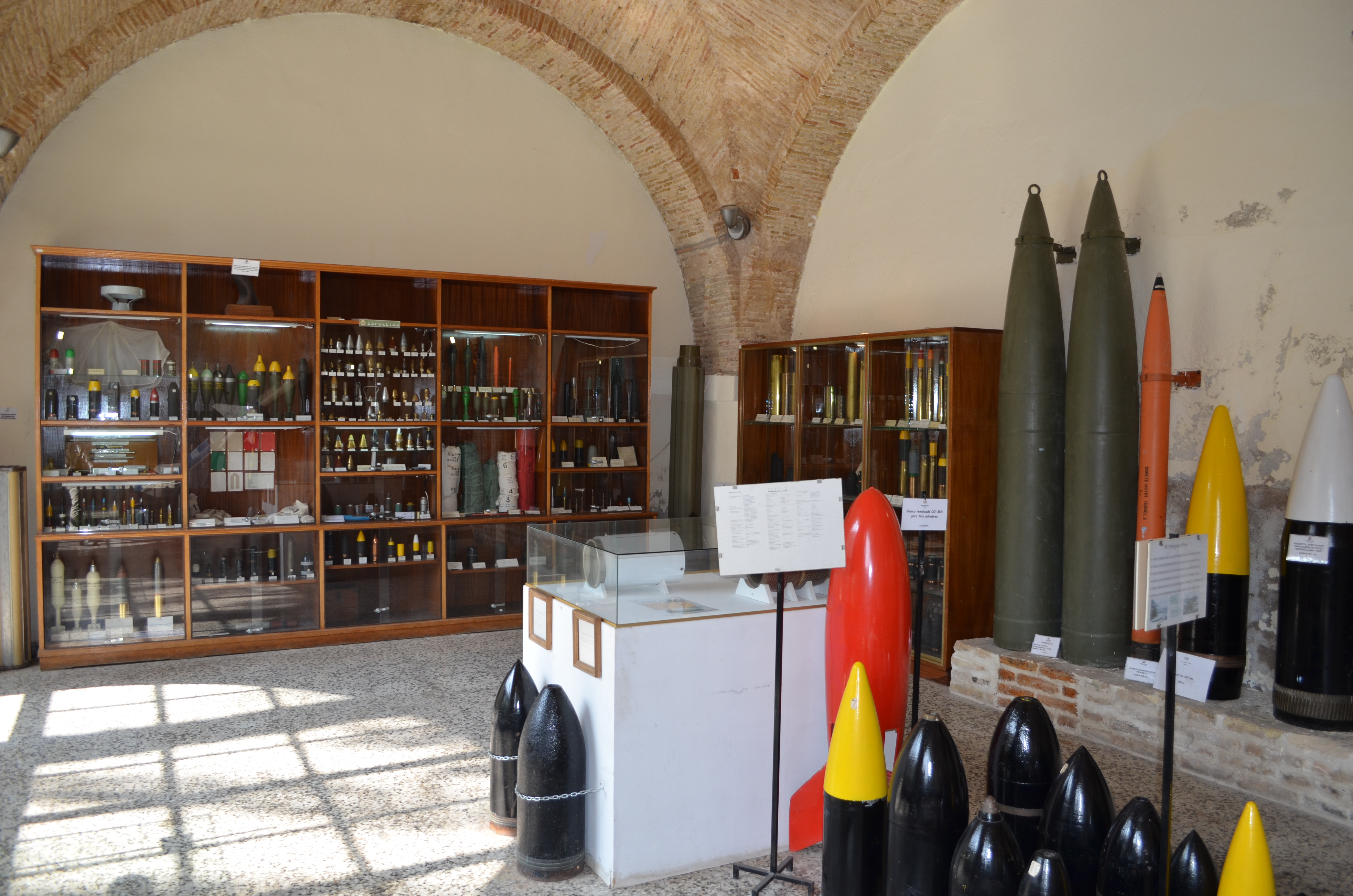
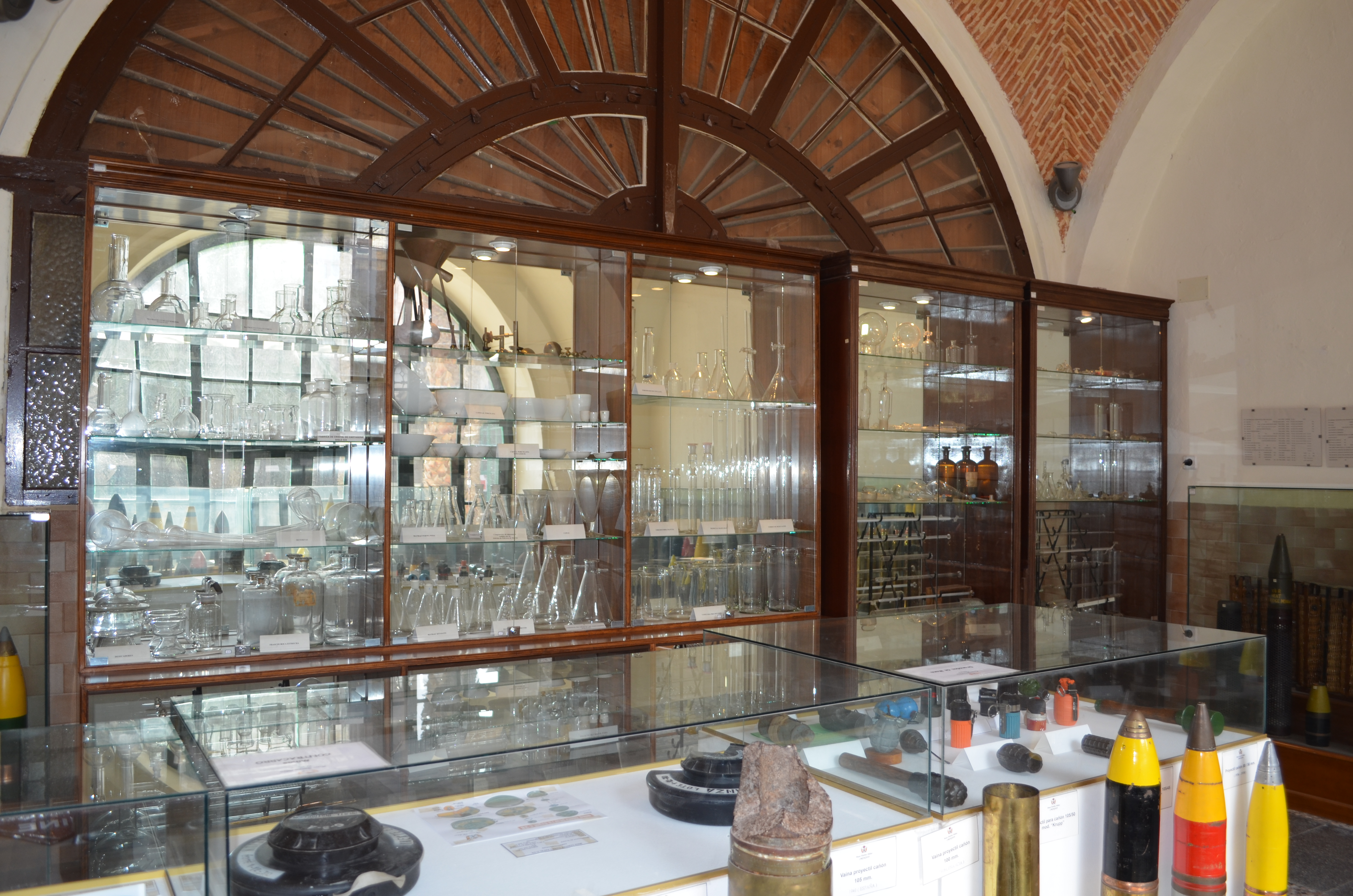
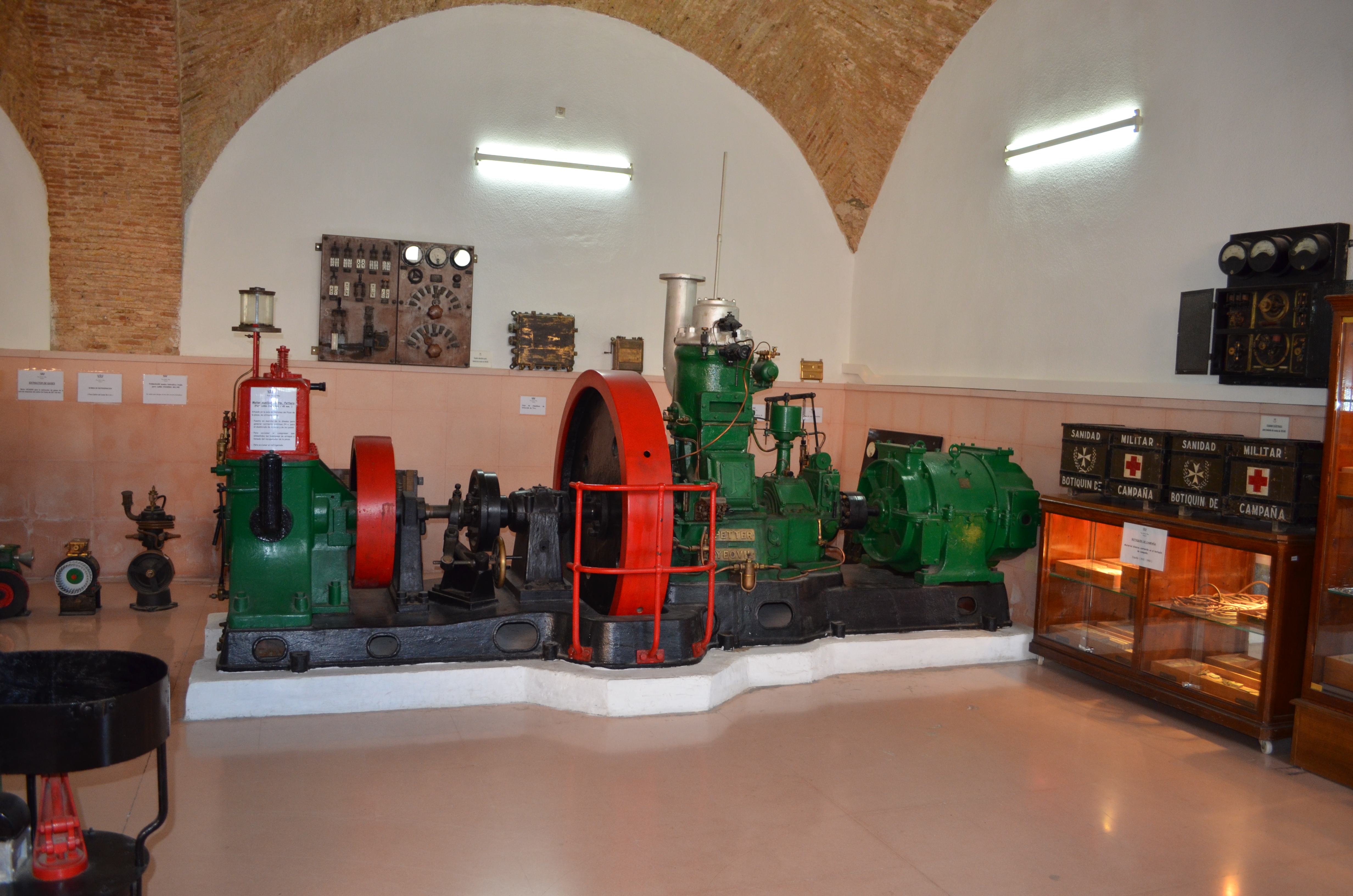
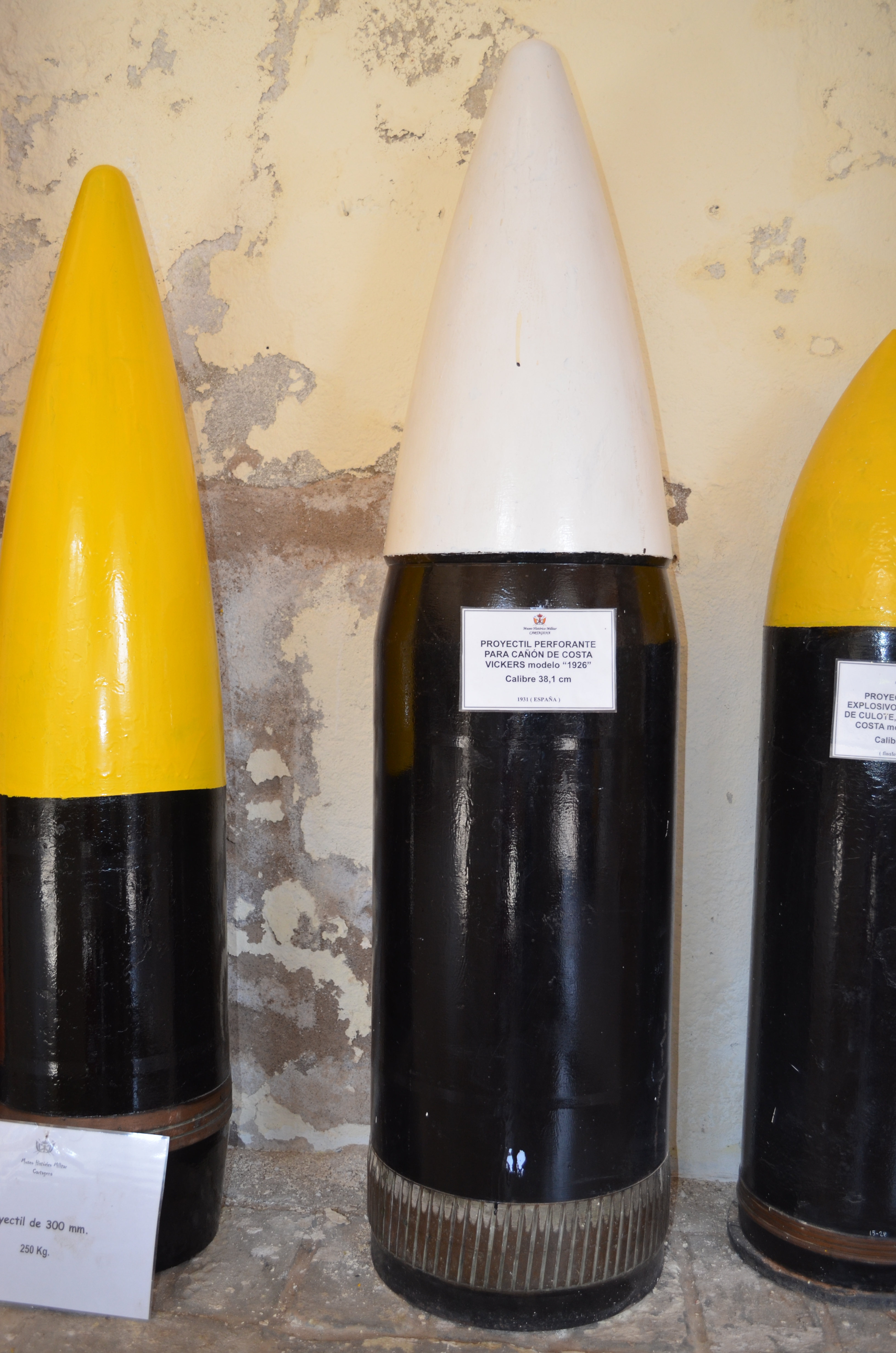
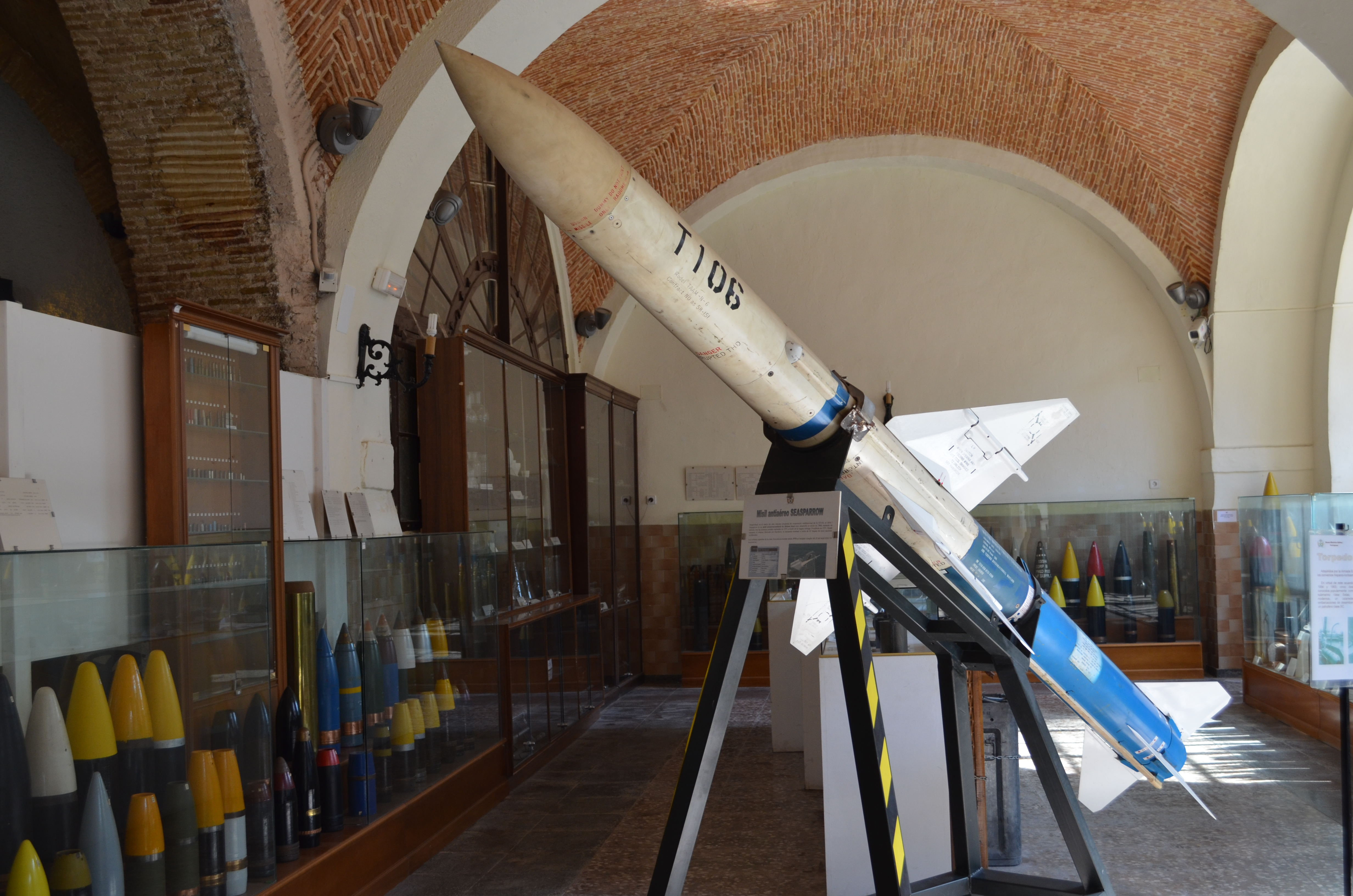

#### Sala de artillería antiaérea
- Muestra de cañones y blancos aéreos usados en por la artillería antiaérea.

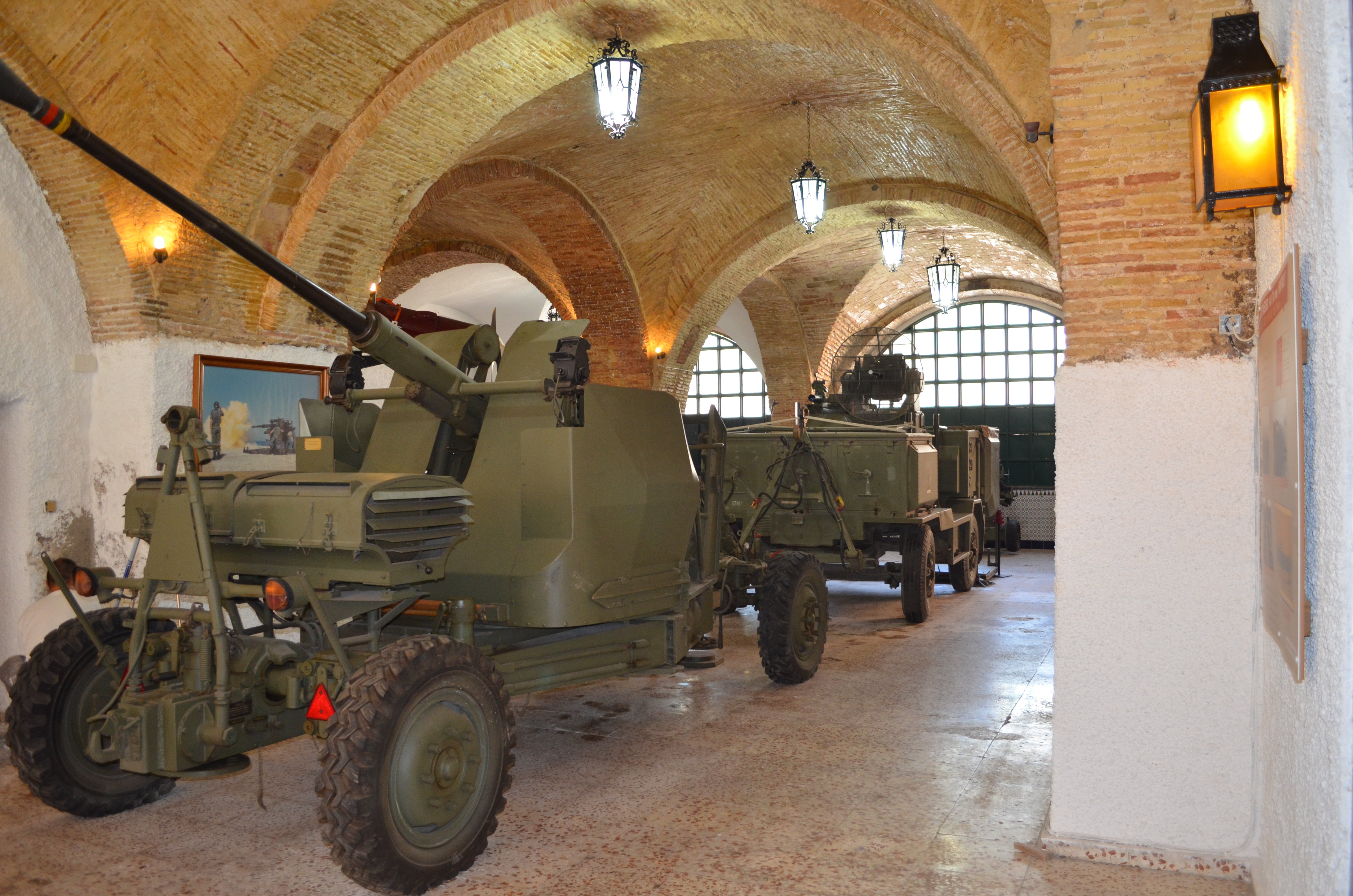
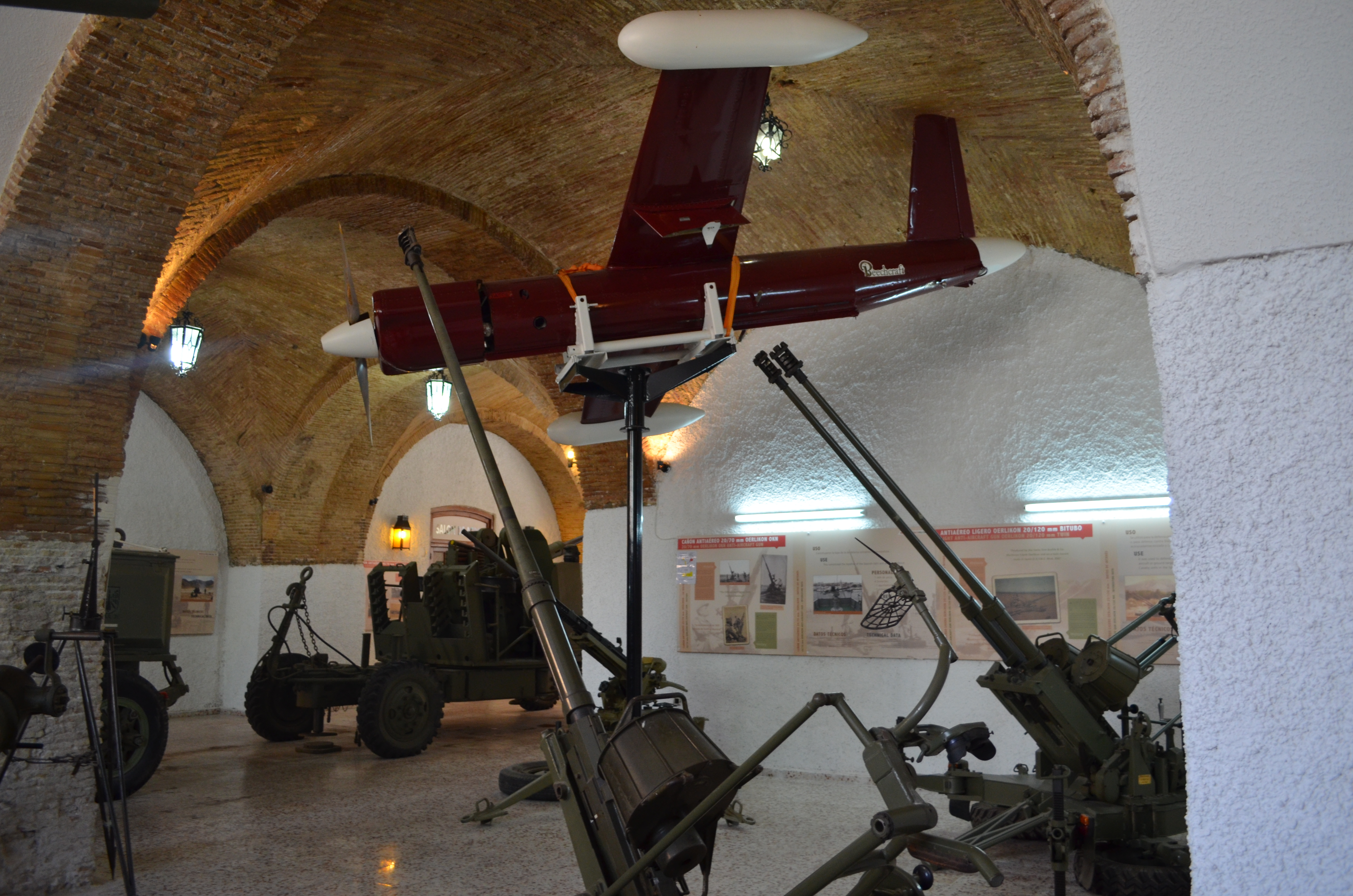
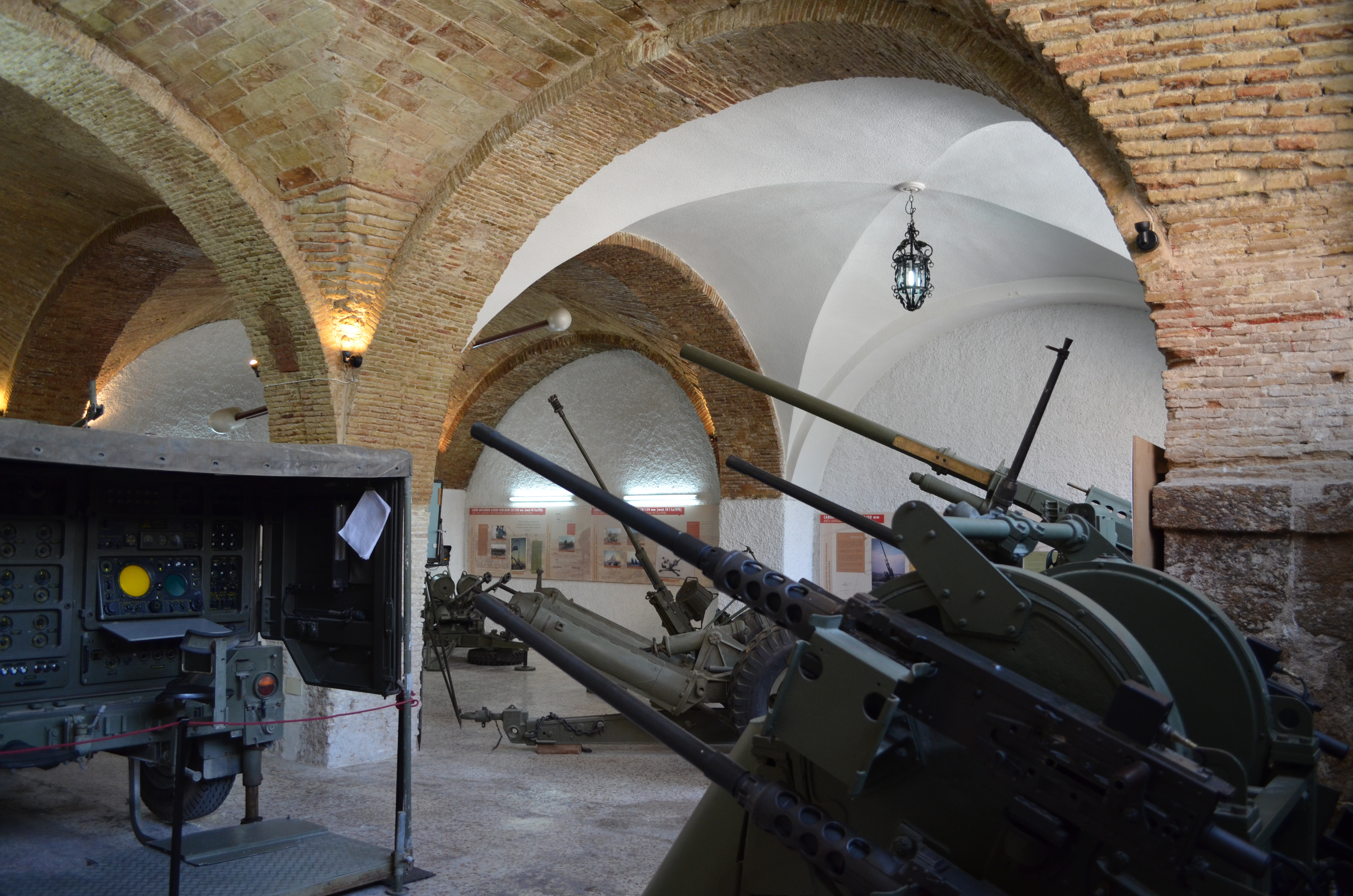

#### Sala de artillería de costa
- Diversos elementos utilizados en las baterías de costa que protegieron la base naval, destacando varios telémetros ópticos, generadores eléctricos de las piezas Vickers-Armstron y el cierre de un cañón de 381/45 mm modelo B Vickers Armstron de más de 1.900 kilos.

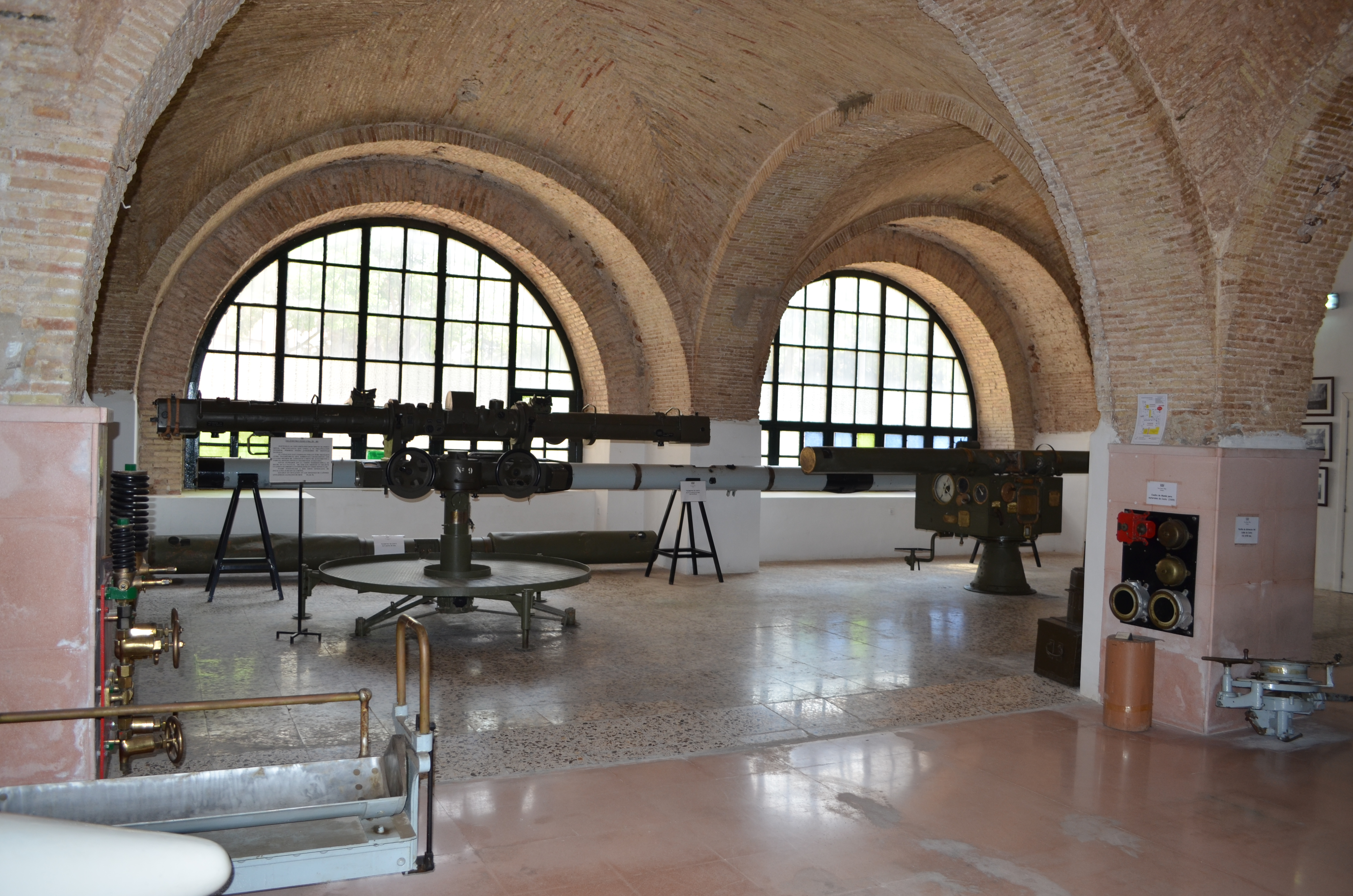
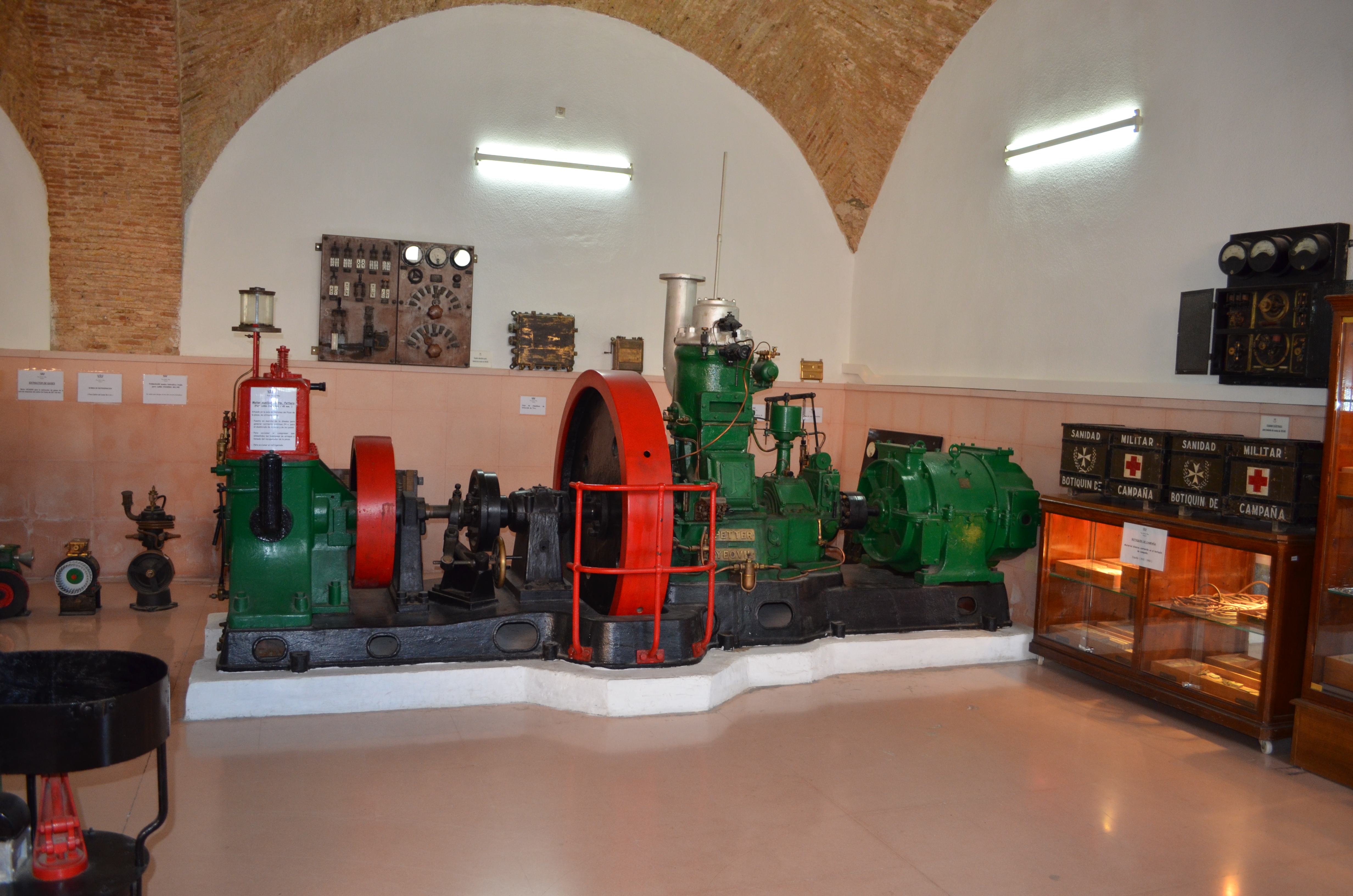
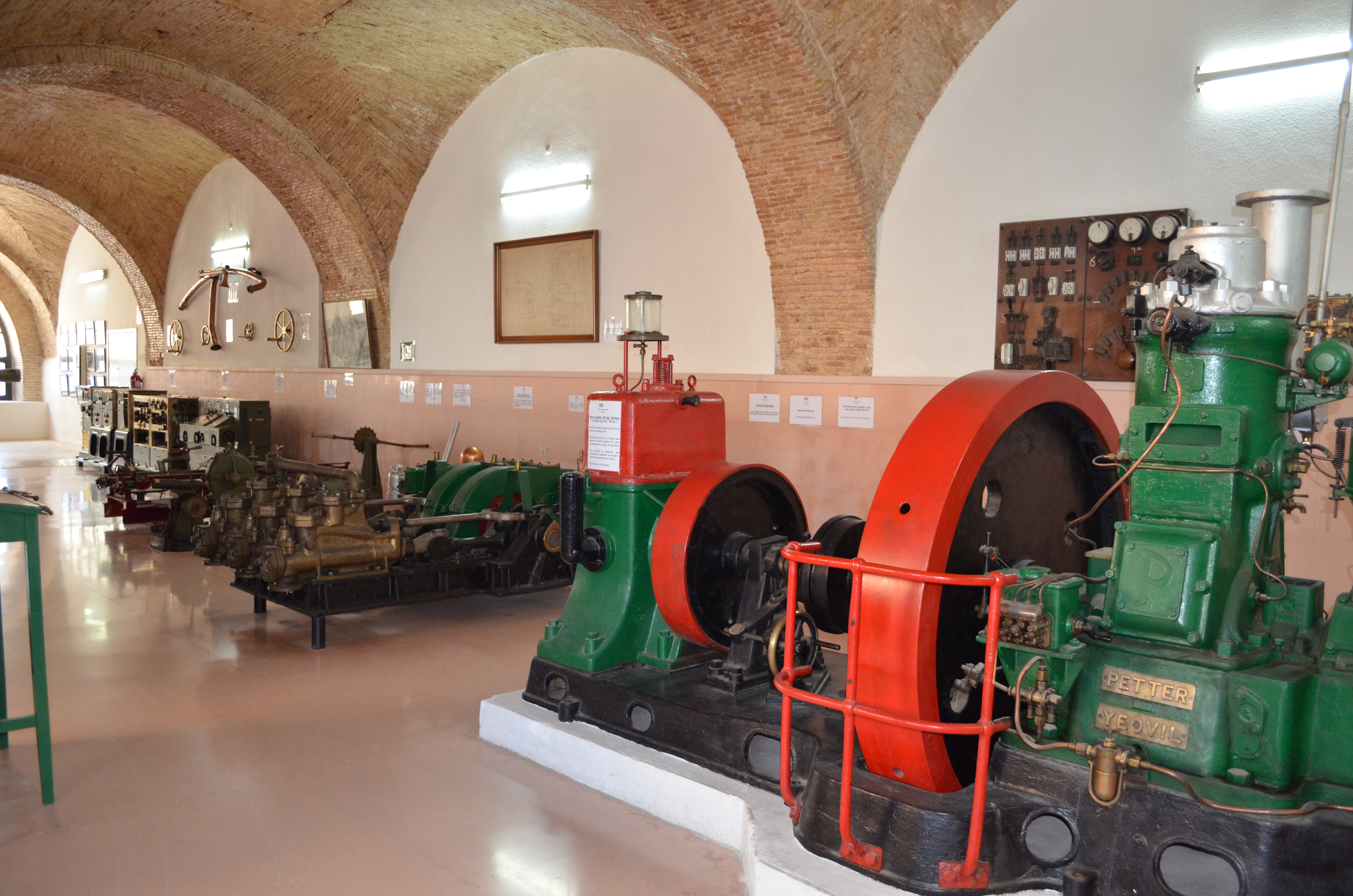
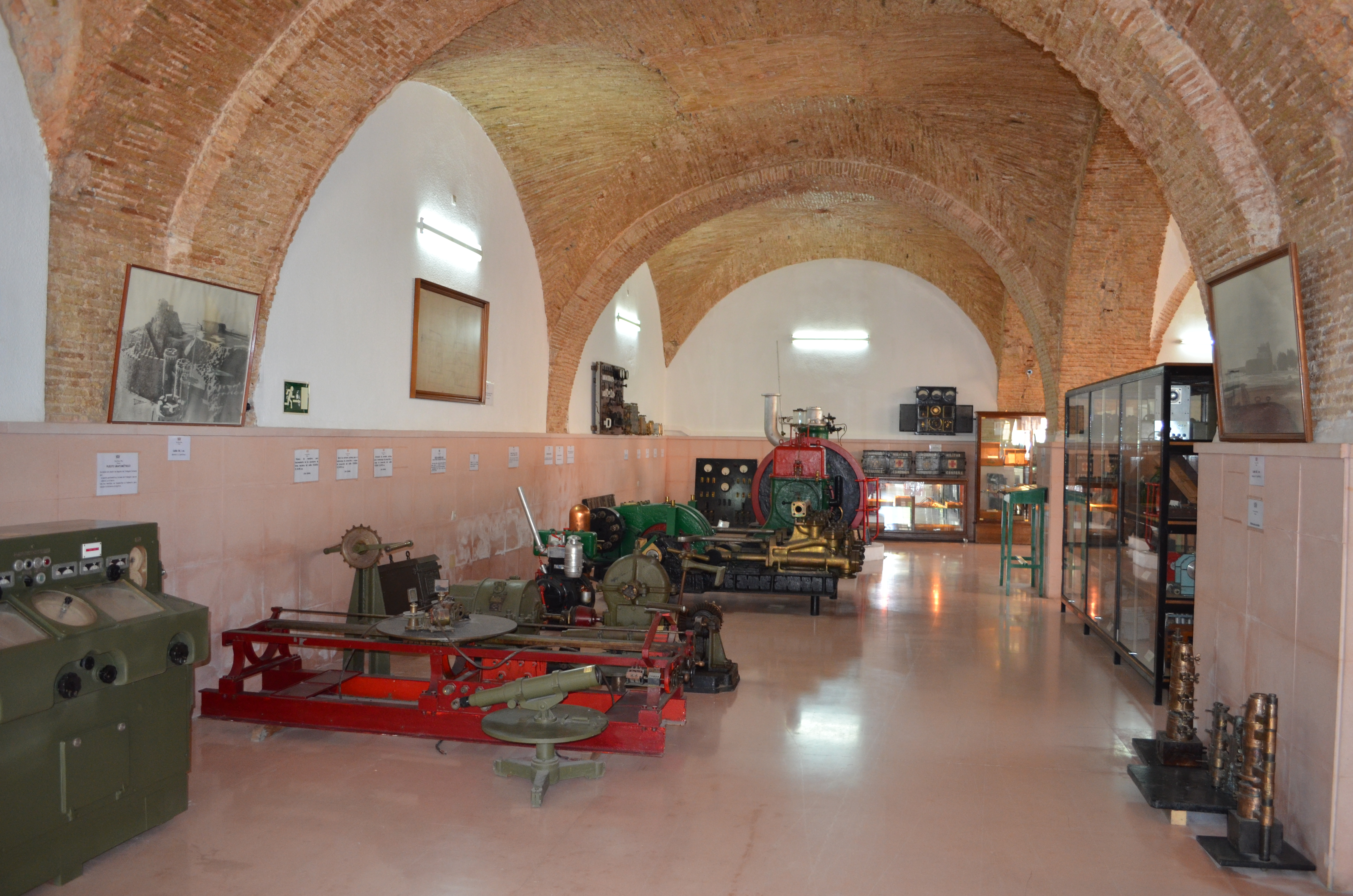
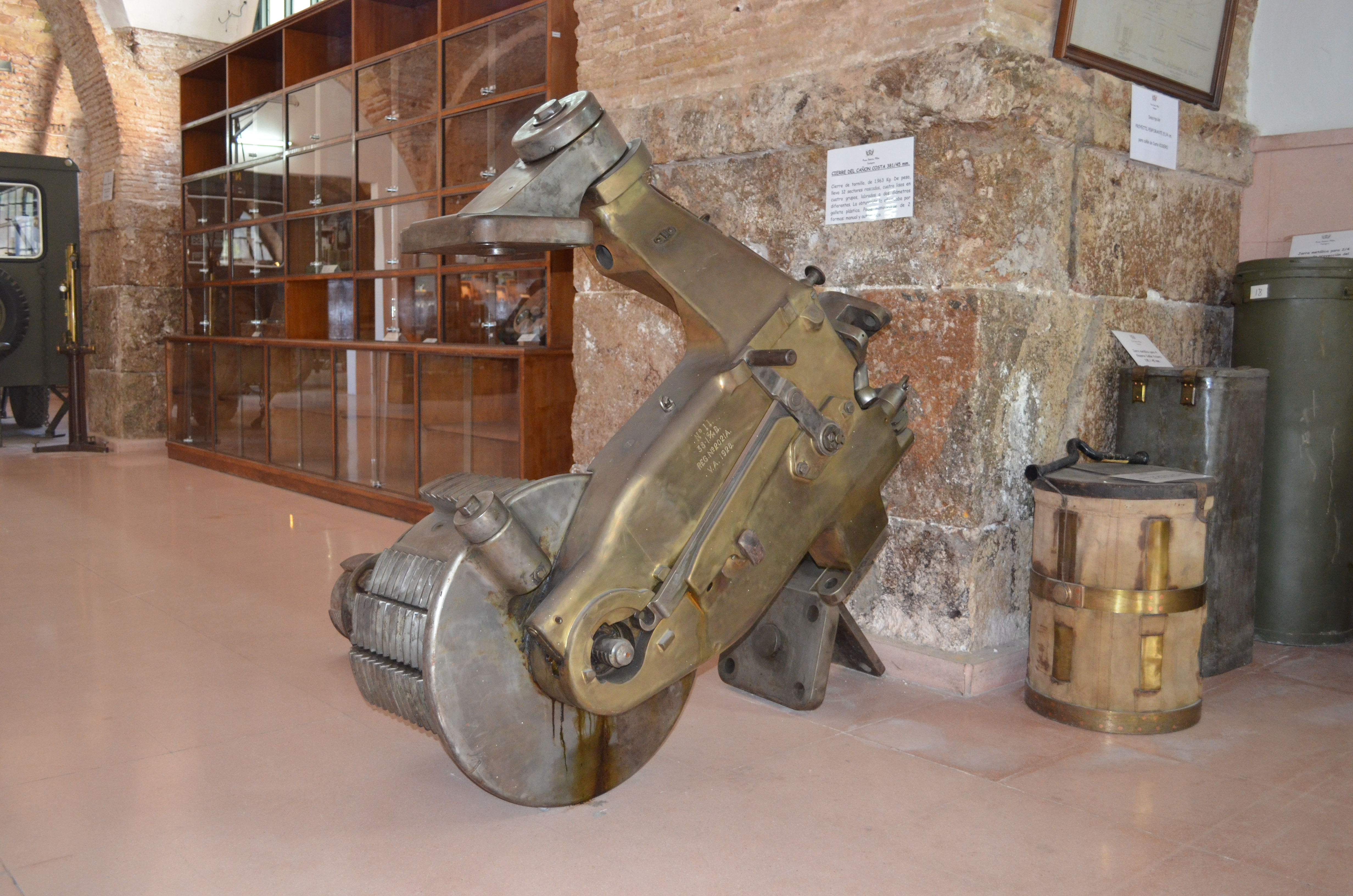
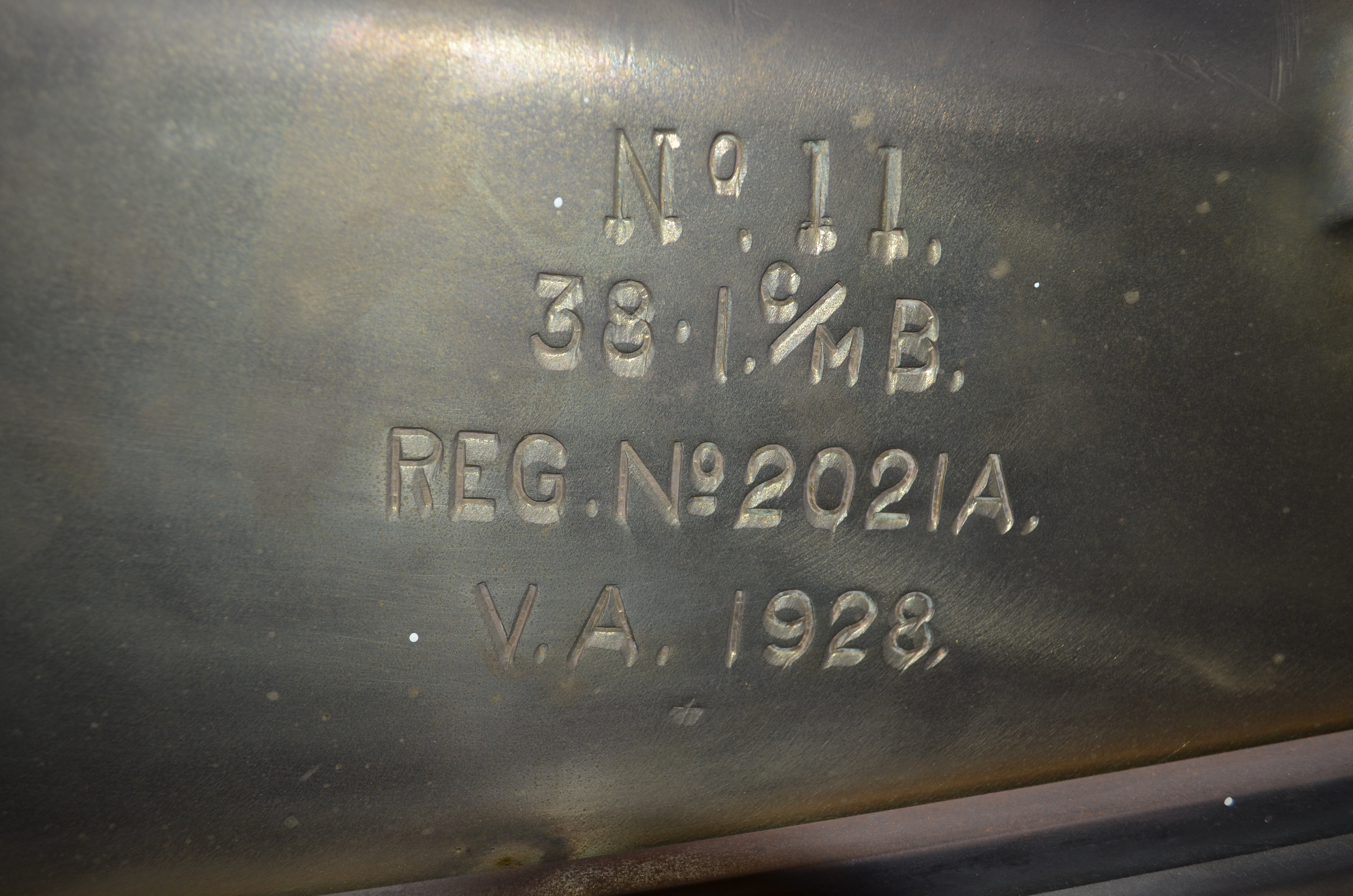
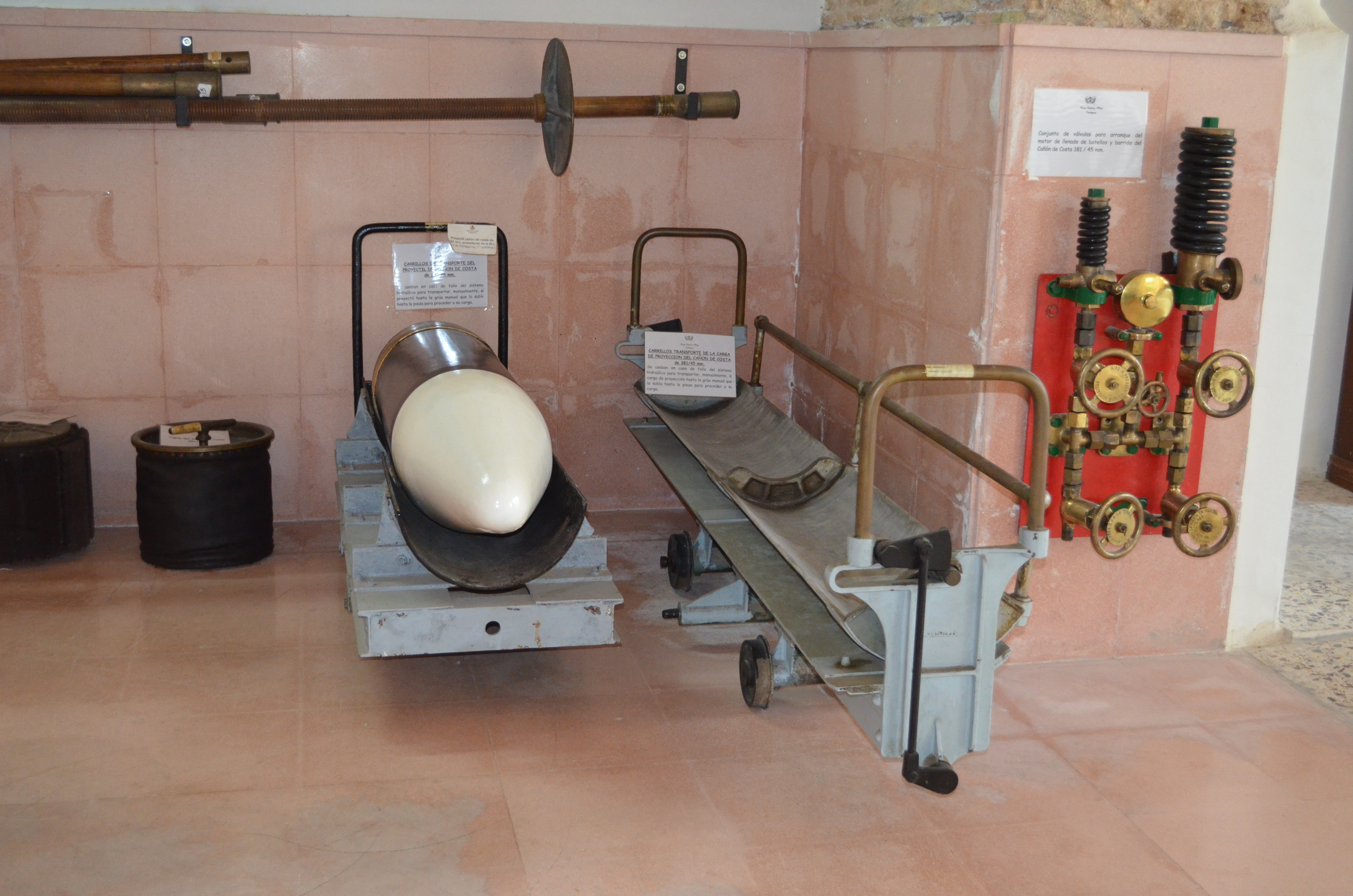

#### Sala de óptica y telemetría
- Muestra distintos telémetros para el apunte de las piezas, calculadores de tiro e instrumentos para el cálculo artillero, destacando varios calculadores Costilla[6]

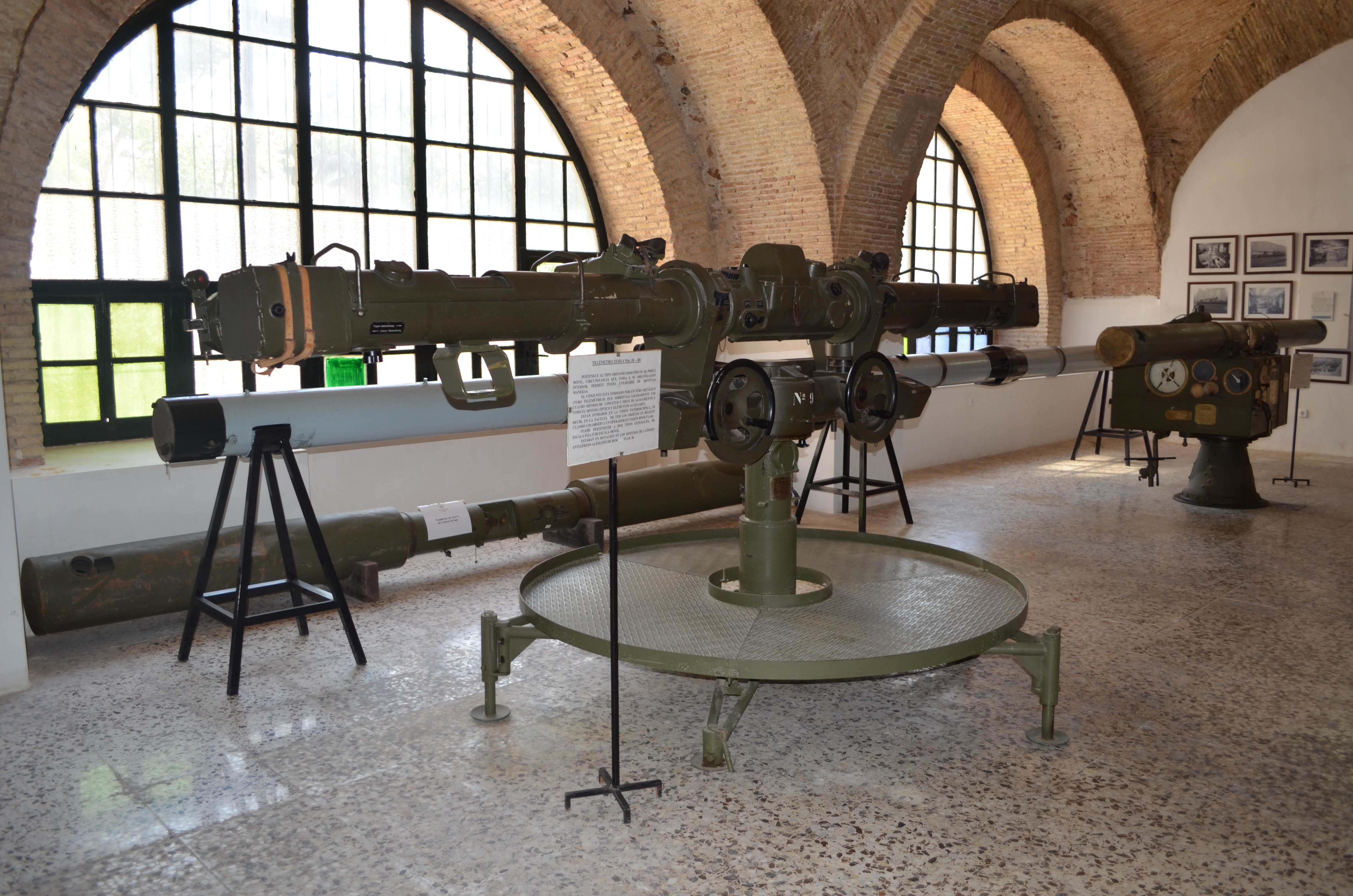
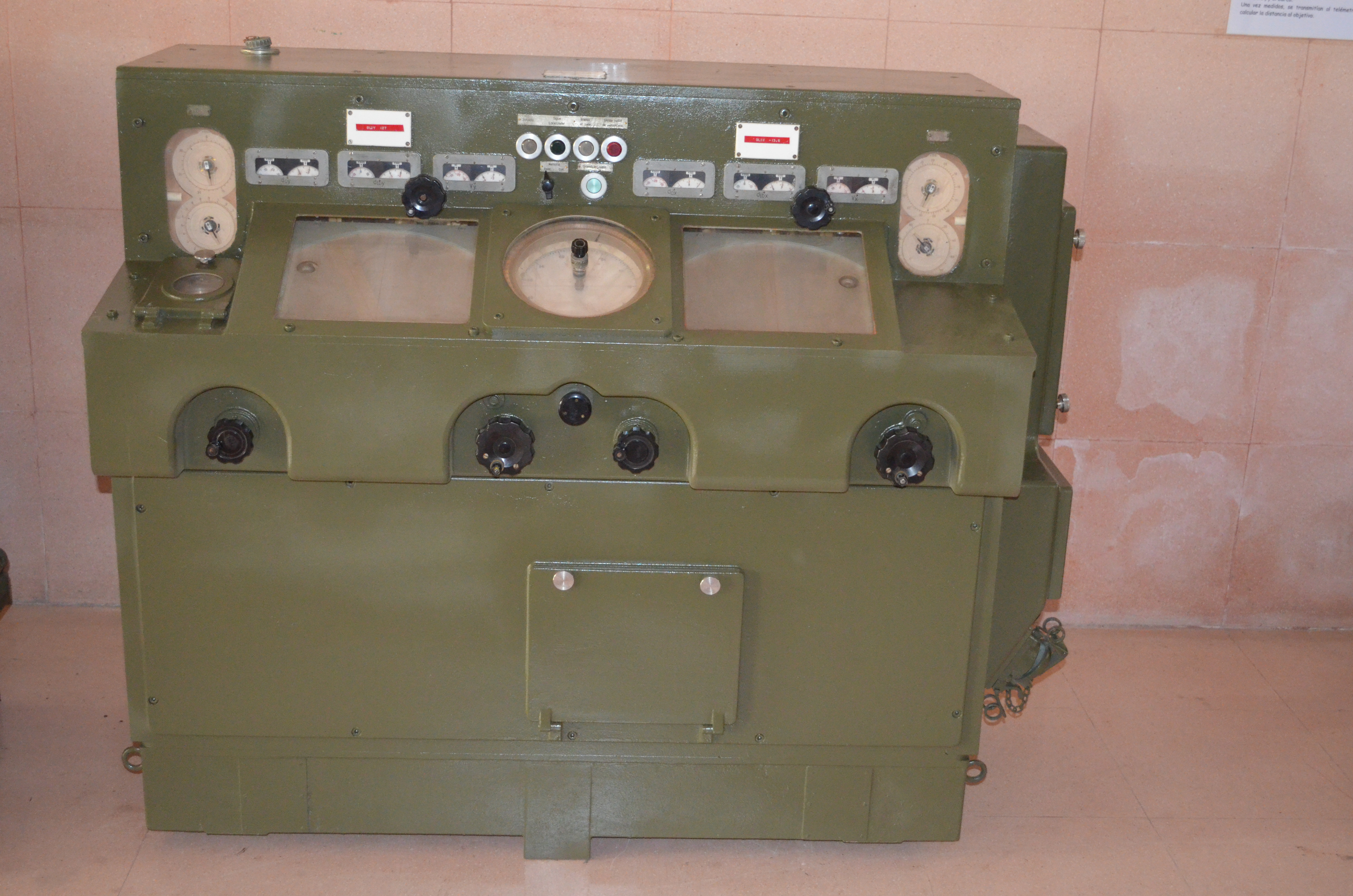
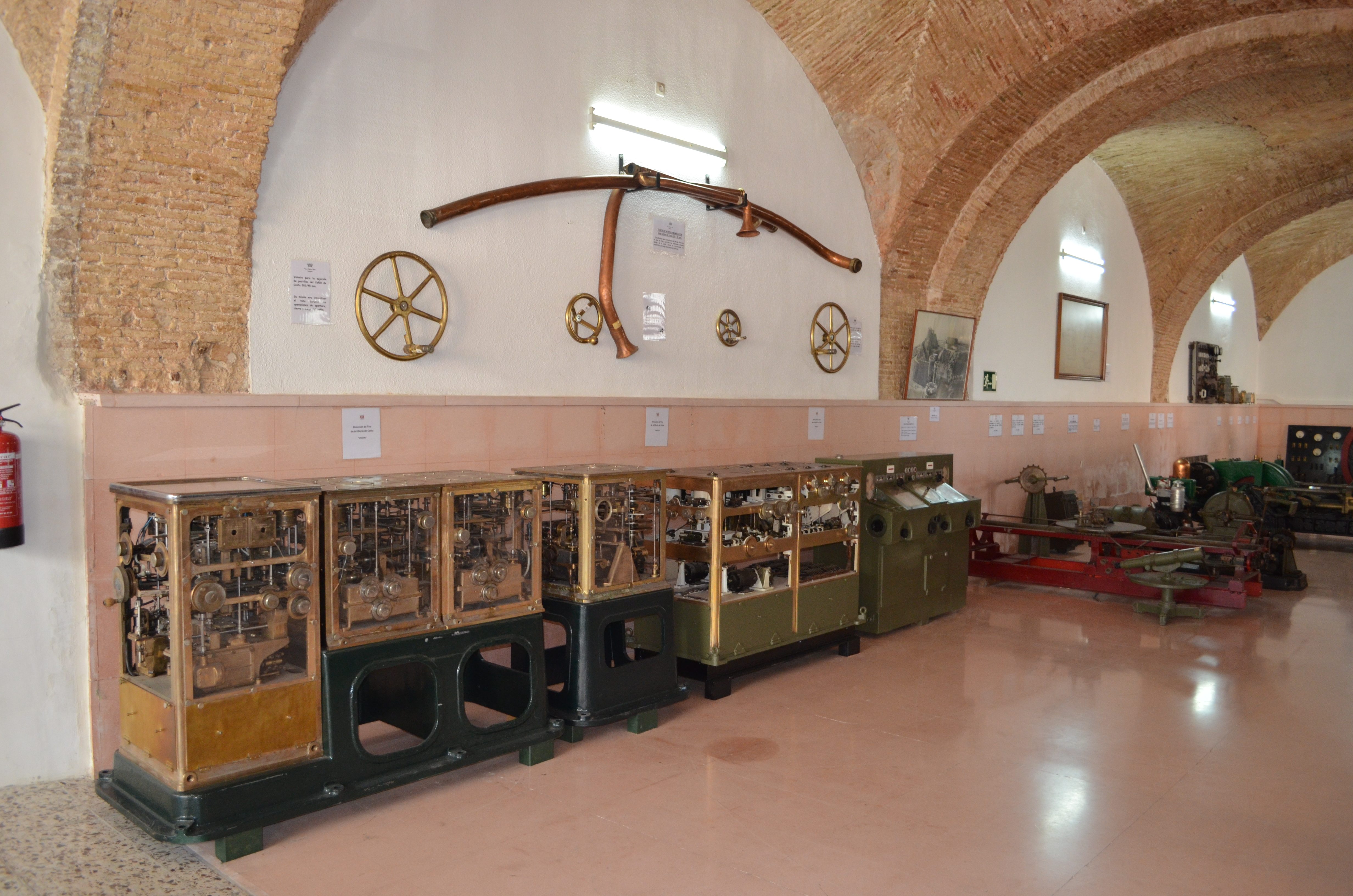
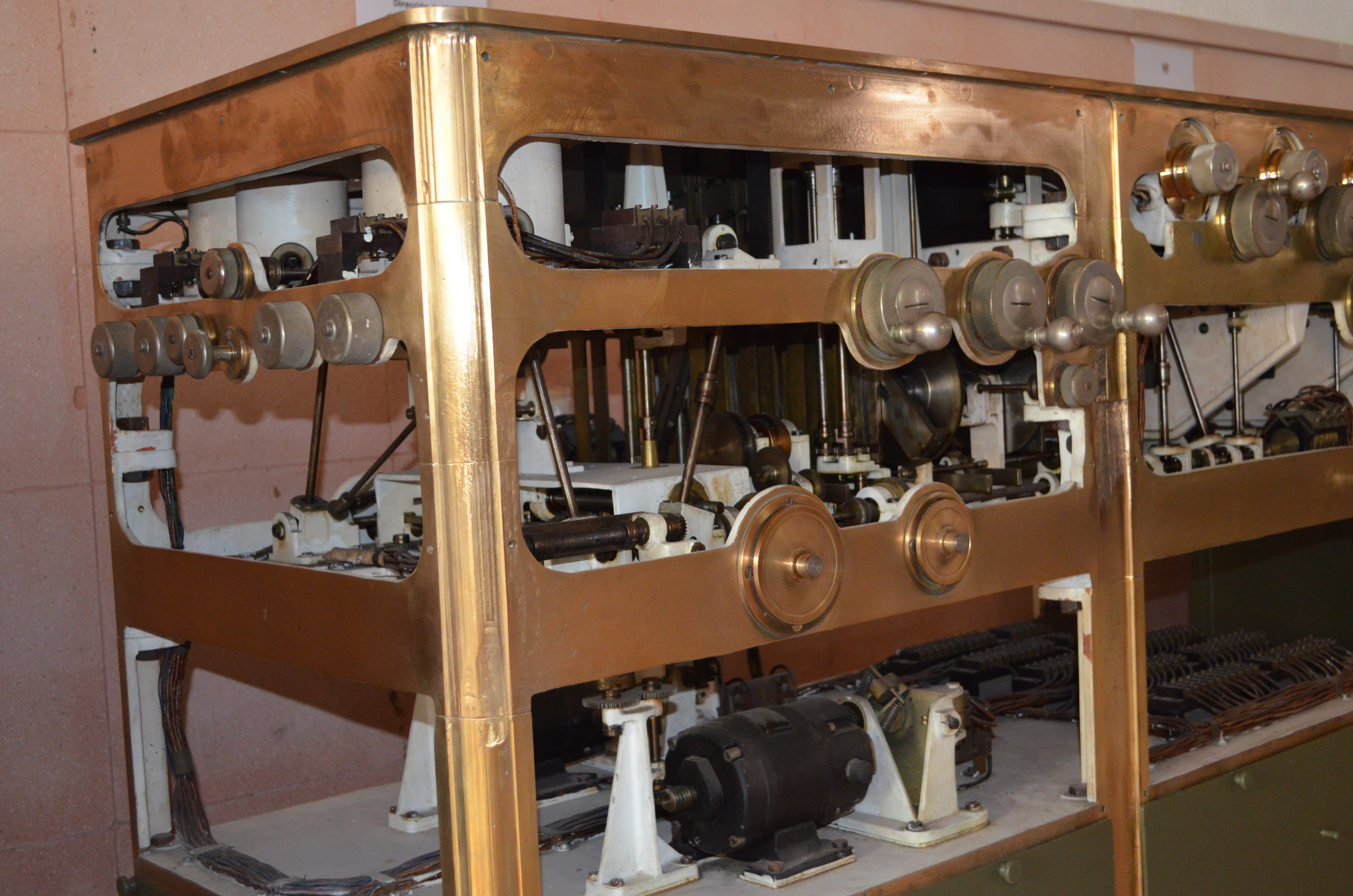

#### Sala de Ingenieros
- Muestra diversidad de instrumentos, maquetas y útiles para el desarrollo de su trabajo.

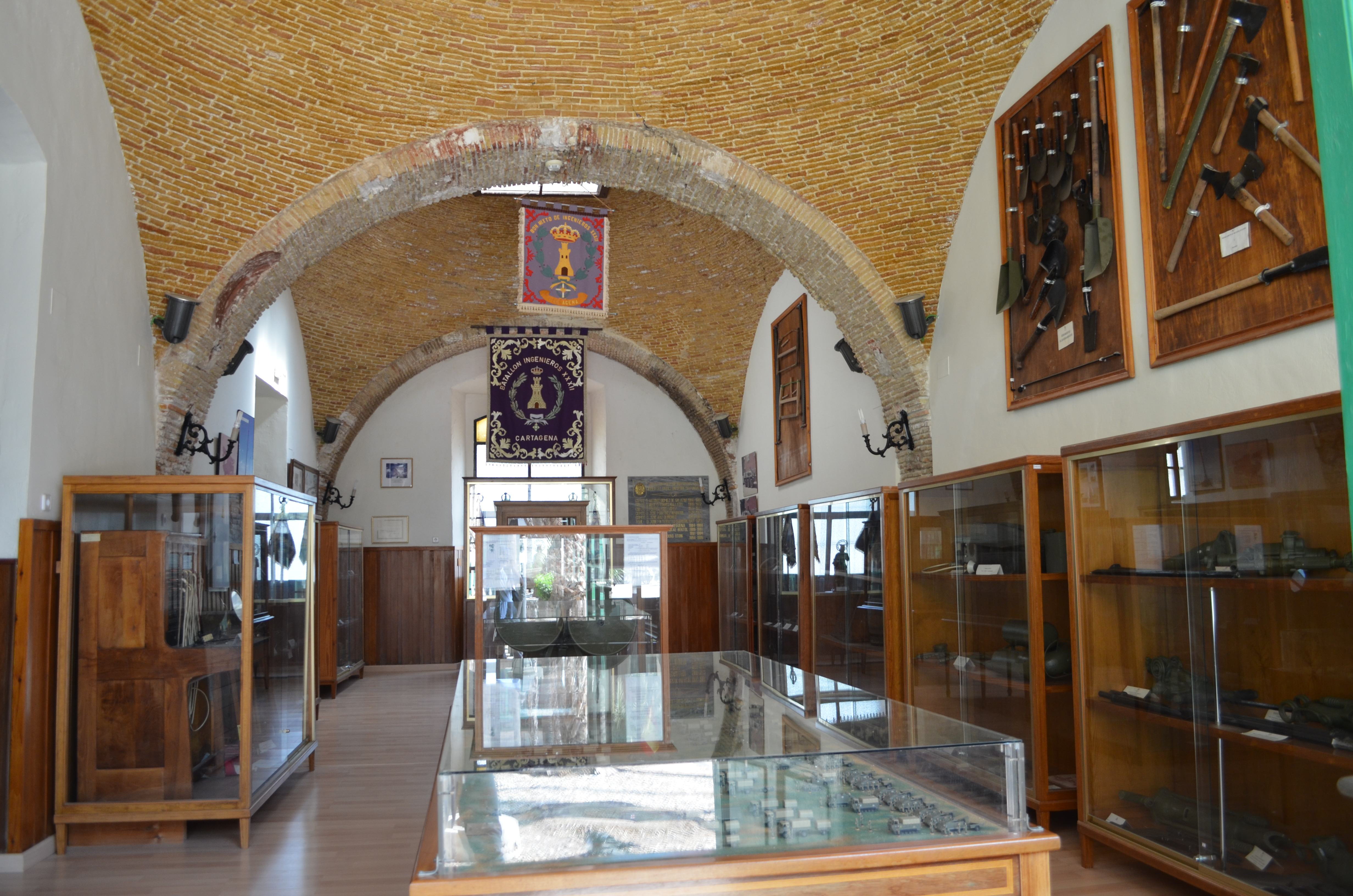
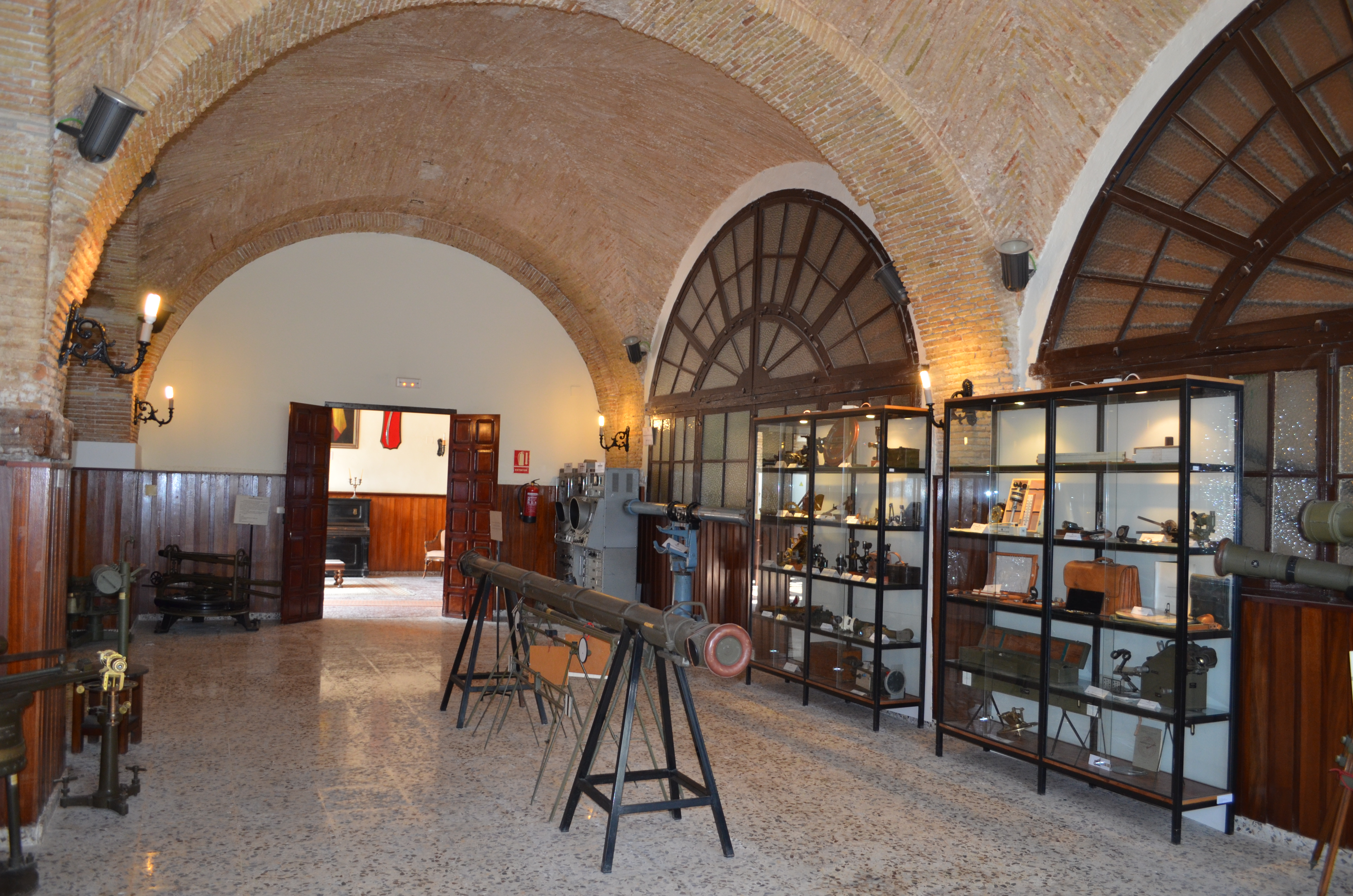
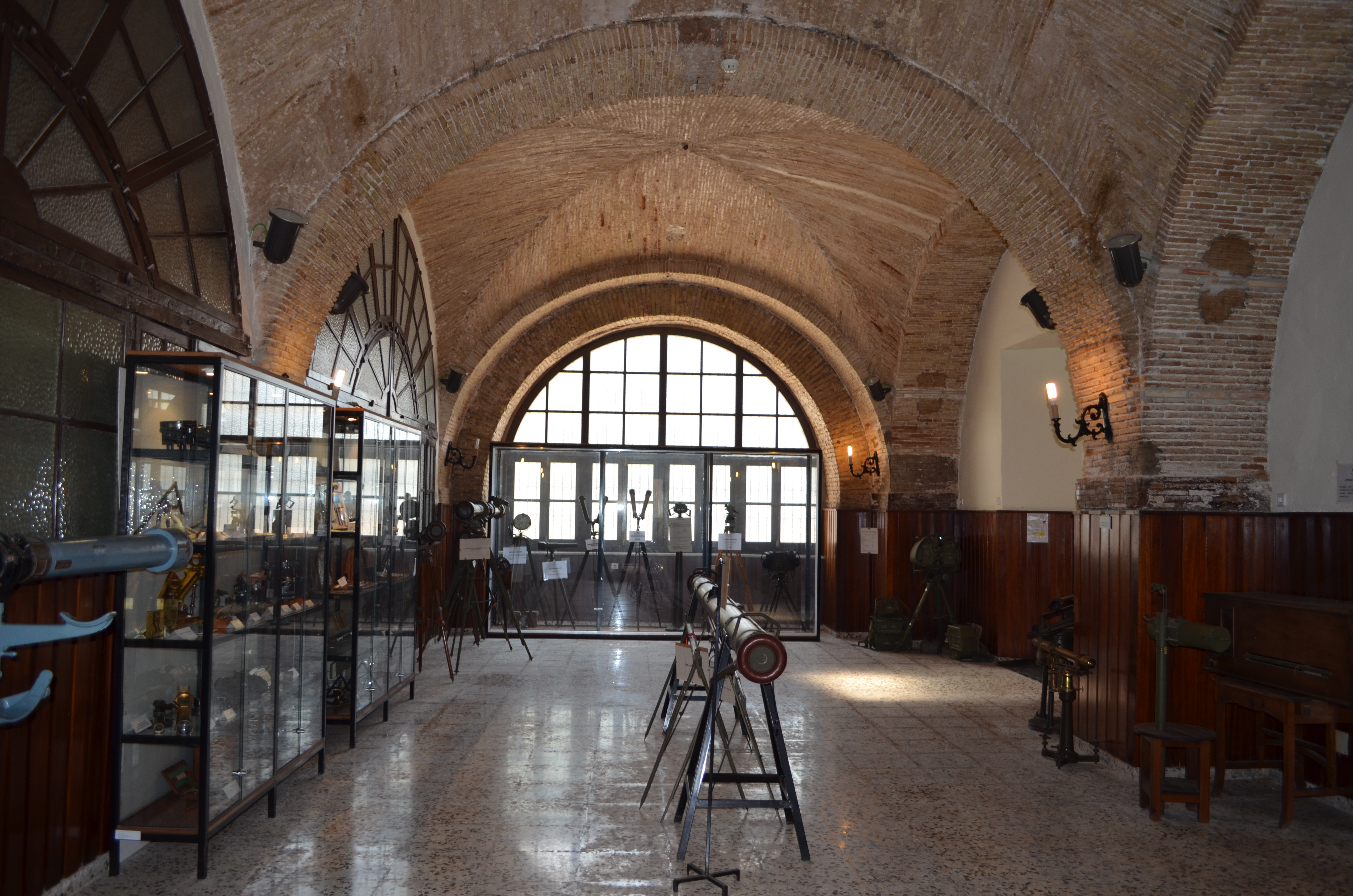
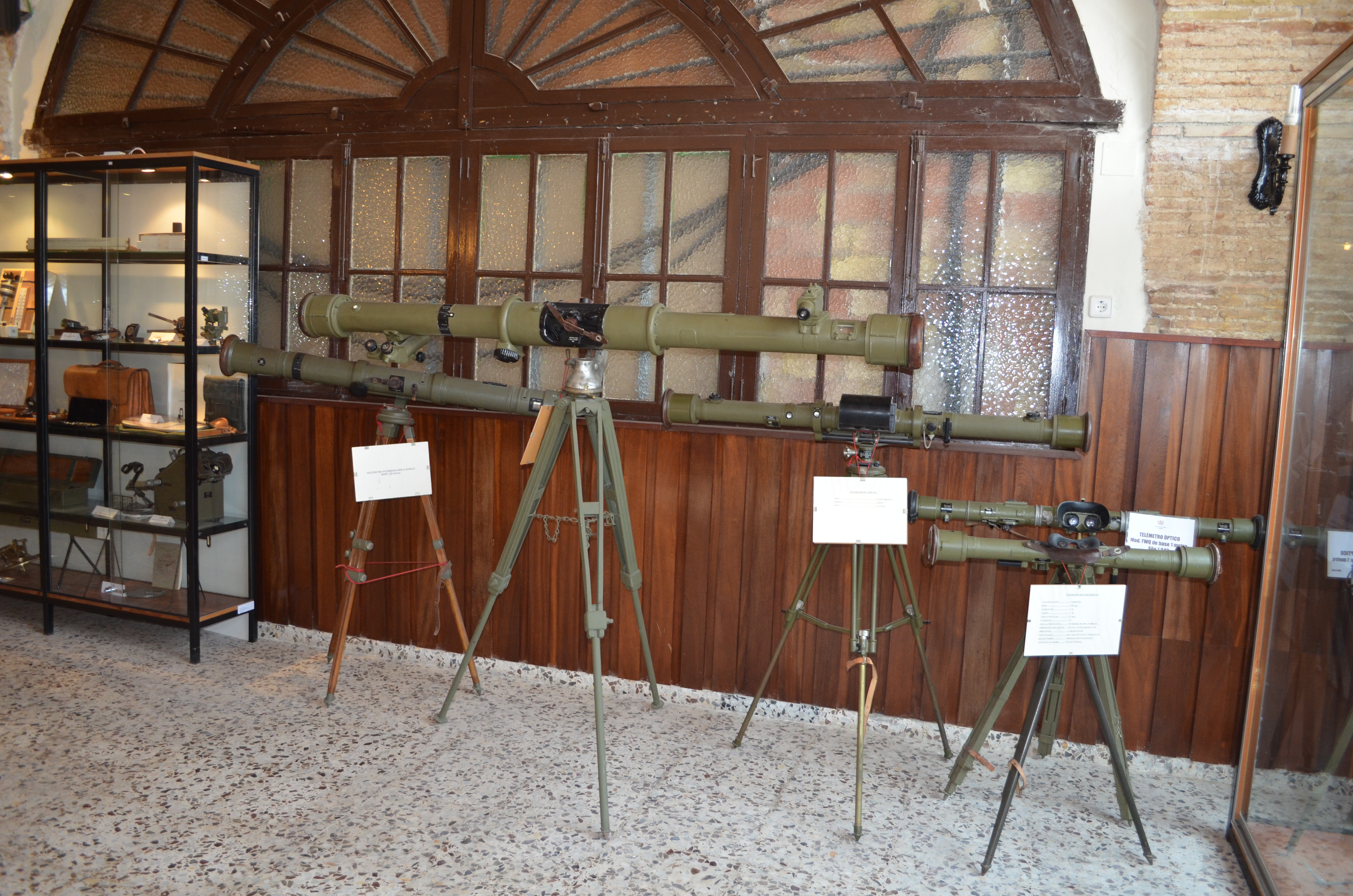

#### Pasadizo
- Conecta los dos patios del Museo. A mano derecha hay unas escaleras por donde se sube a la primera planta. En esa escalera, en el primer descansillo murió el Coronel del Regimiento de Artillería, don Gerardo Elías Armentía Palacios, el día 7 de marzo de 1939, en el asalto de la 206.ª Brigada Mixta del Ejército Popular.

- Está decorado con azulejo y varias placas con la historia del edificio, como la visita del rey Alfonso XIII.

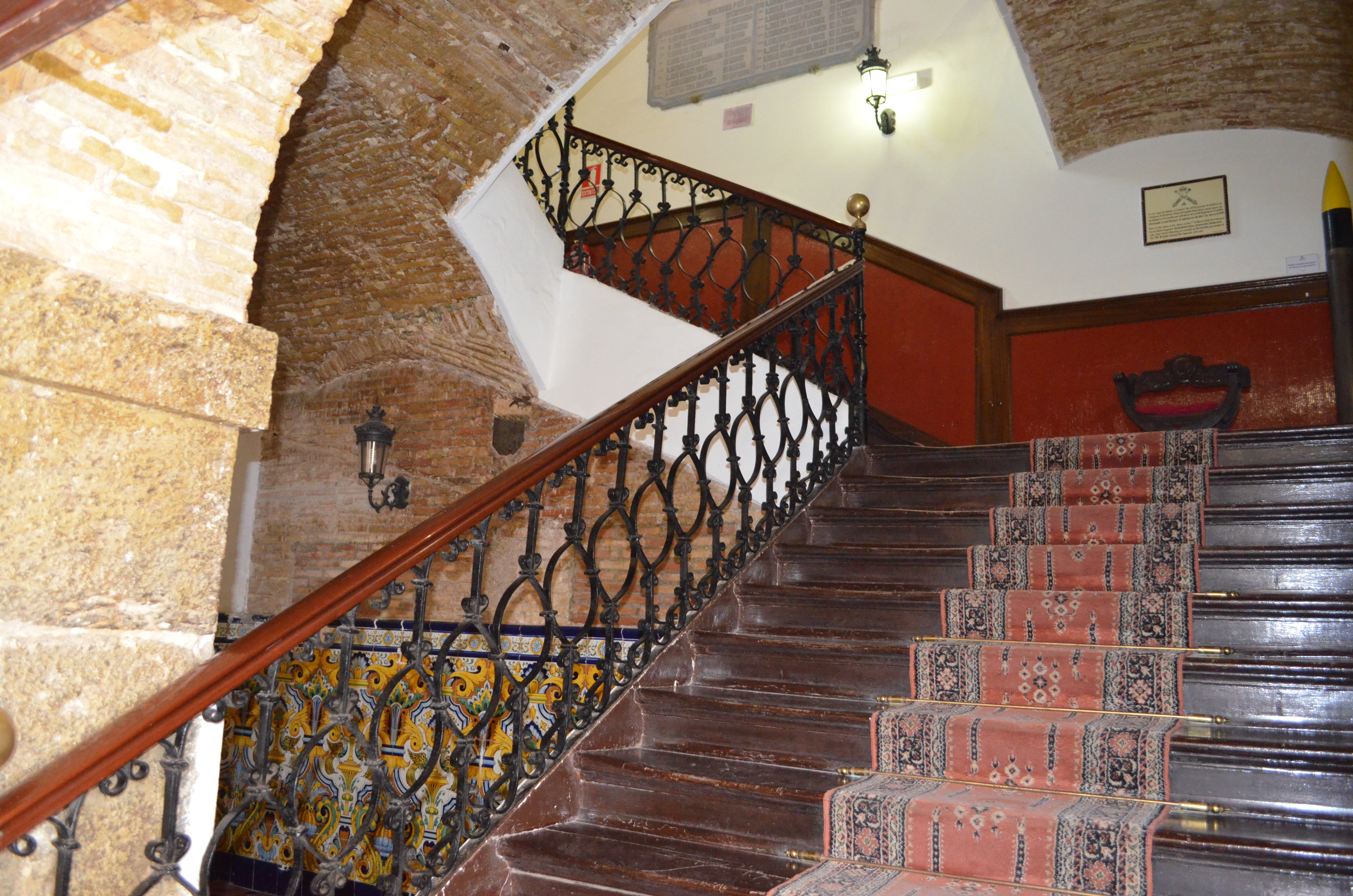
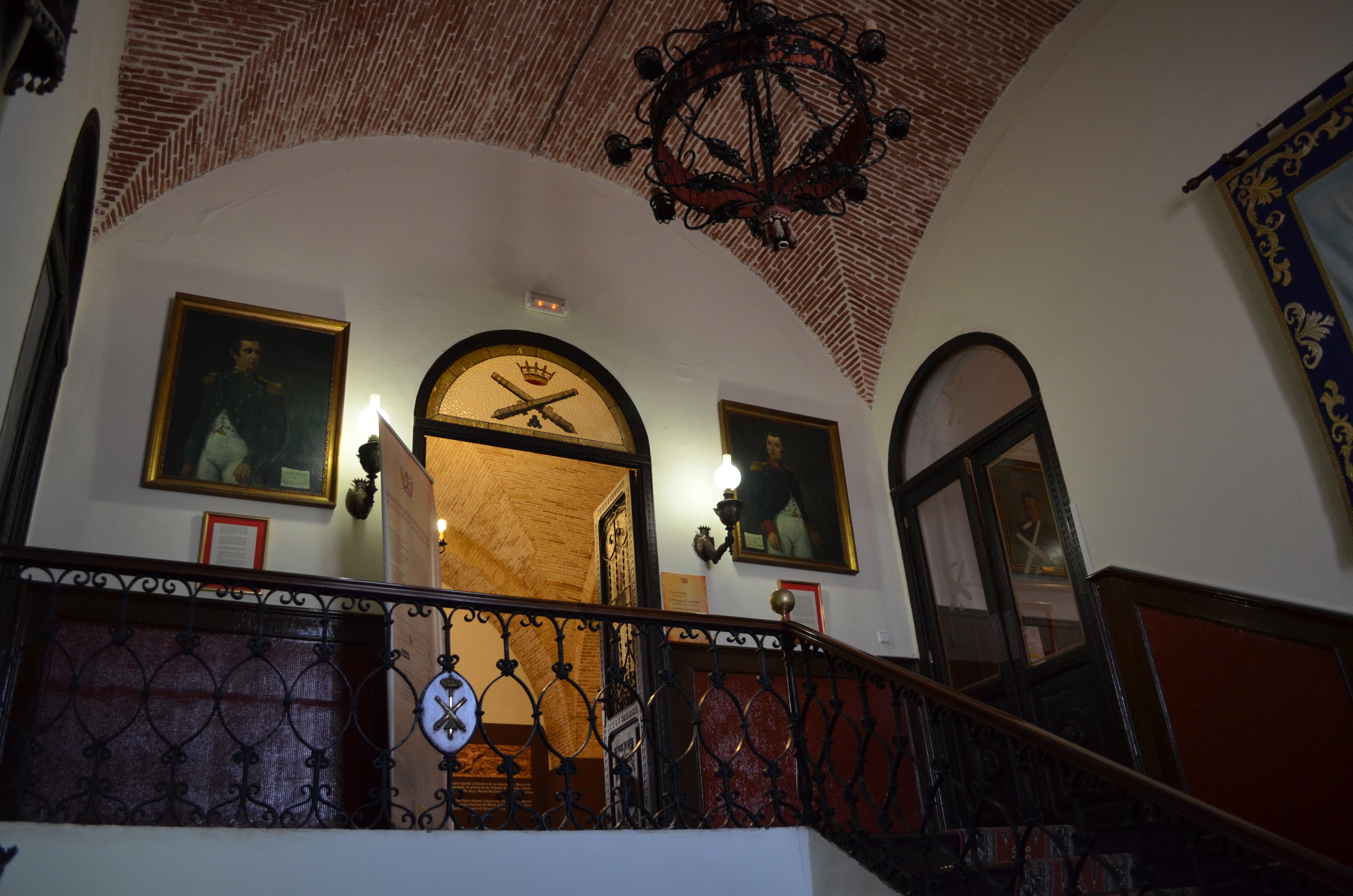
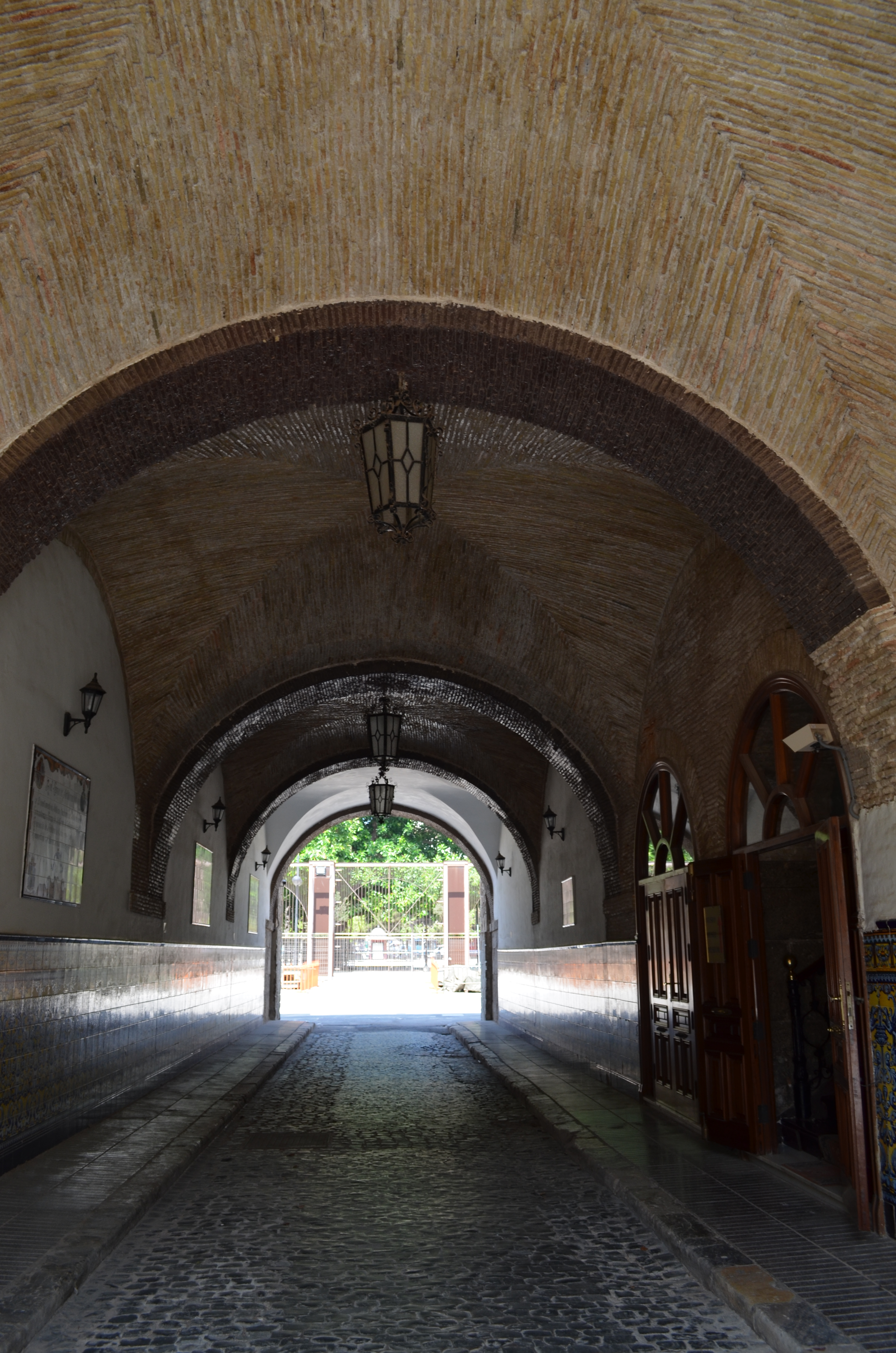

### Primera planta
- La escalera termina en la primera planta, en donde a mano izquierda se encuentra la biblioteca, actualmente sala de conferencias, y la sala de Artistas contemporáneos, donde mediante obras pictóricas se relata la historia militar de España. Actualmente esta sala posee obras originales del artista Augusto Ferrer-Dalmau, conocido como "el pintor de batallas". A mano derecha la galería noble o de coroneles y enfrente una de las salas en donde se muestran los comienzos de la artillería en Cartagena hasta el siglo XX por medio de la exposición permanente Cartagena Plaza Fuerte 1503-1996. Estas salas continúan en la galería de coroneles.

- En una de las salas existe una maqueta que muestra cómo era la ciudad de Cartagena a finales del siglo XVIII.

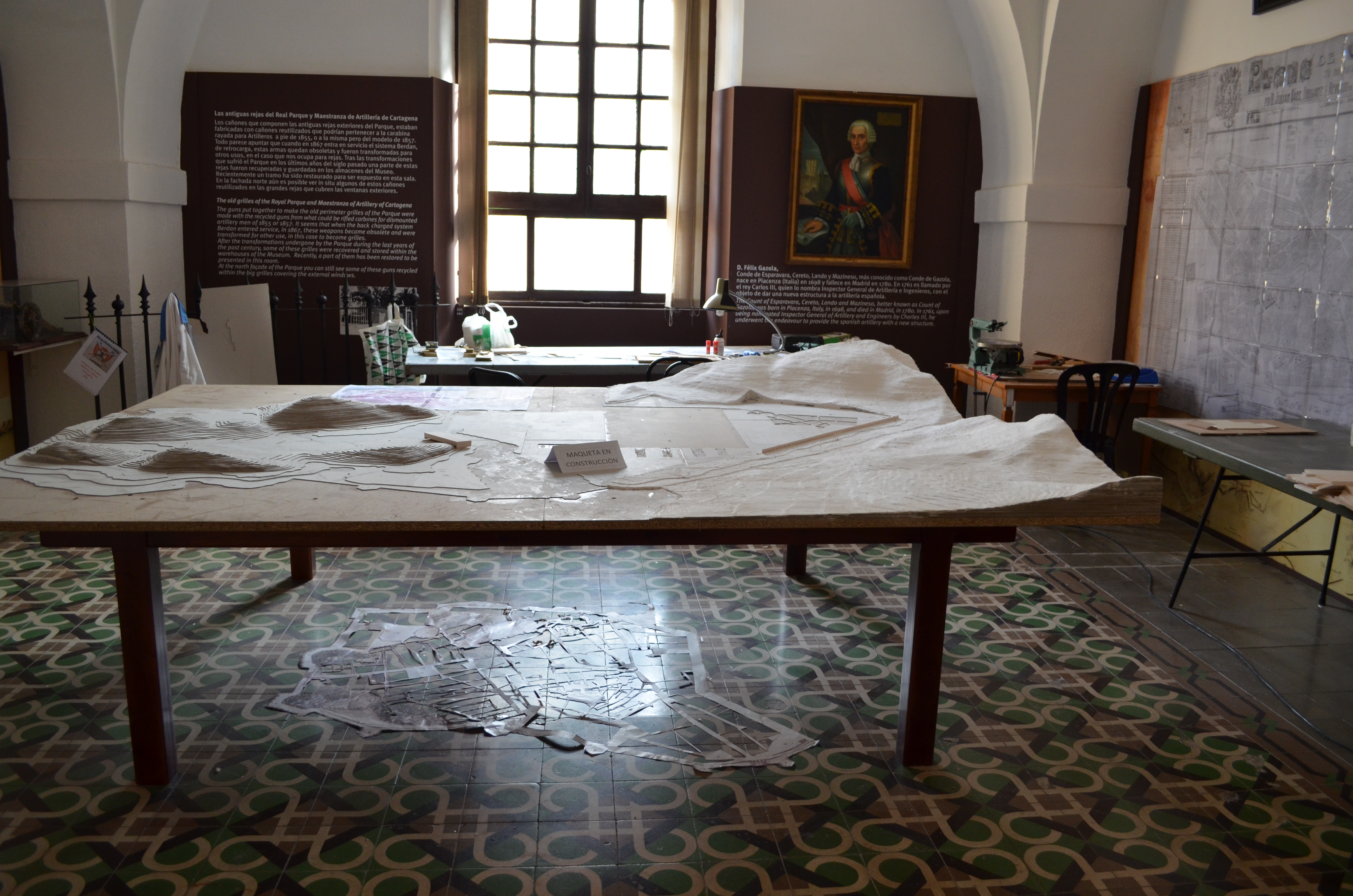
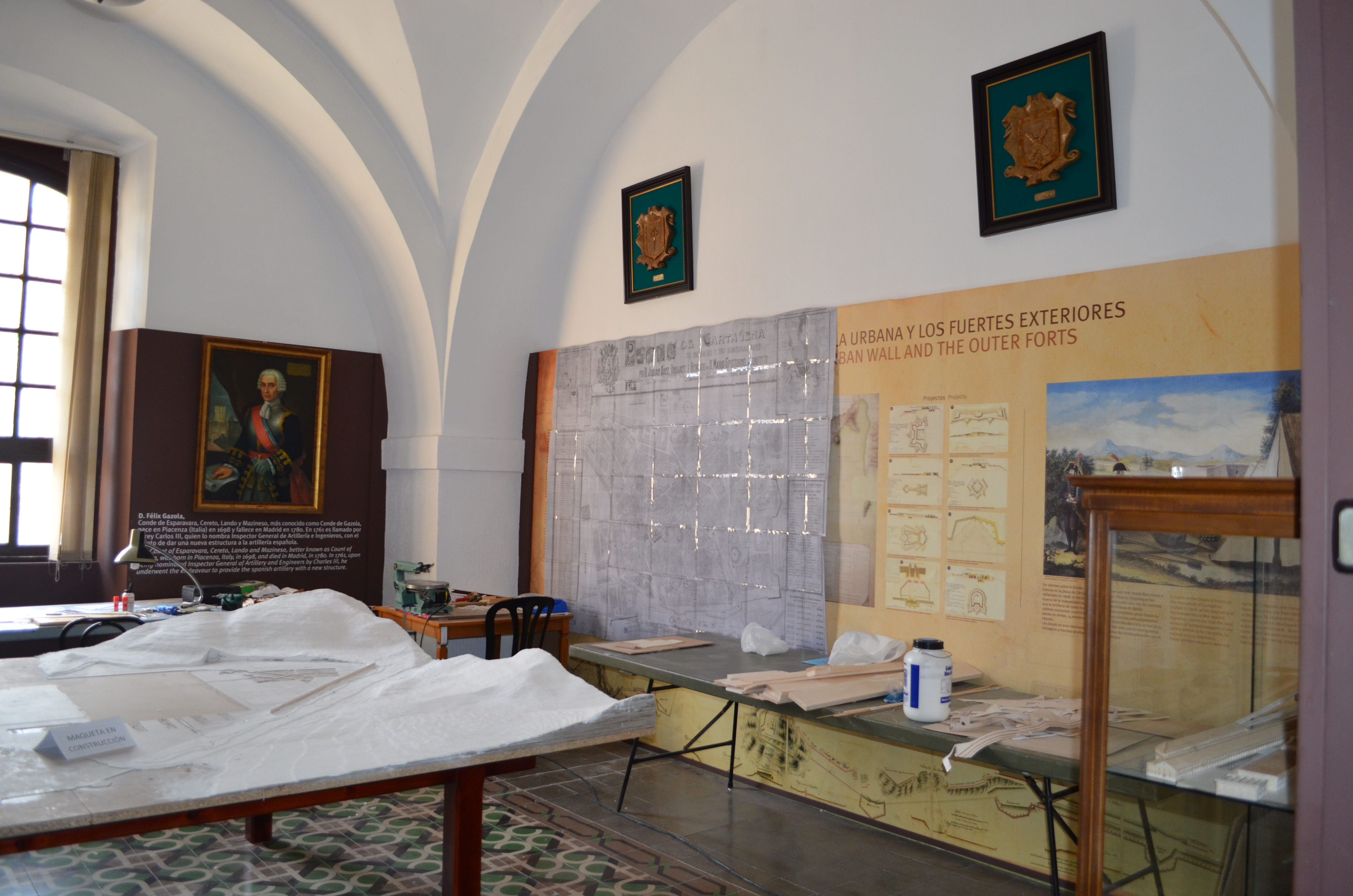

#### Archivo
- Actualmente no abierto al público. Es un archivo auxiliar del Museo, siendo usado para consultas técnicas del mismo.

#### Galería de coroneles
- Muestra cuadros de los coroneles que mandaron el Regimiento de Artillería que ocupaba, hasta finales del siglo XX, las instalaciones del Parque de Artillería, También se muestran aparatos topográficos, maquetas y varias salas con proyecciones que muestran la evolución de las fortificaciones y los diferentes planes de artillado en Cartagena.

- Destaca el despacho del Jefe de Grupo de Costa, ubicado en su momento en el Cabo de Aguas, desde ese despacho, allí instalado, el Teniente Coronel don Arturo Espá Ruíz dirigió las operaciones en la guerra civil española. Se muestra una maqueta del buque Castillo de Olite.

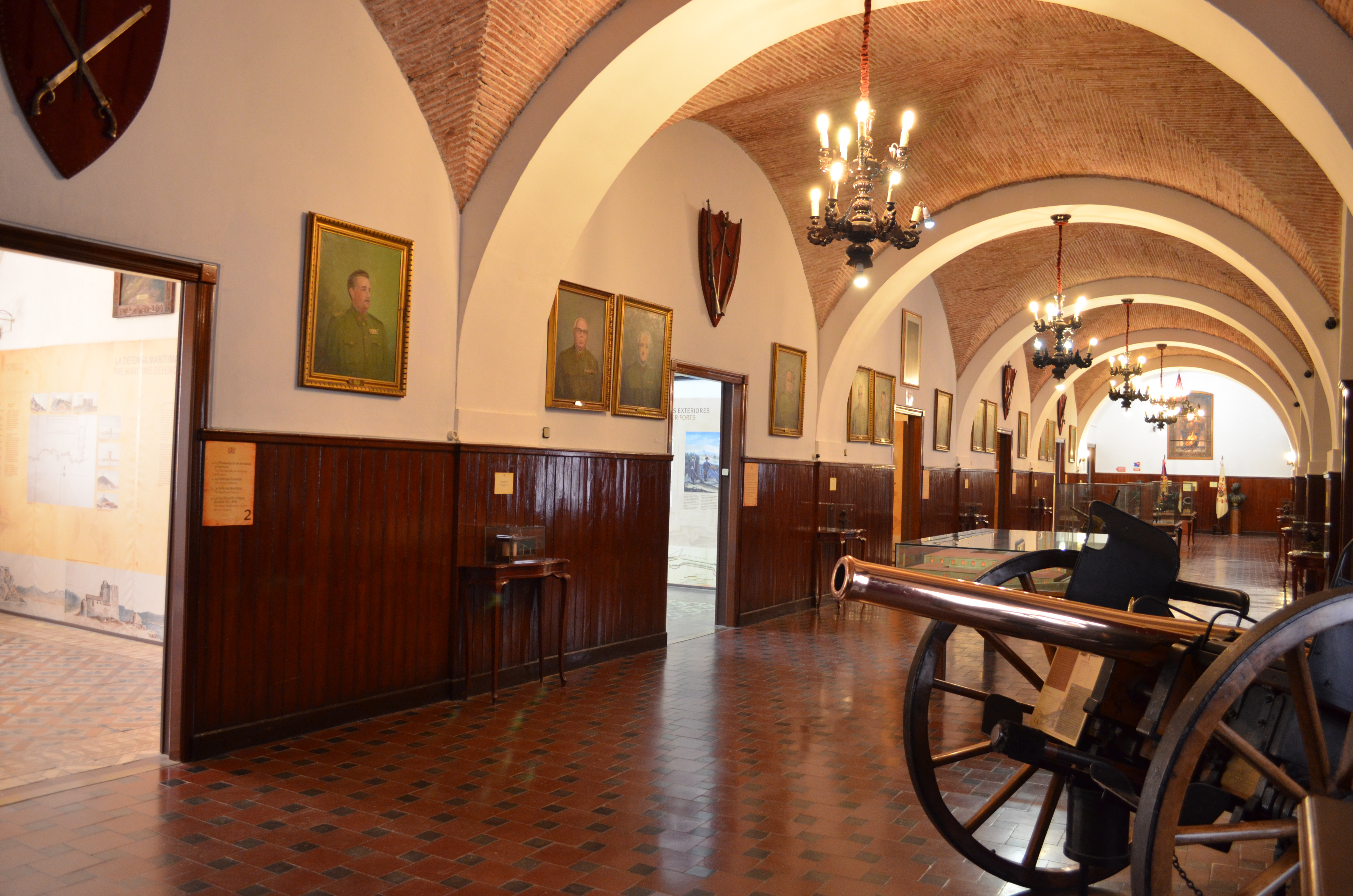
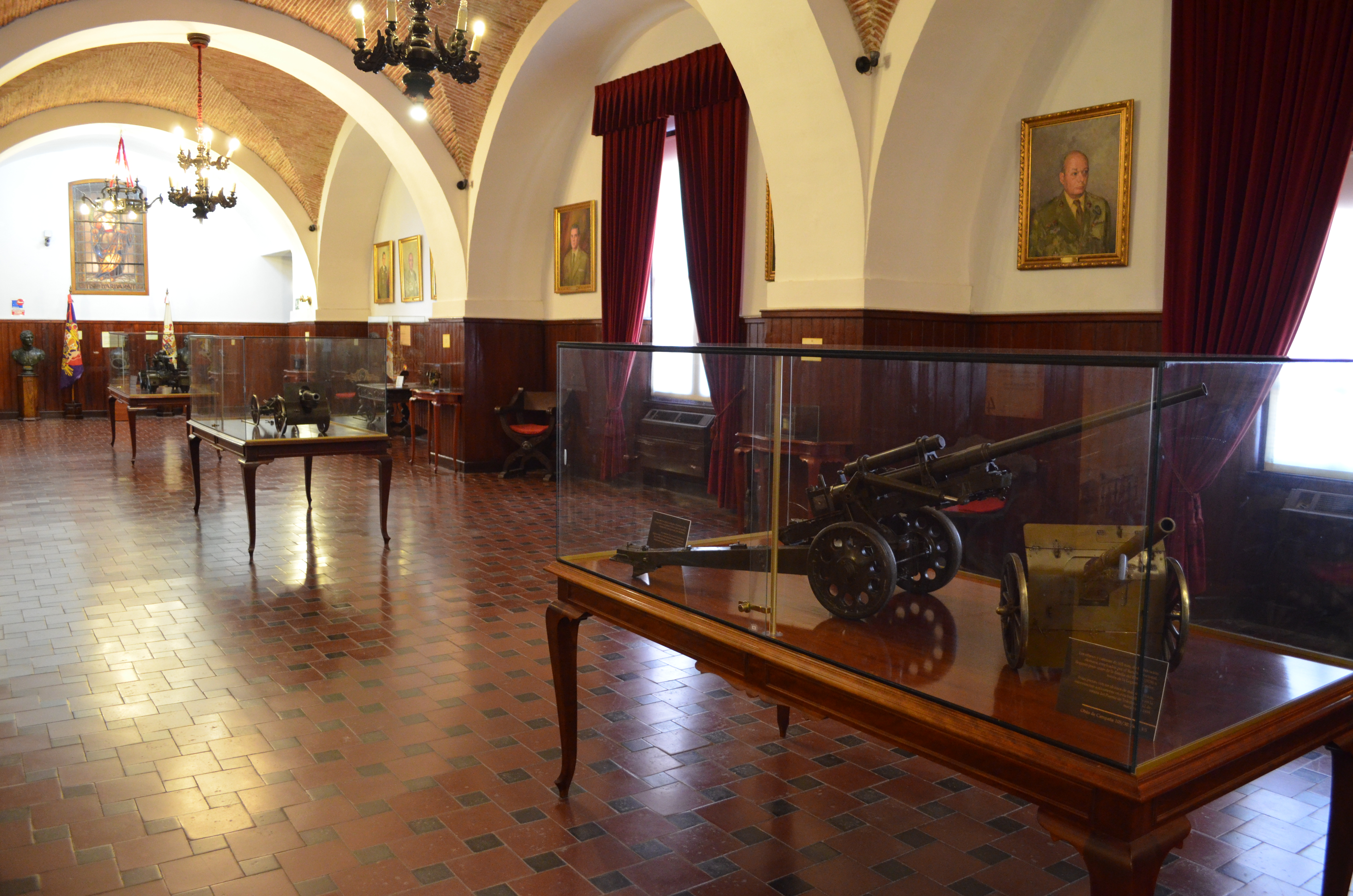
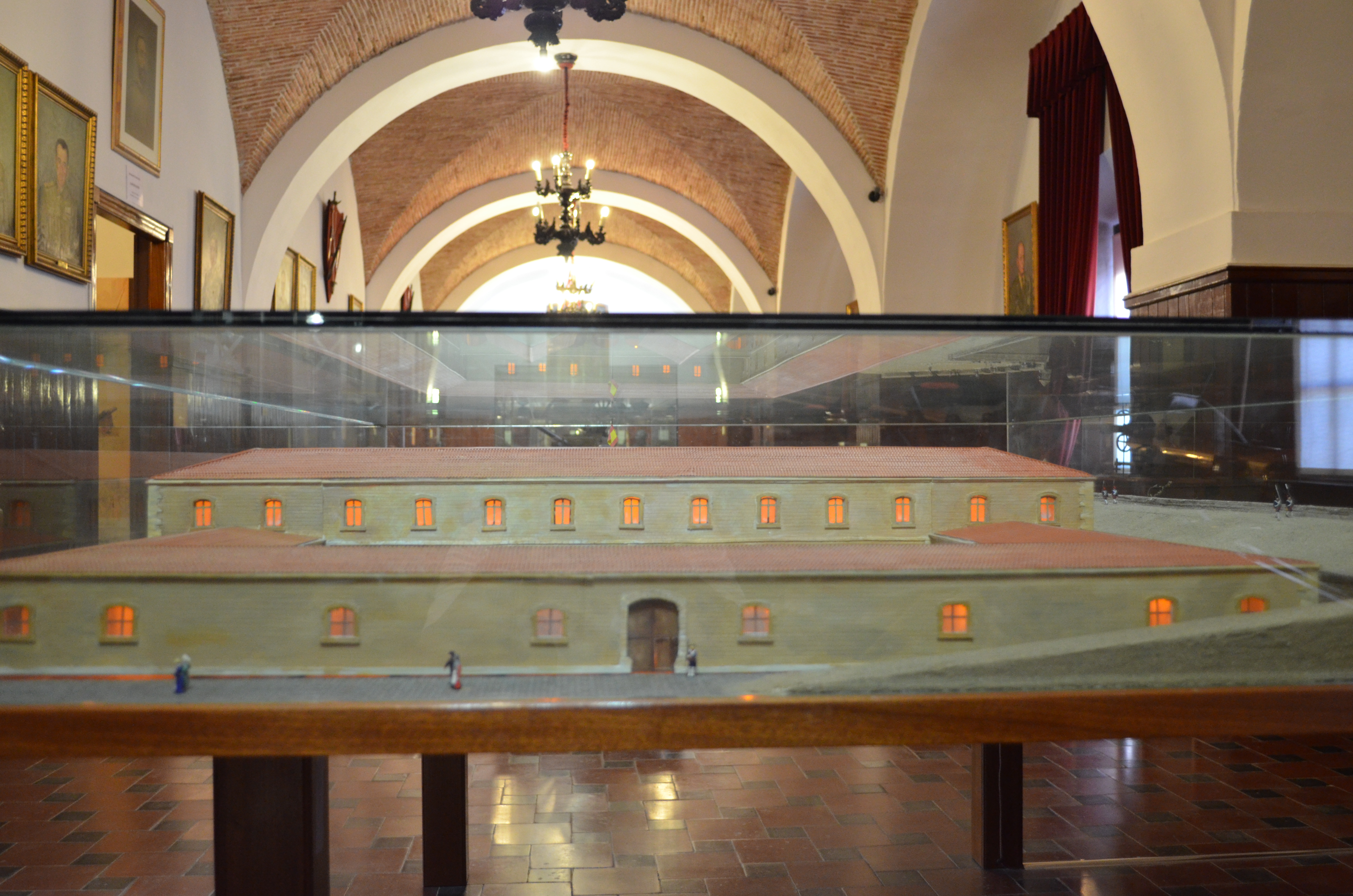
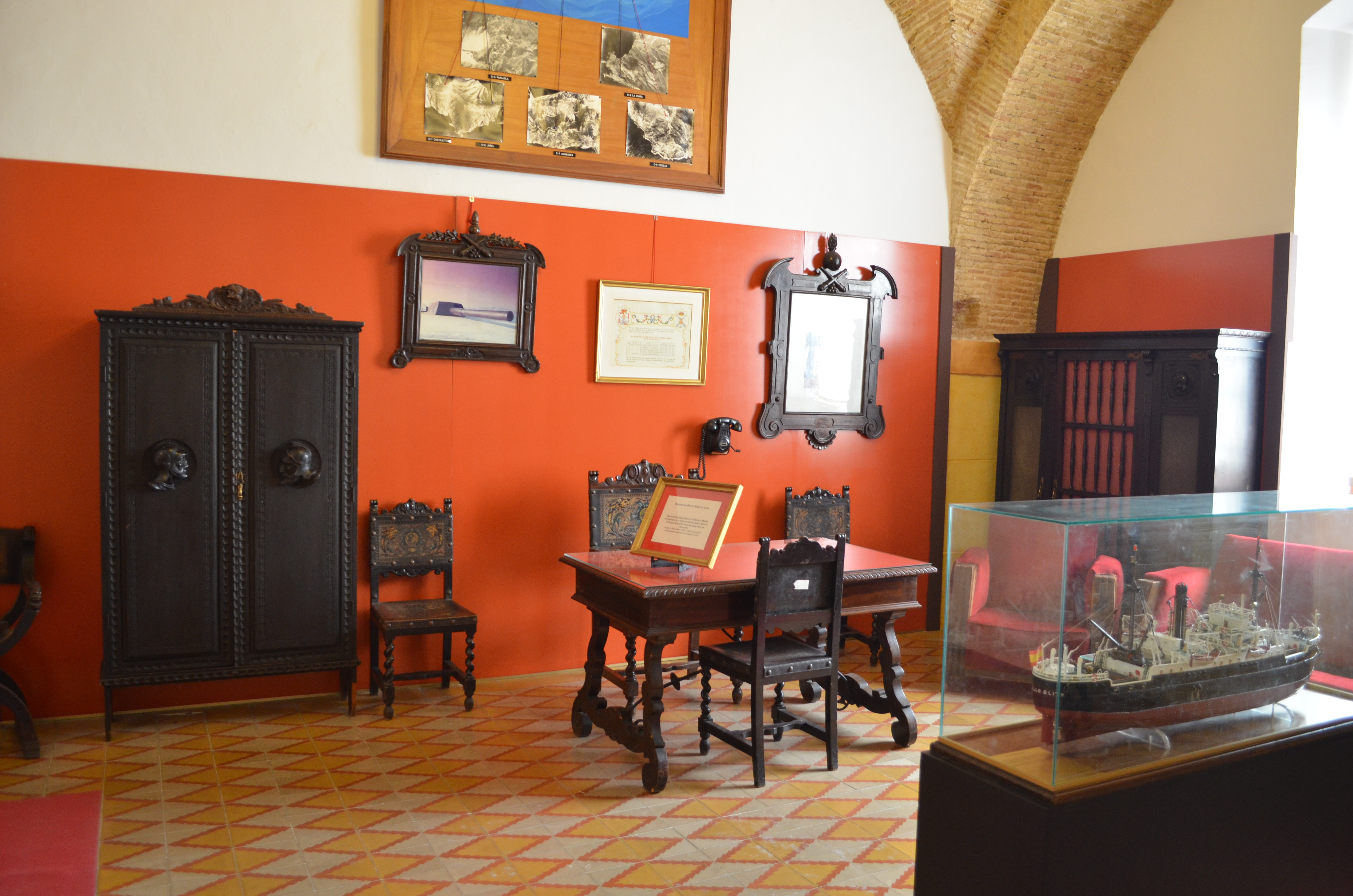

- Primer estandarte del Regimiento, año 1710, y bandera de la Comandancia de Artillería, año 1802, junto a los bustos de los capitanes Daoíz y Velarde y el mortero El Jilguero, bajo una imagen de Santa Bárbara.

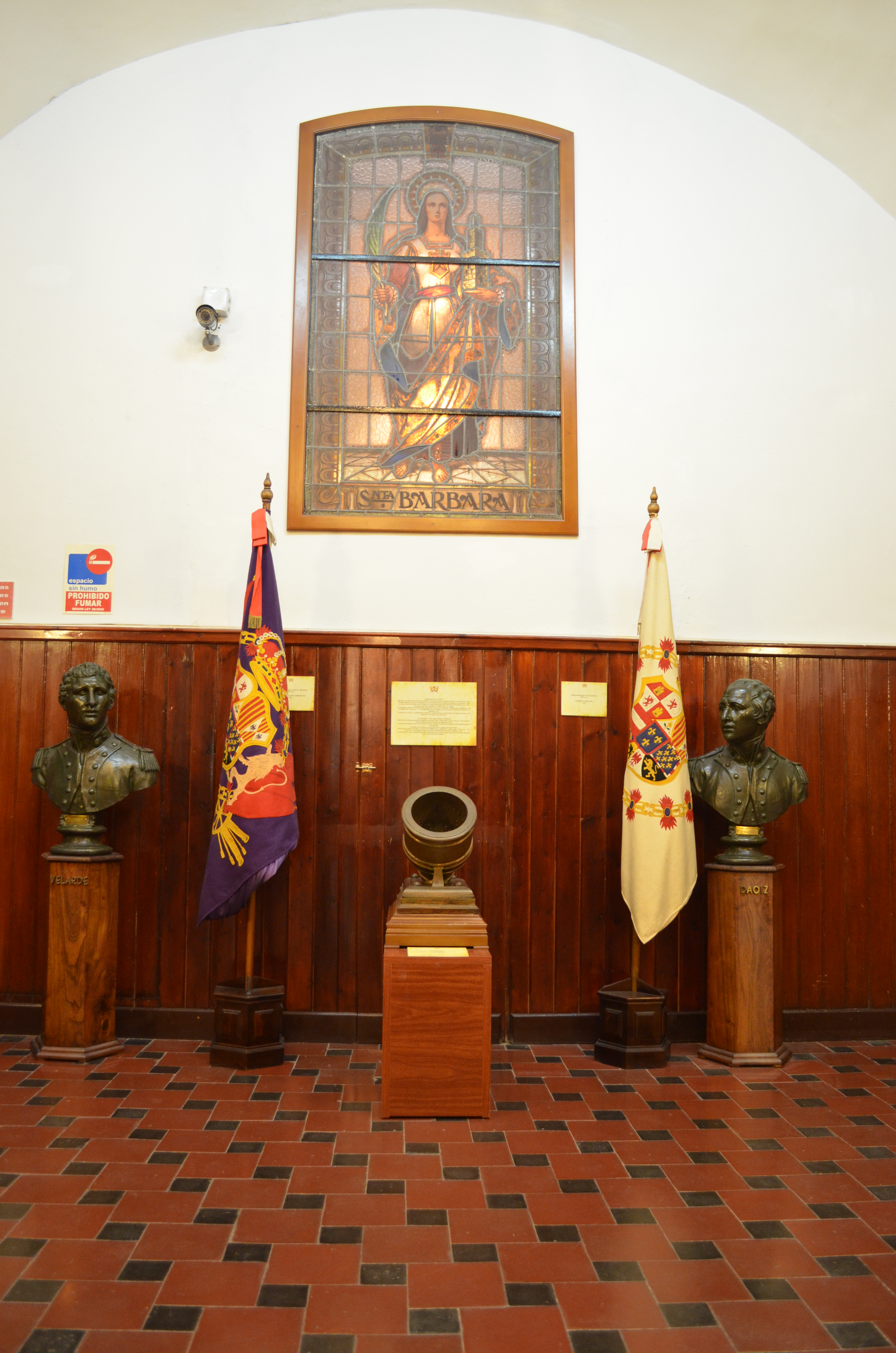

#### Antedespacho del Sr. Coronel

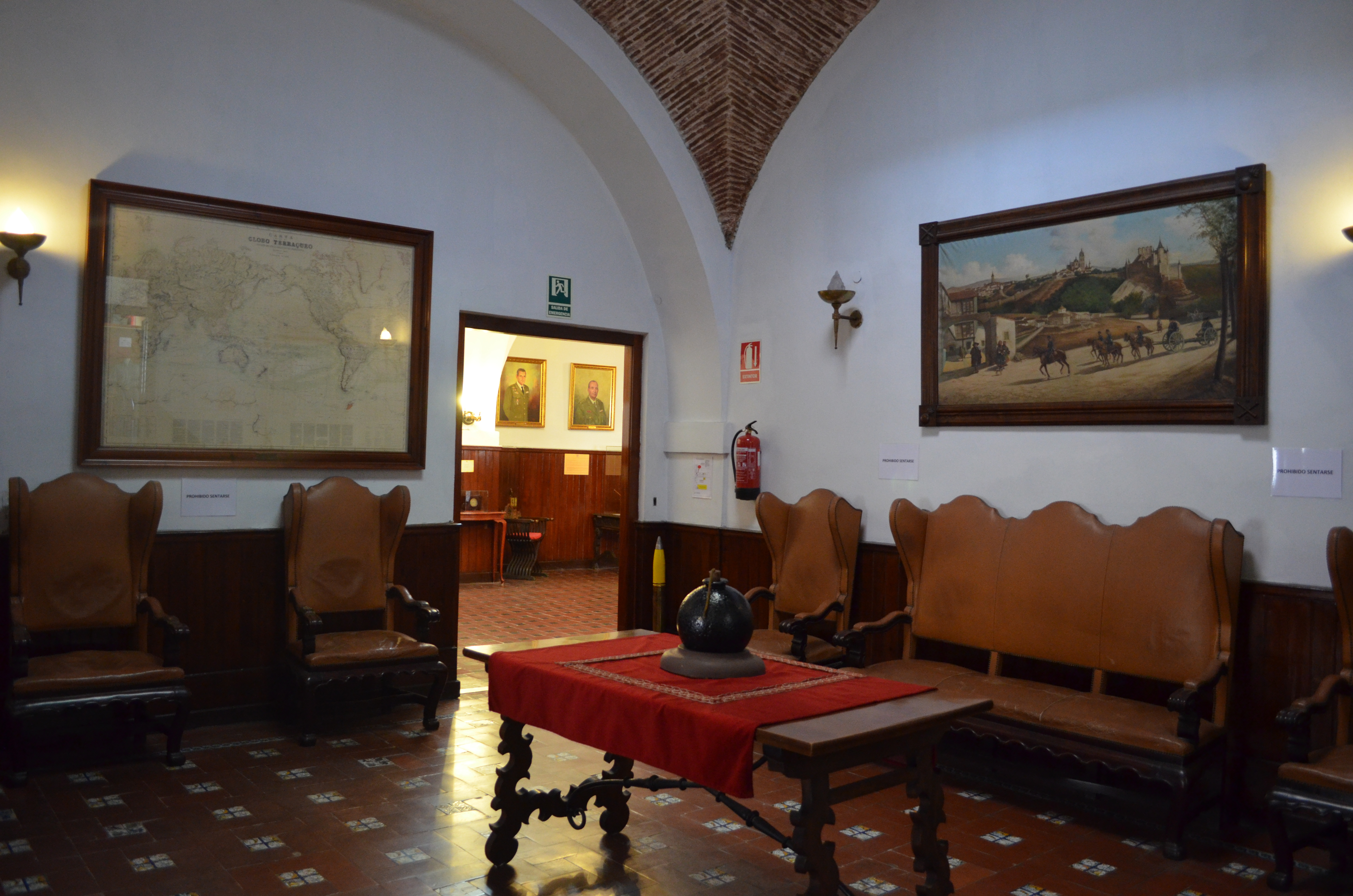
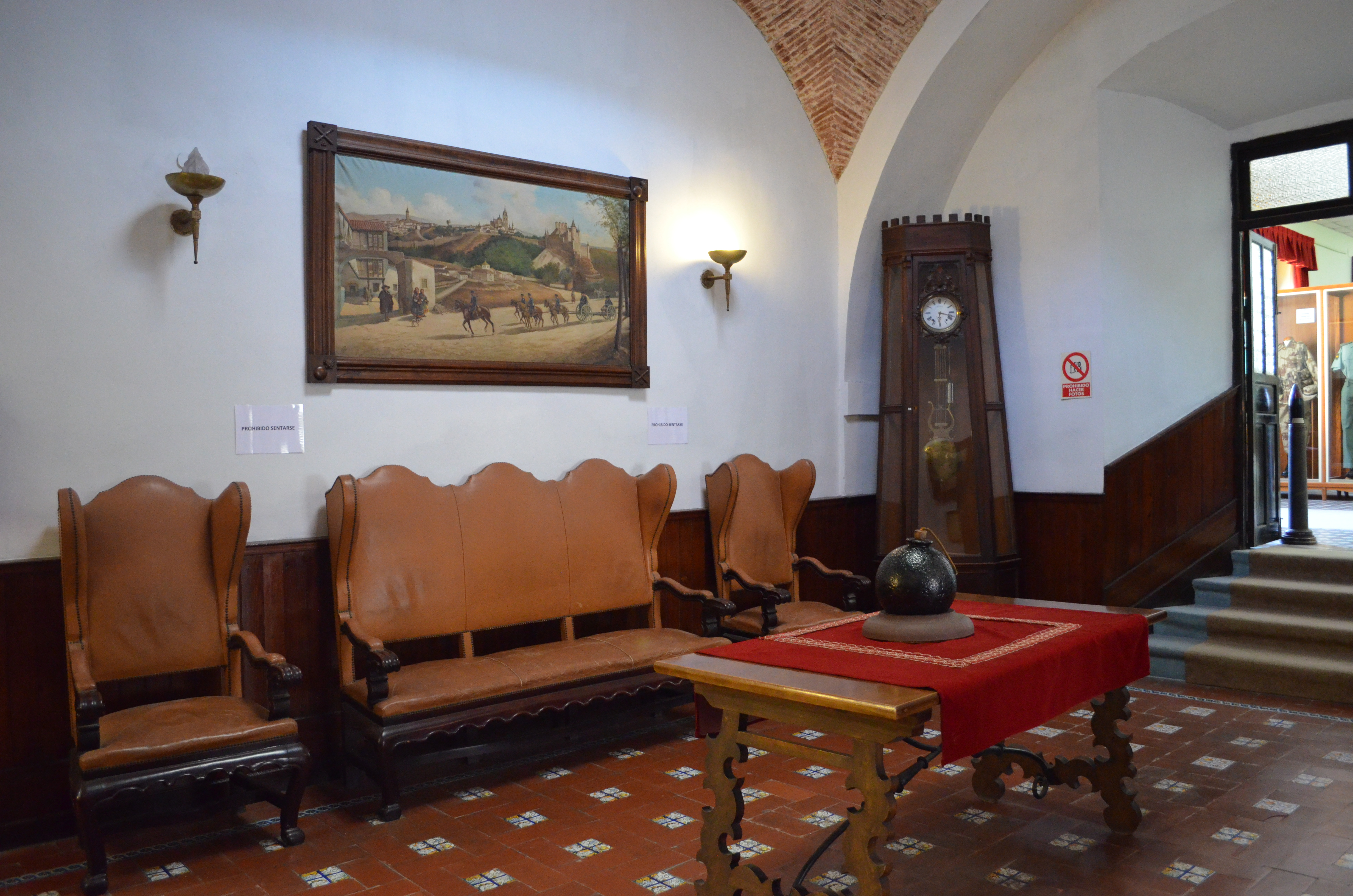
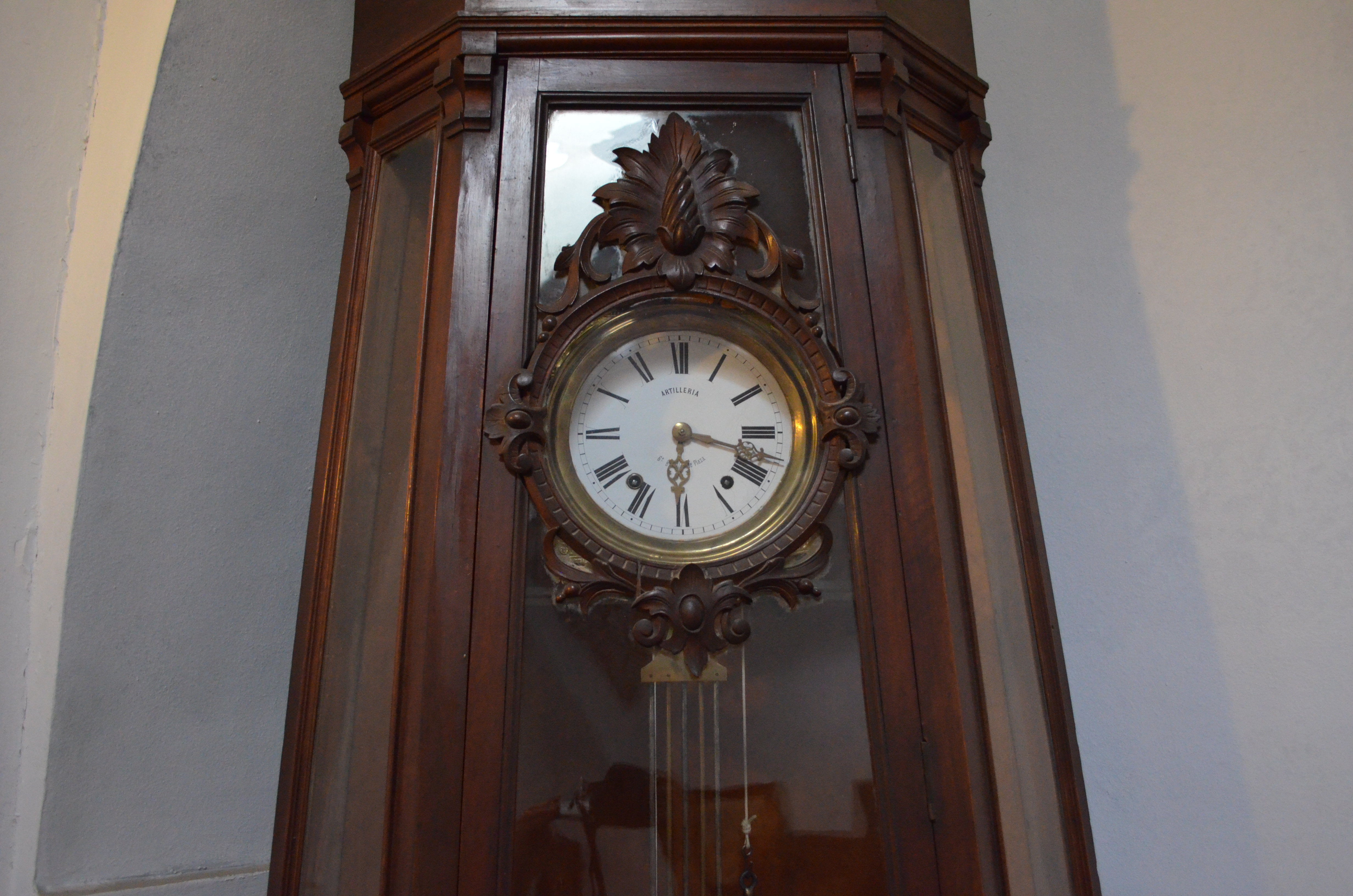

#### Despacho del Sr. Coronel
- Despacho del Jefe de la artillería en la ciudad de Cartagena. Convertido en Puesto de Mando en los momentos de crisis desde la Guerra de Independencia a la Guerra Civil de 1936-1939.

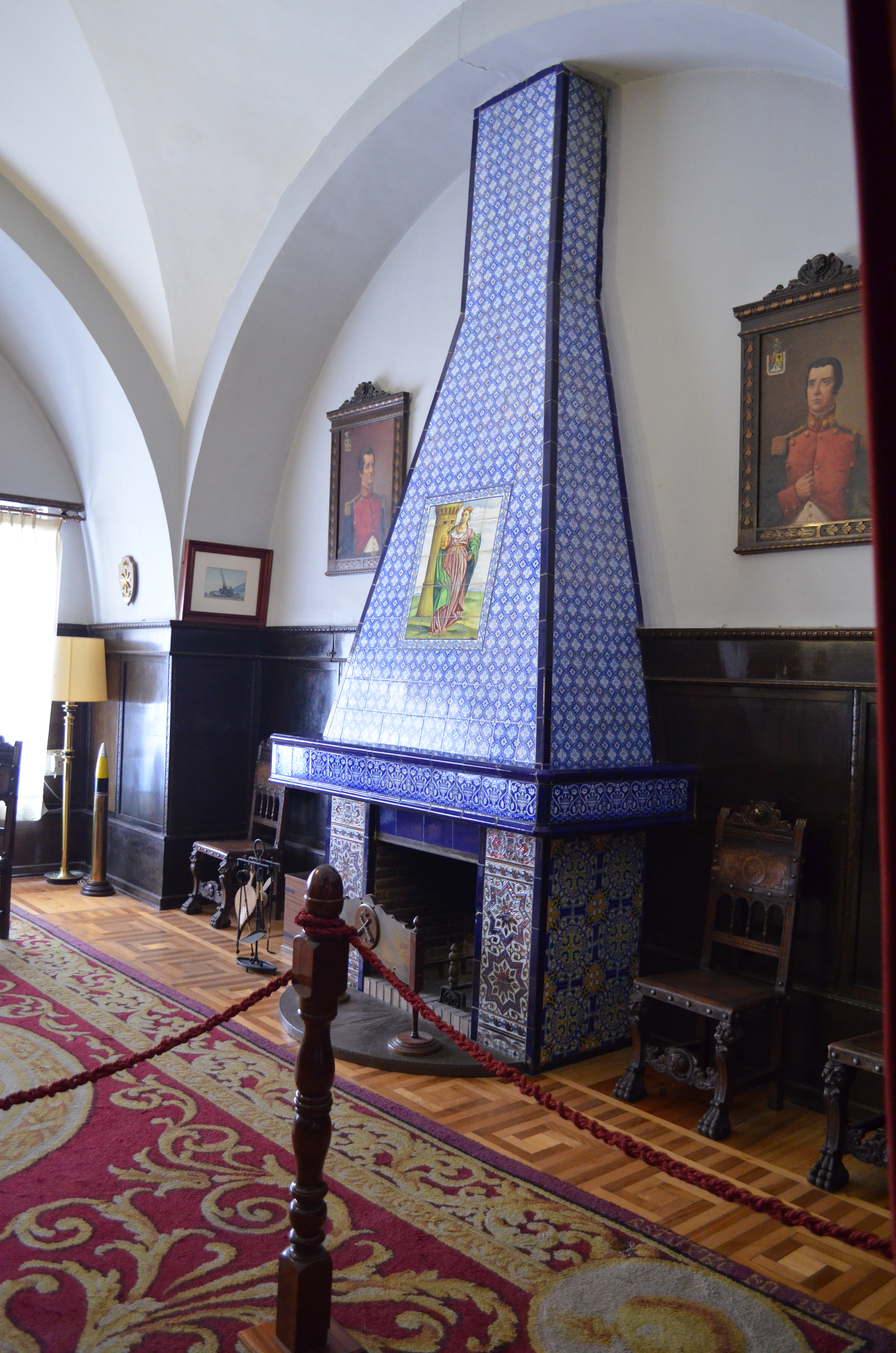
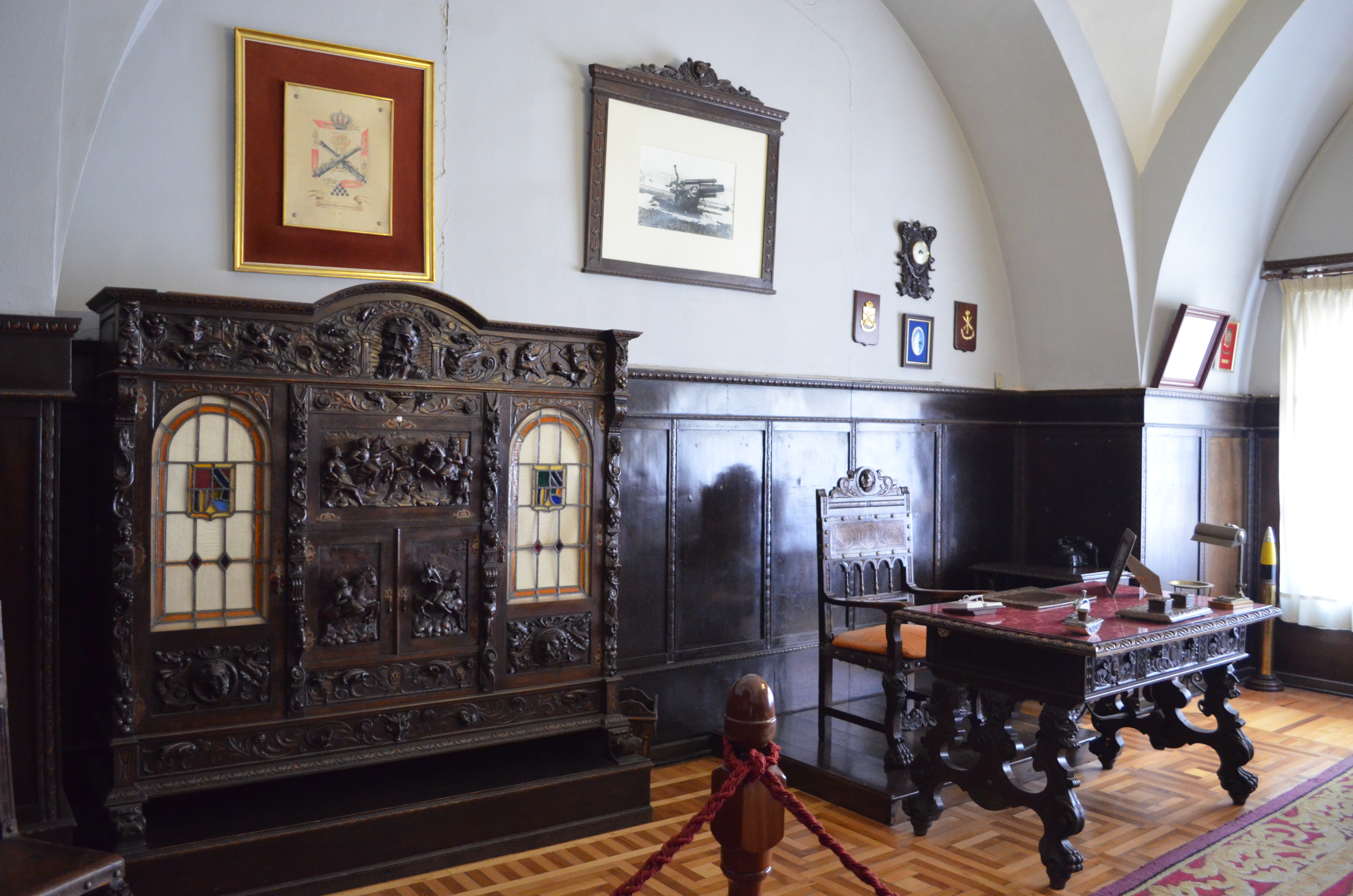
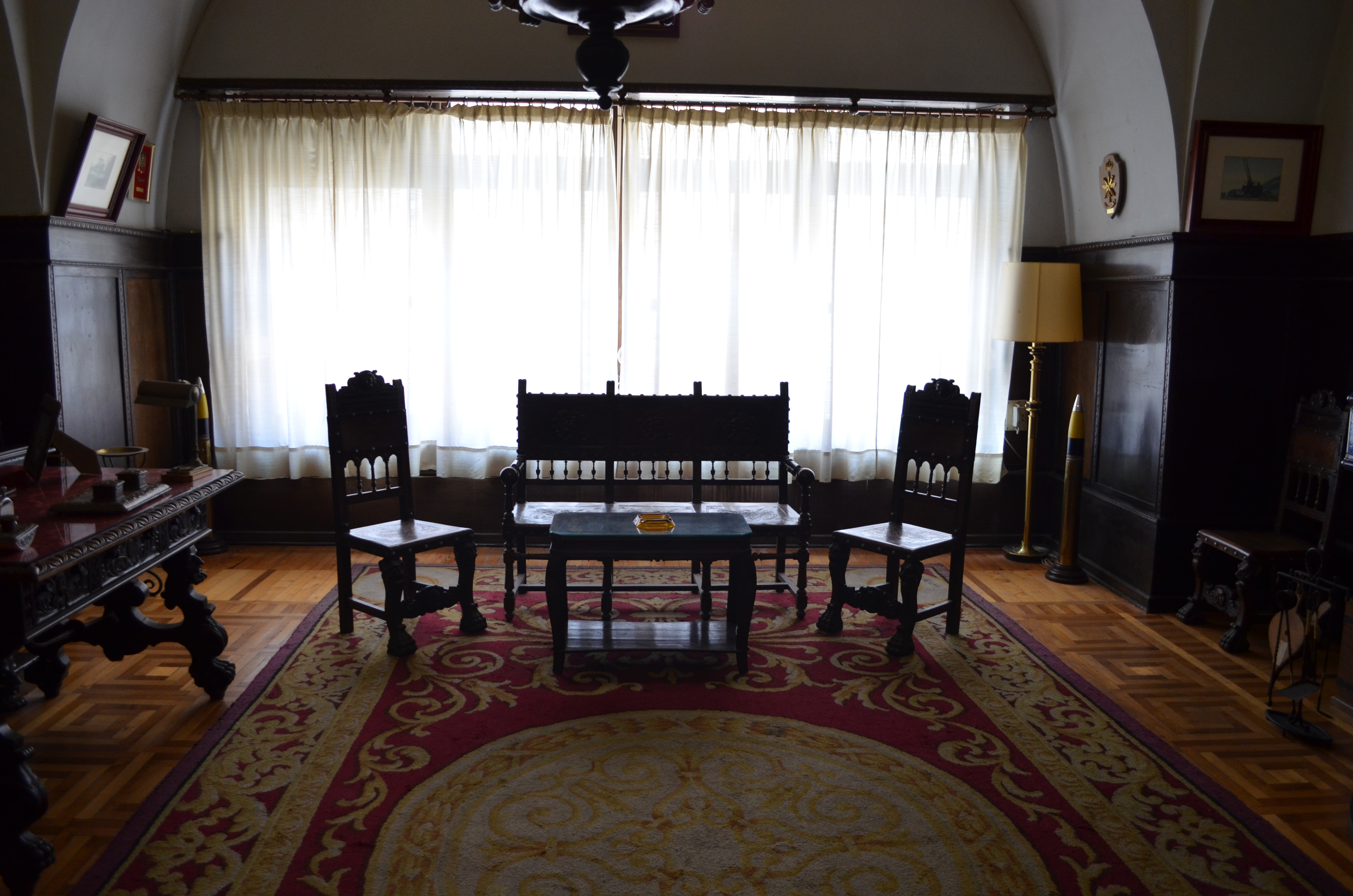

#### Sala de la Brigada Mecanizada XXXII
- Sala de la Brigada Mecanizada XXXIII, la cual estuvo desplegada en Cartagena.

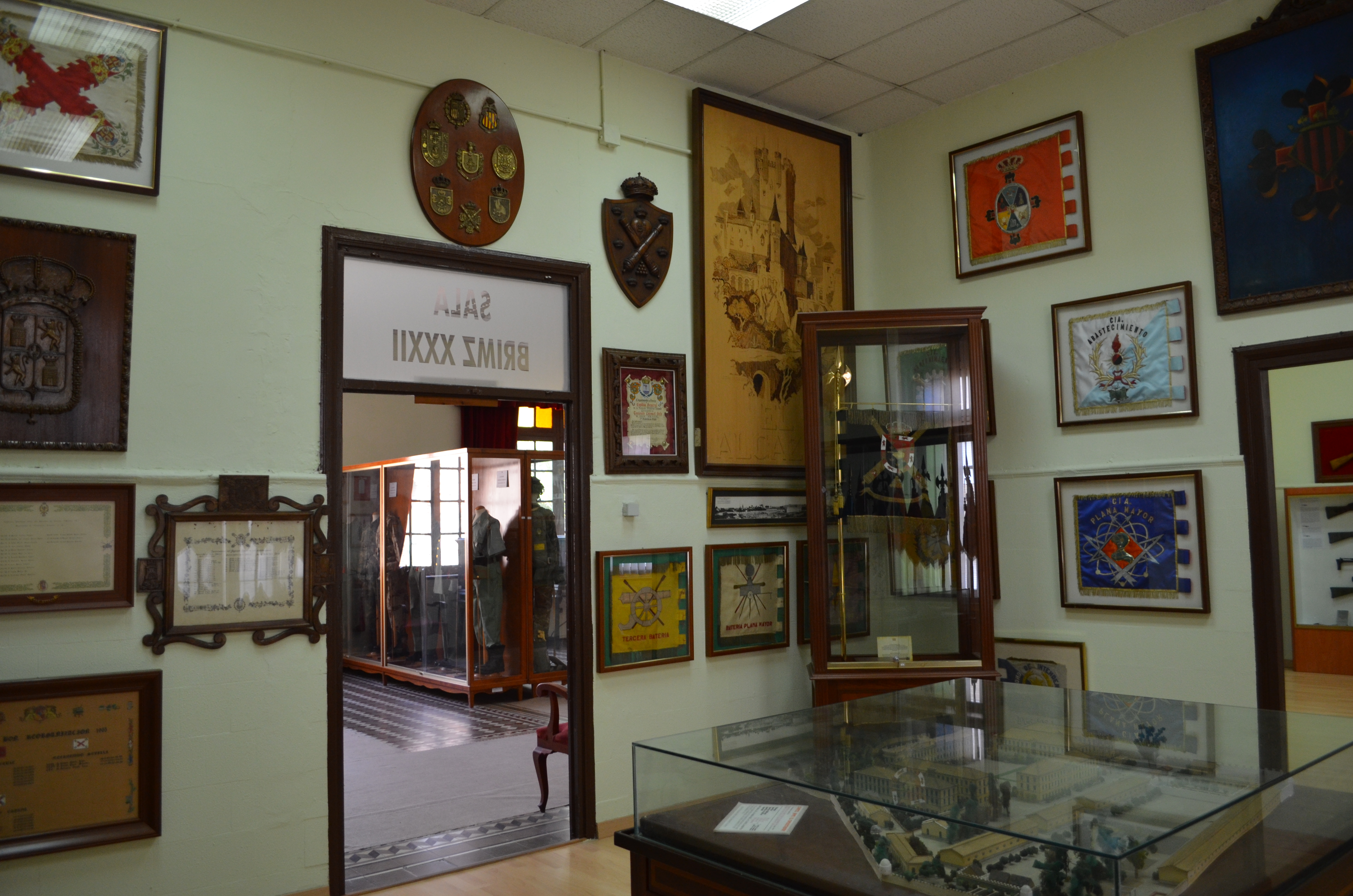
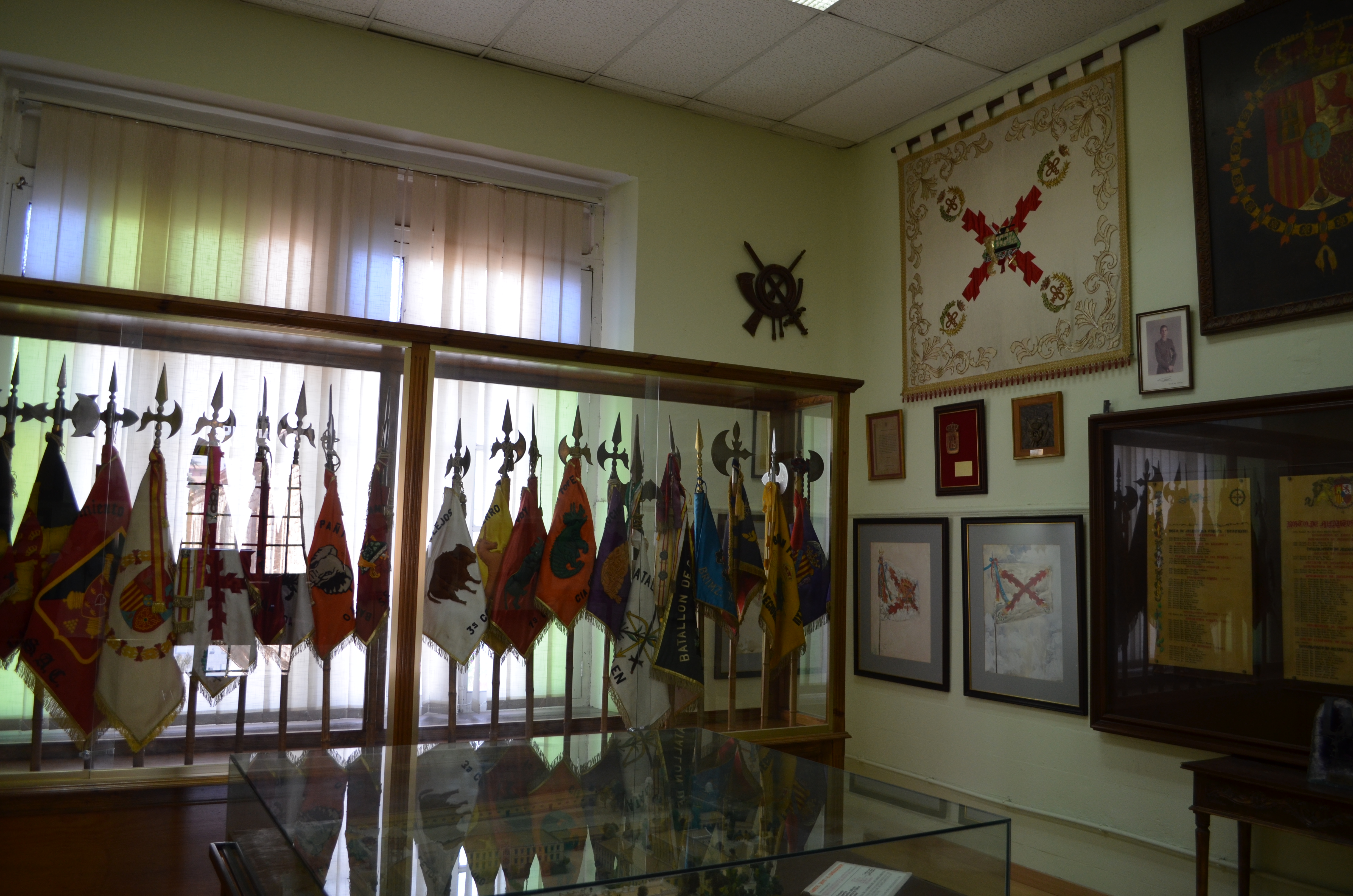

#### Sala de armamento ligero
- Colección de armas largas, cortas y de apoyo. Muestra desde las primeras armas de pólvora hasta armas del siglo XXI, un lanzagranadas Instalaza C-90, otro Instalaza 88'9, varias ametralladoras medias y pesadas y un mortero Comando de 60mm.

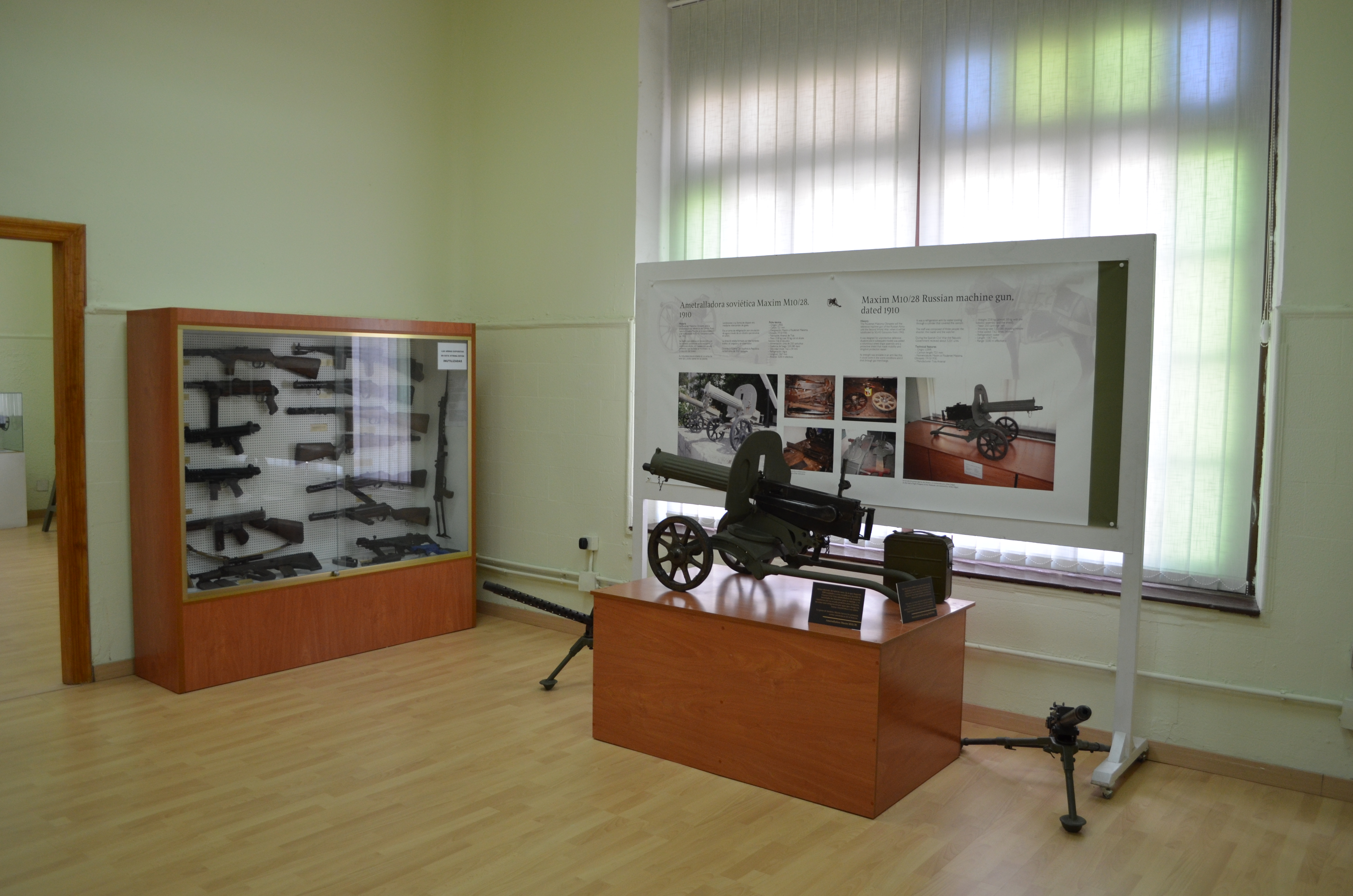
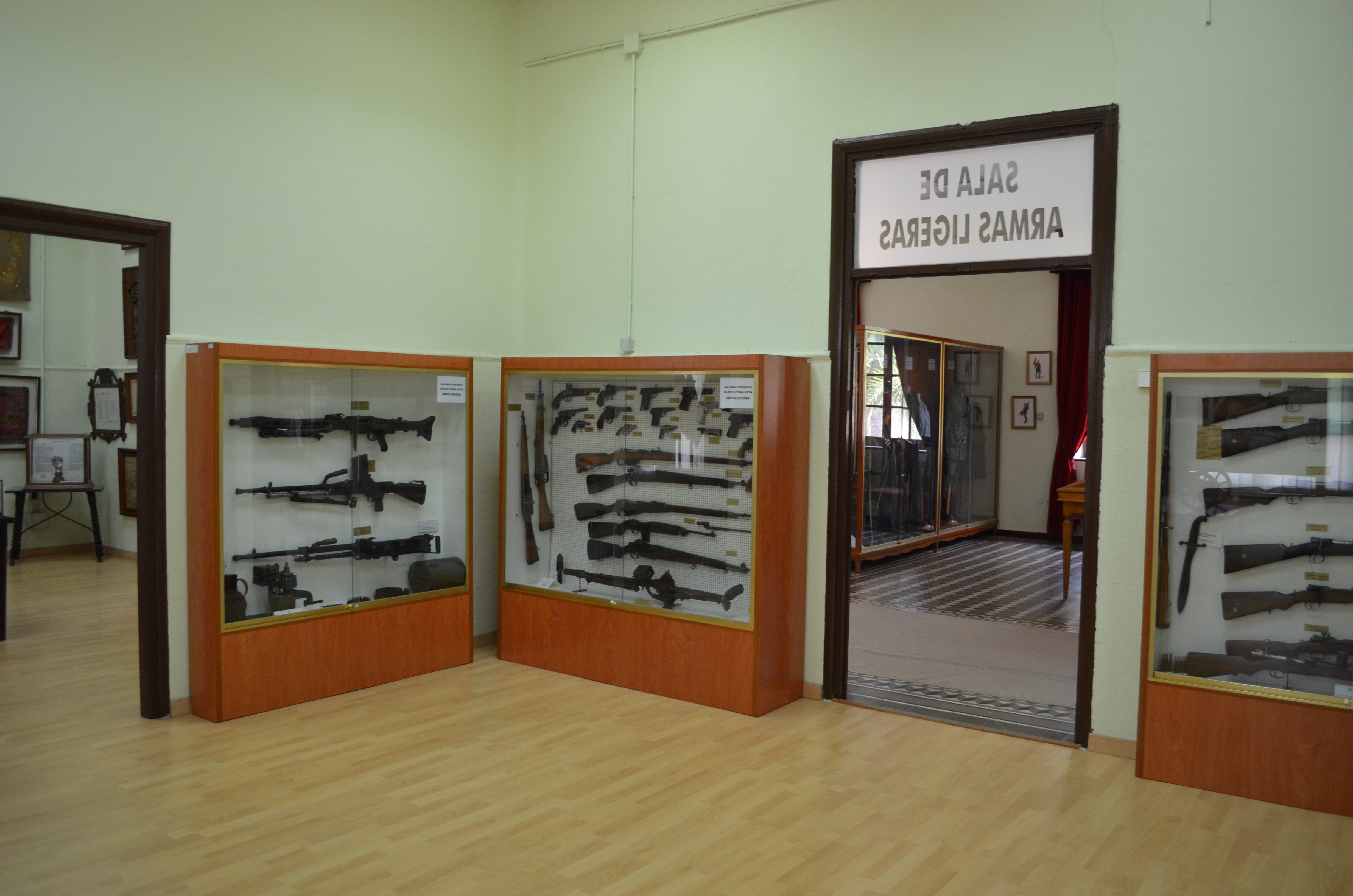
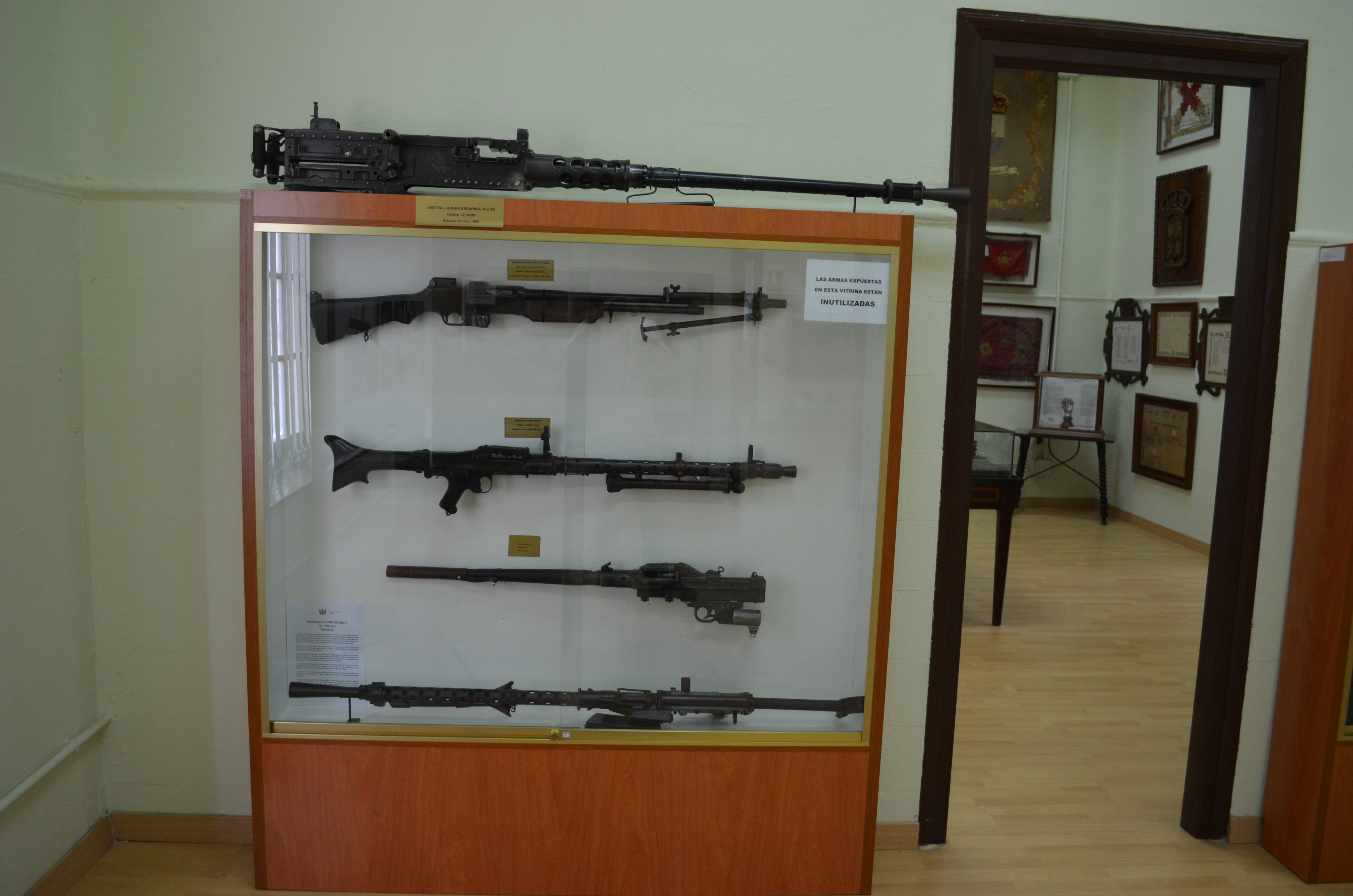
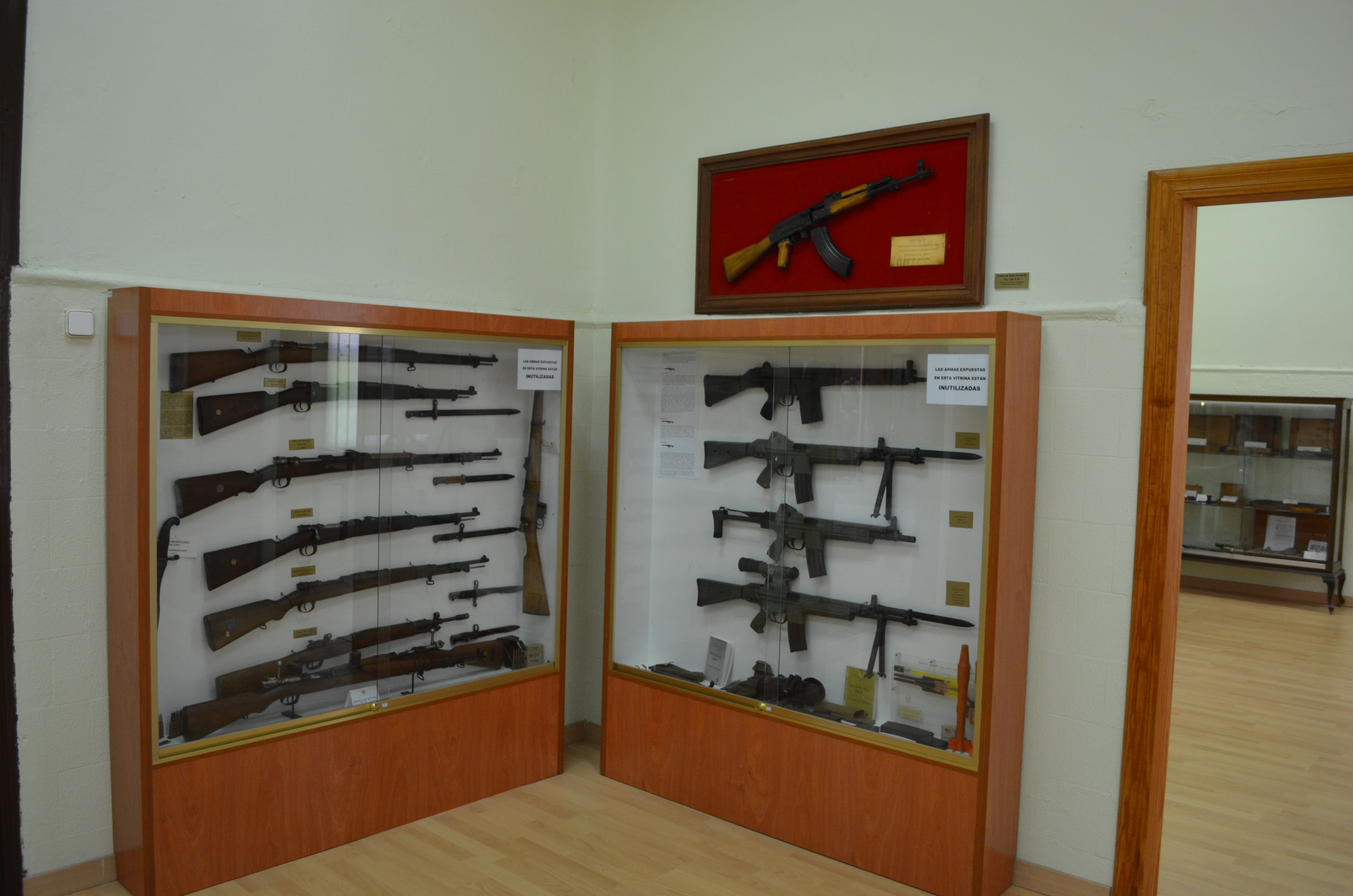

- En esta sala está ubicada una máquina original de codificación alemana Enigma. Esta, en concreto, es la que estuvo en servicio en la Embajada de España en Berlín durante la II GM.

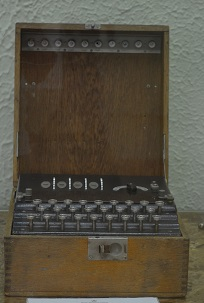
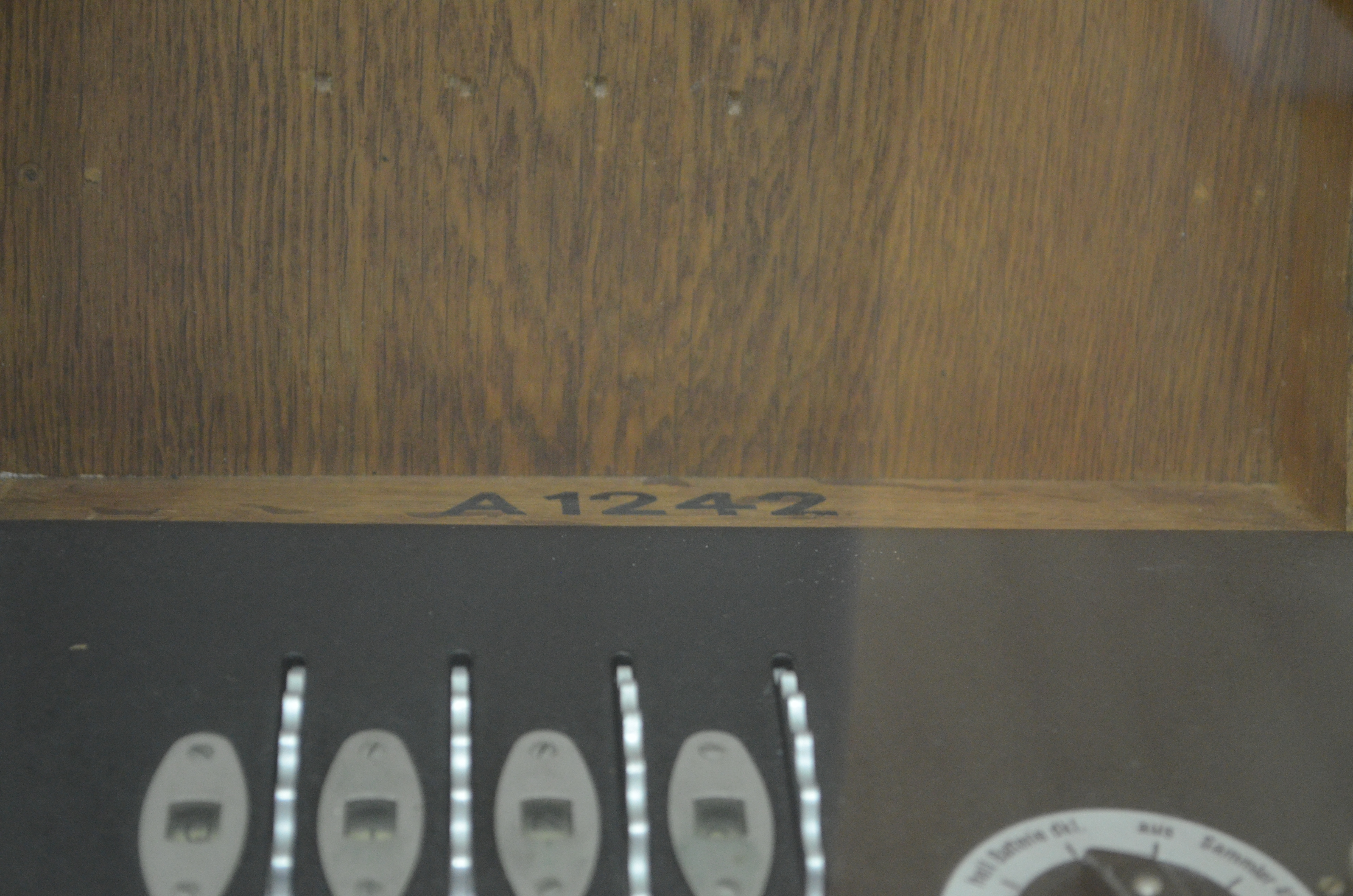

#### Sala de uniformes
- Gran cantidad de uniformes, sillas de montar, equipos de combate y, en vitrinas, documentos relacionados con la historia de las unidades militares asentadas en la Plaza y la última bandera que ondeó en "Camp Erebino", en Macedonia del Norte.

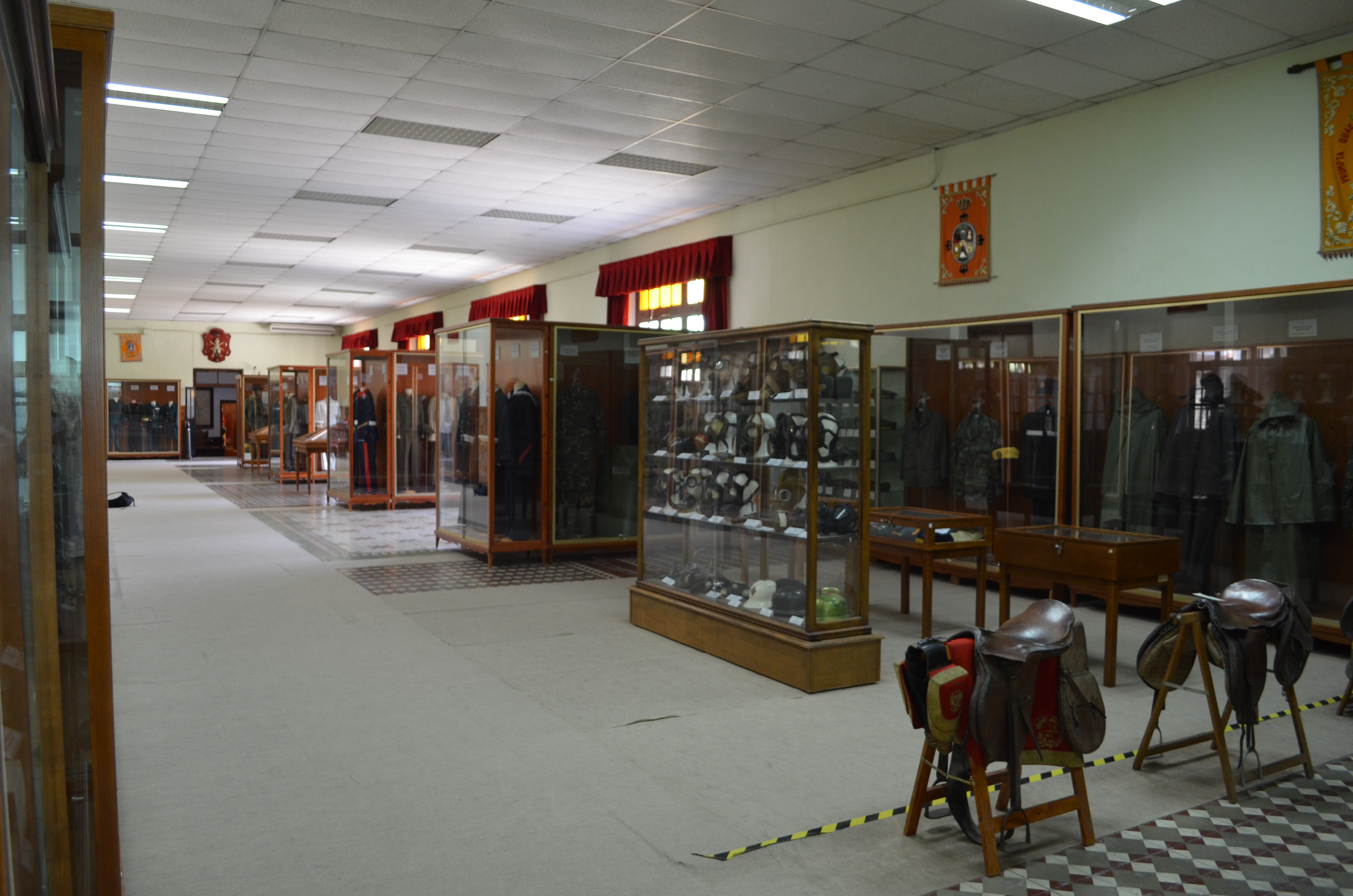
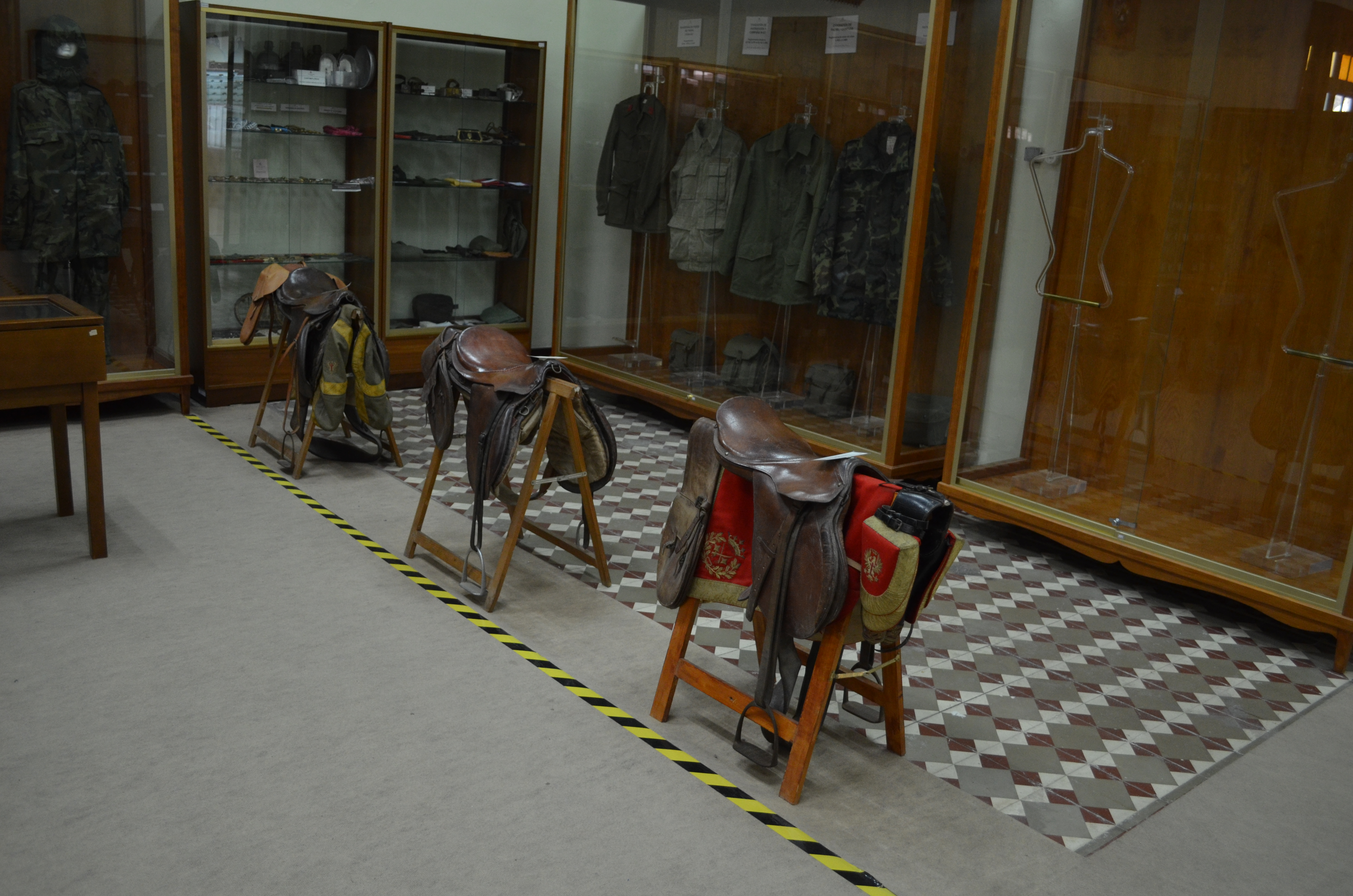
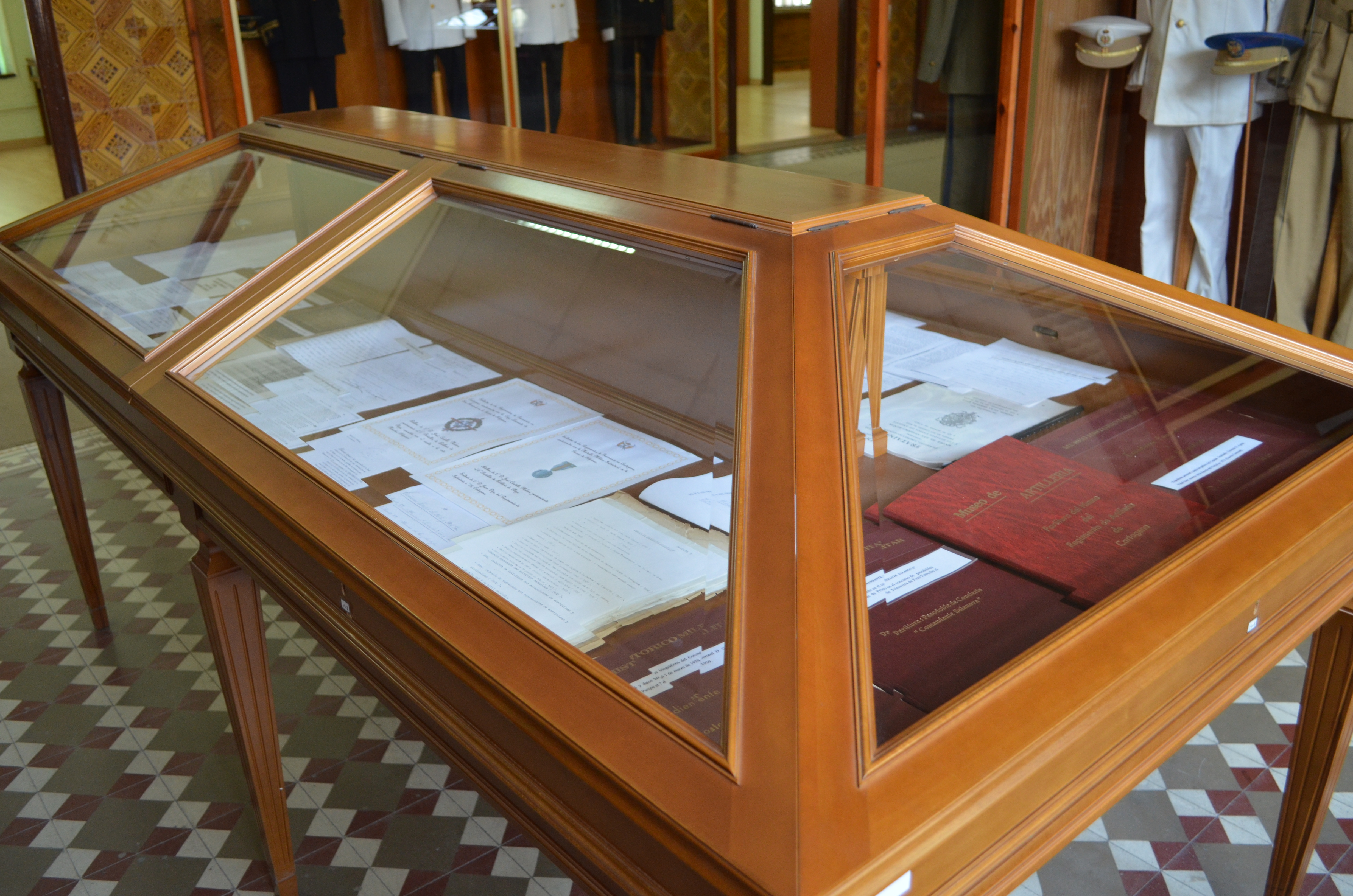
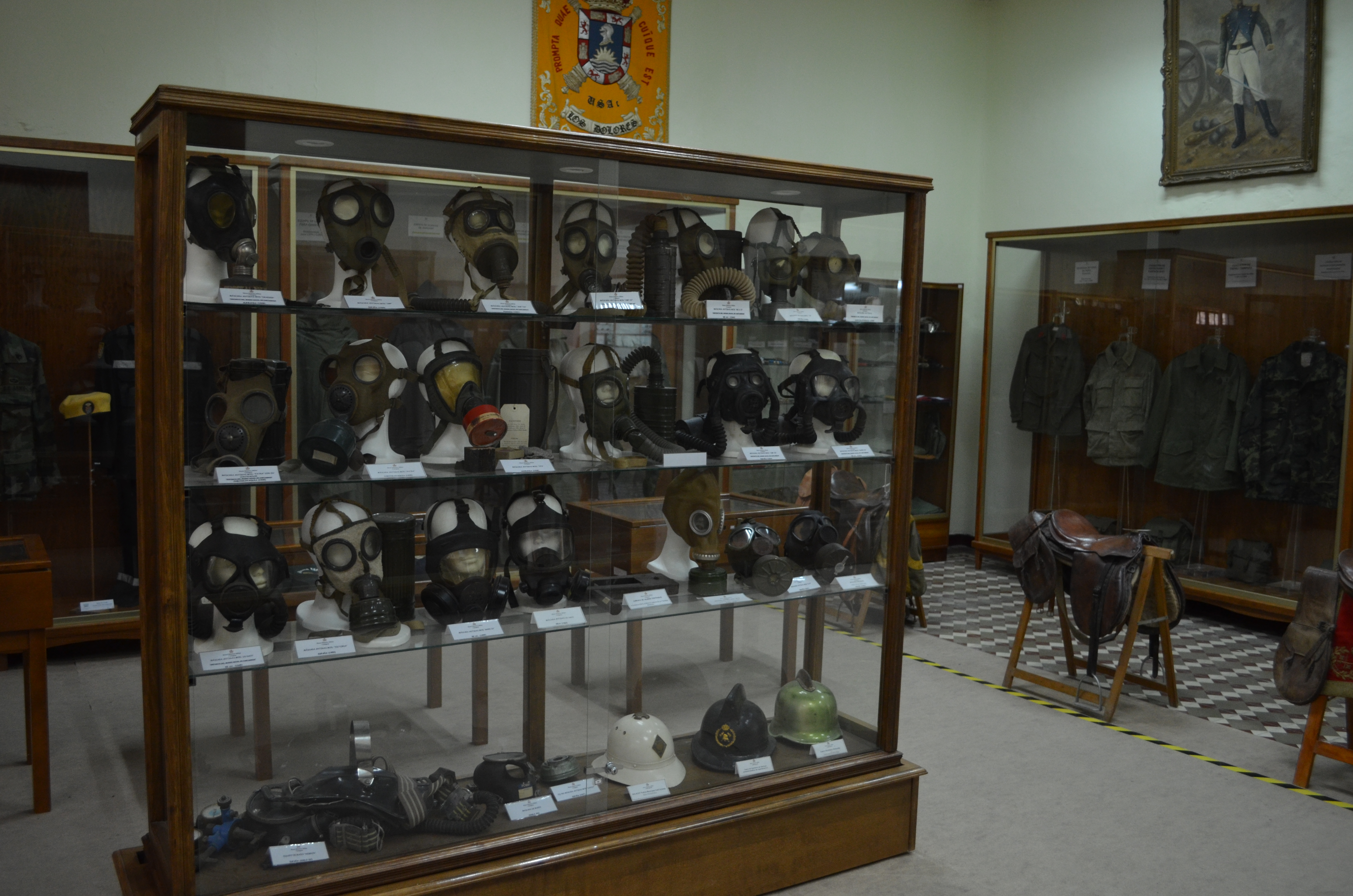
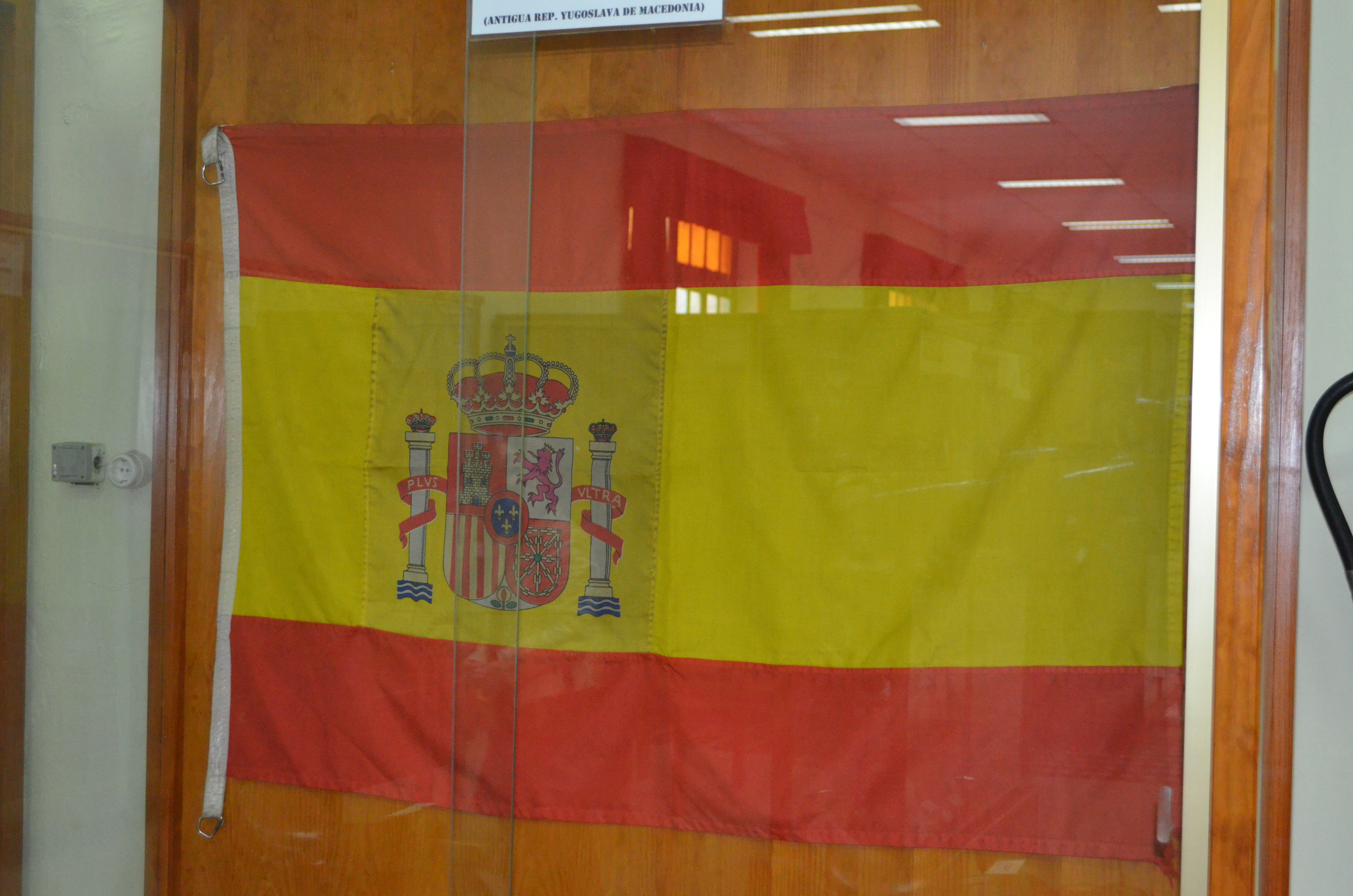

#### Sala de miniaturas
- Un total de 2750 figuras, cedidas por el cartagenero don Francisco J. Sánchez Abril.[7] Ostenta dos galardones Guinnes, centrada principalmente en carros de combate.

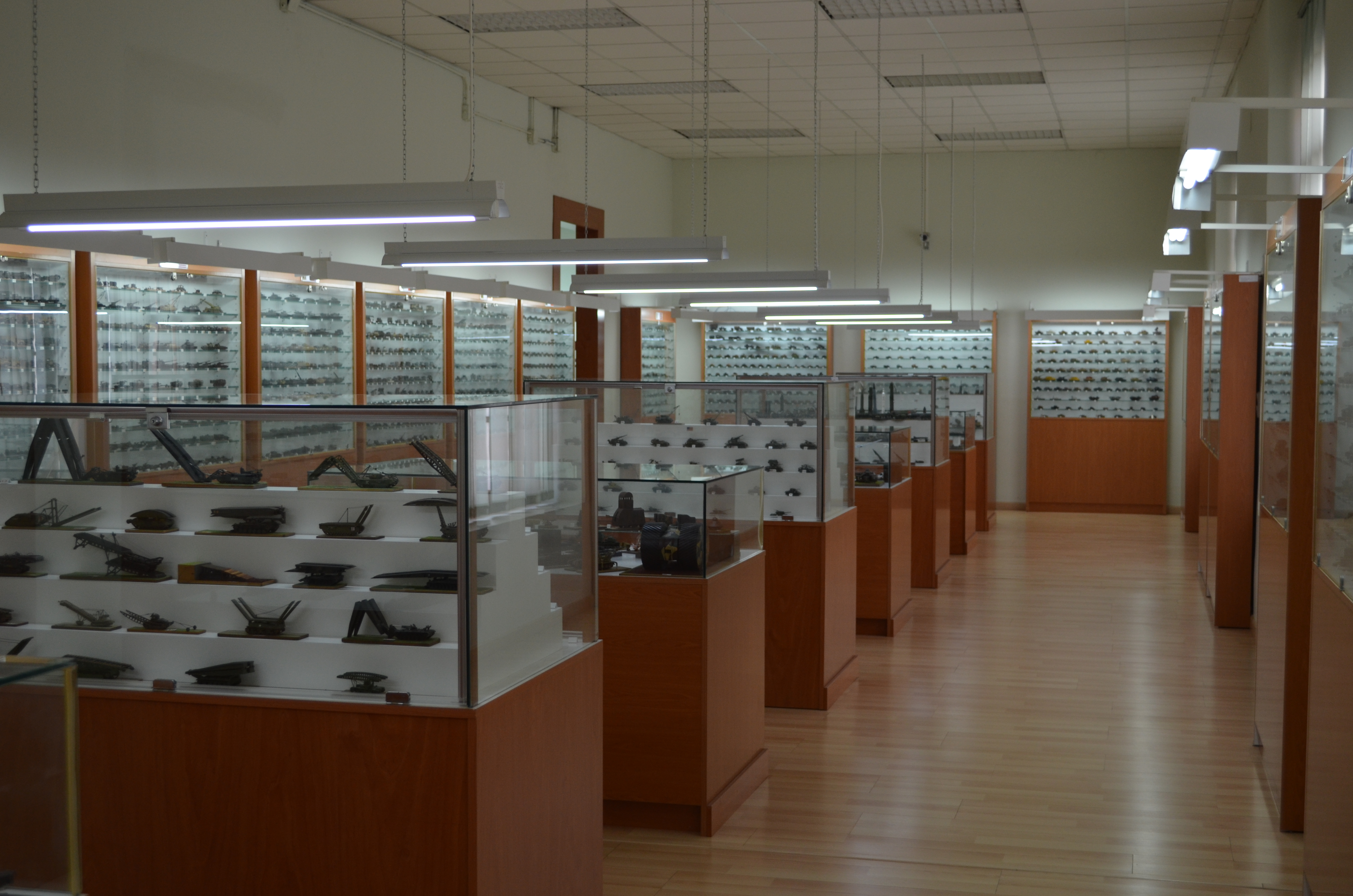
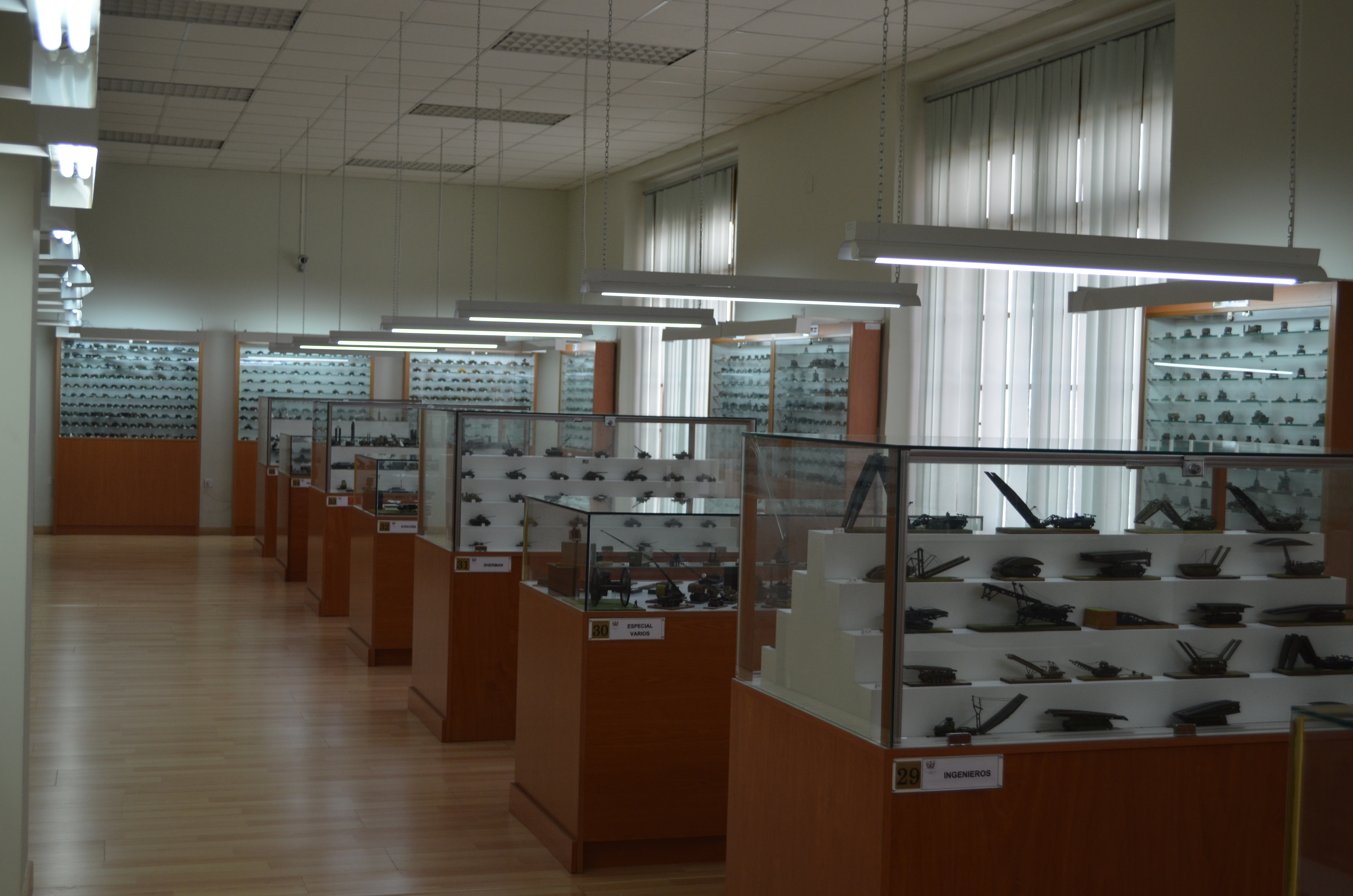
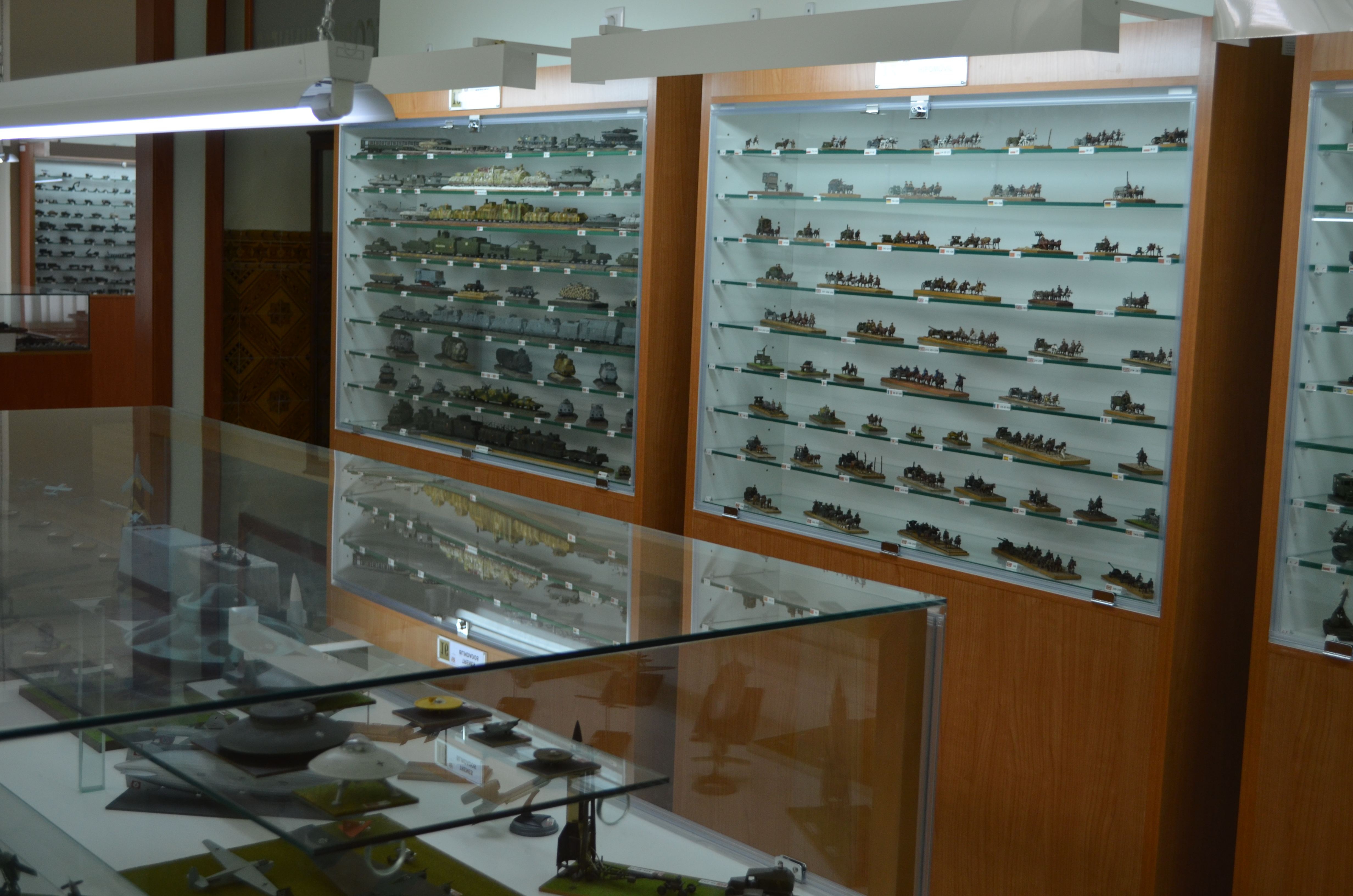

## Asociación de Amigos del Museo
- Se inicia en el año 1996, en el antiguo Parque de Artillería de Cartagena. En el año 2002 llega al Museo un cañón de asalto Stug III modelo G, en donde con el apoyo de varios ciudadanos británicos se procedió a su total restauración, ver Anexo:Vehículos del Museo Histórico Militar en este artículo, habiendo en el Museo varias piezas y vehículos restaurados por la Asociación. En la actualidad personas de varias nacionalidades contribuyen con su trabajo y apoyo a su sostenimiento, al igual que ciudadanos anónimos con sus donaciones.

## Récord que ostenta el Museo
- Colección de artillería del siglo XX más grande de España[8]
- Colección de municiones más grande de España
- Guinness a la colección de miniaturas más grande del mundo